# Ingolstadt

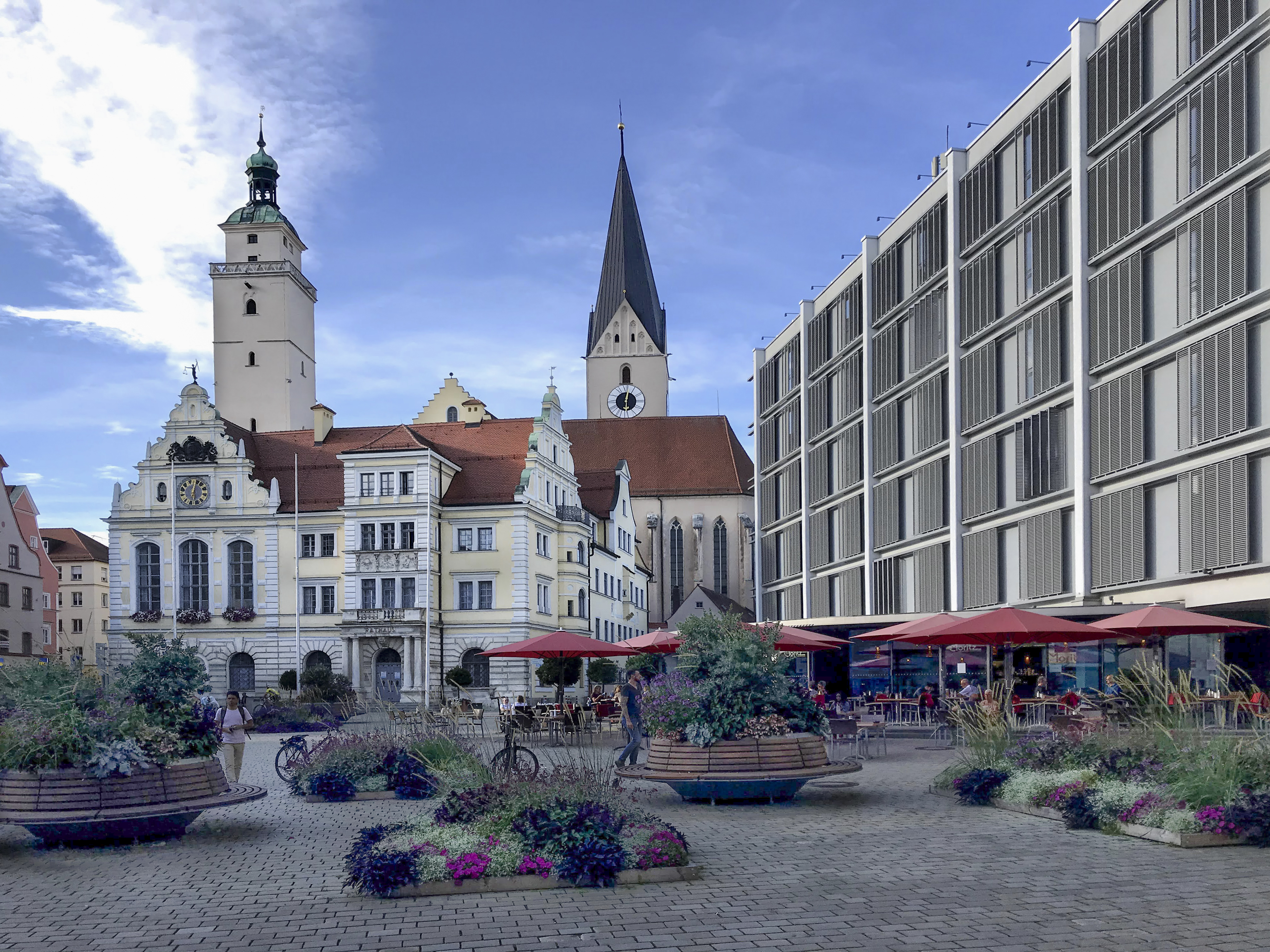
Rathausplatz mit Altem Rathaus, Pfeifturm, Turm der Moritzkirche und Teil des Neuen Rathauses

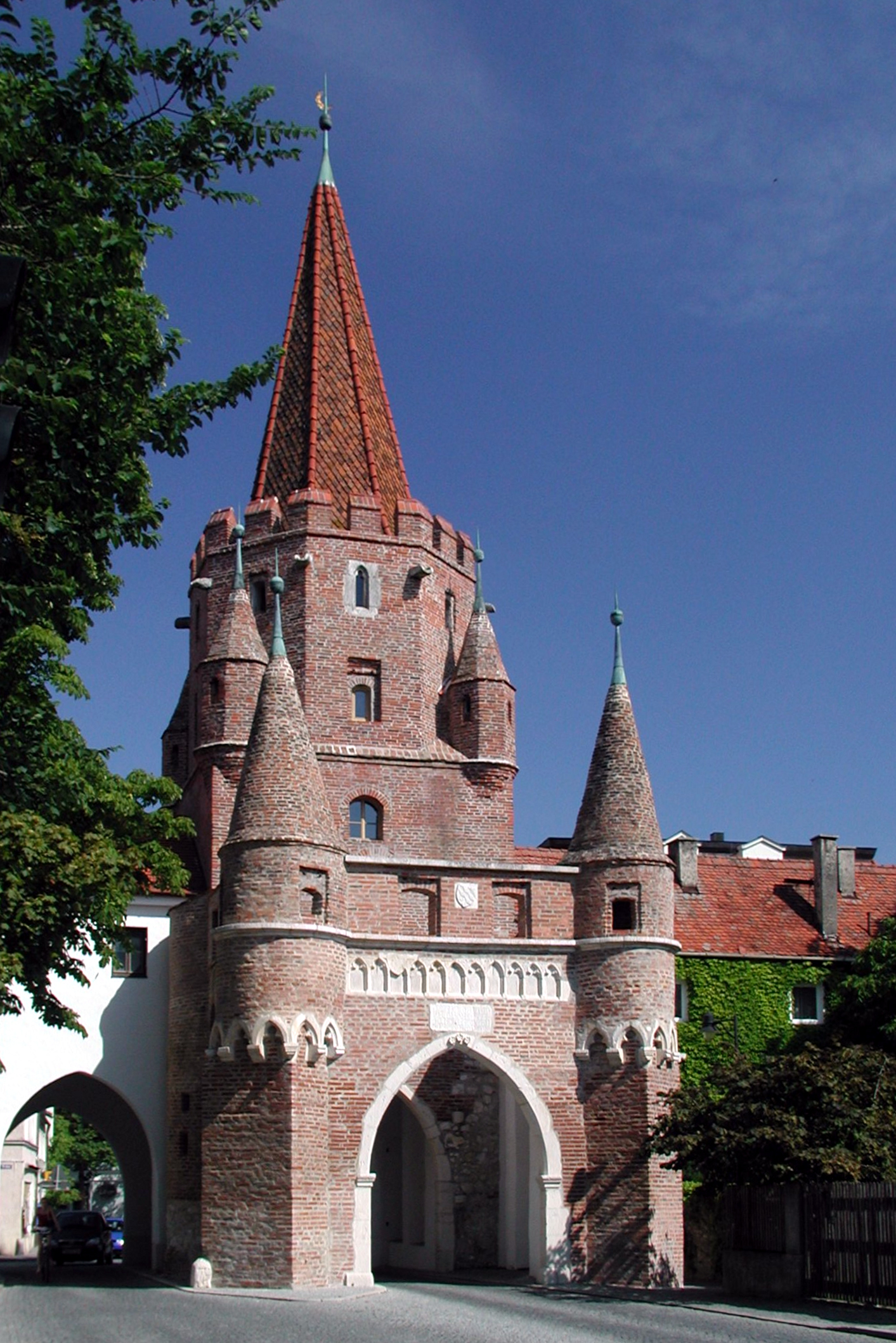
Kreuztor

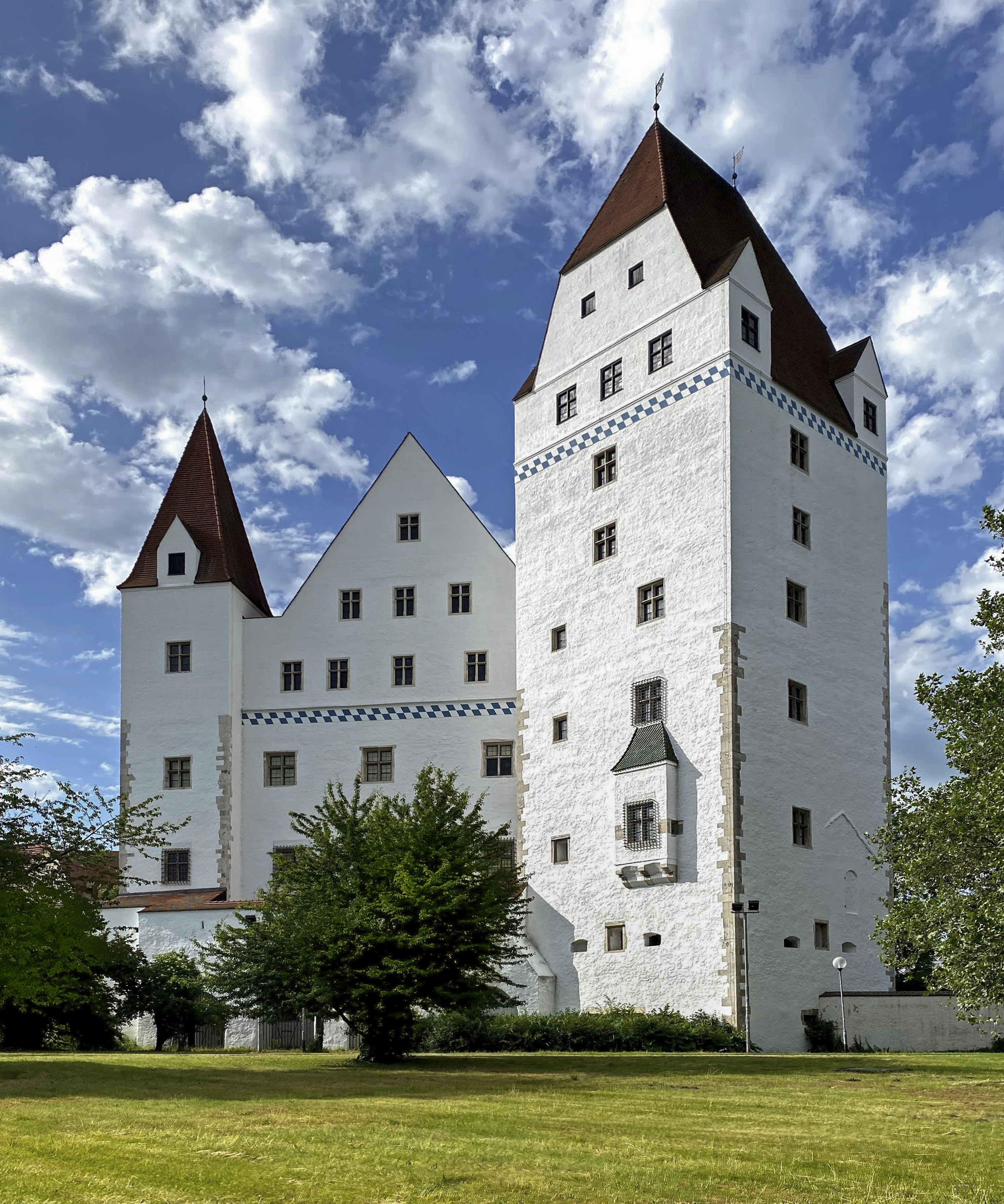
Neues Schloss

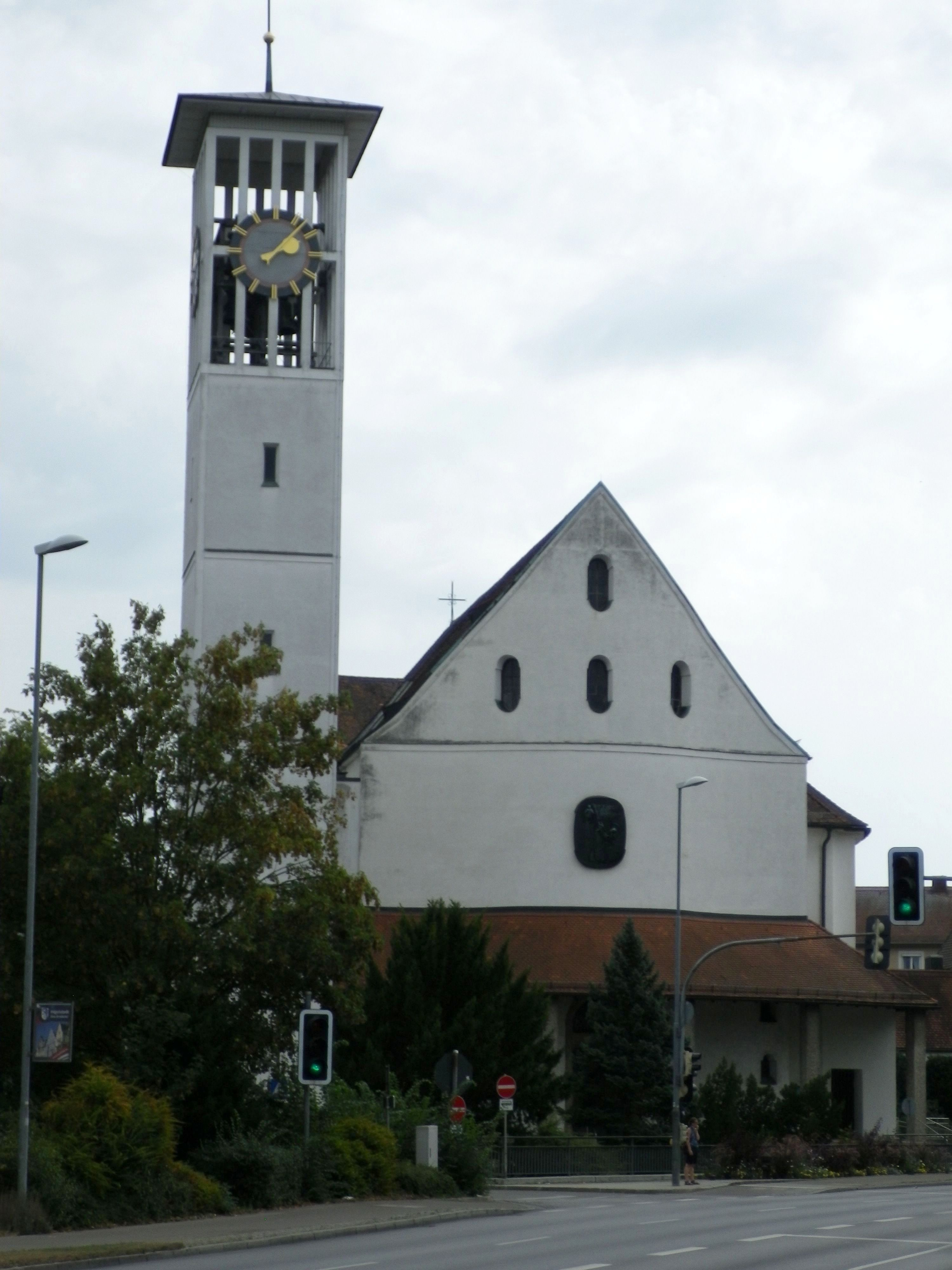
St. Anton

Ingolstadt ([ˈɪŋɡɔlˌʃtat] ⓘ) ist eine kreisfreie Großstadt an der Donau in Oberbayern mit 141.156 Einwohnern (Stand: 31. März 2025). Im Großraum leben rund eine halbe Million Menschen. Ingolstadt ist nach München die zweitgrößte Stadt Oberbayerns und nach München, Nürnberg, Augsburg und Regensburg die fünftgrößte Stadt Bayerns. Die Stadt überschritt 1989 die Marke von 100.000 Einwohnern und zählt seitdem zu den Großstädten in Deutschland. Ingolstadt ist nach Regensburg die zweitgrößte deutsche Stadt an der Donau.
Die Ersterwähnung erfolgte 806. Im späten Mittelalter war die Stadt neben München, Landshut und Straubing eine der Hauptstädte der bayerischen Teilherzogtümer, was sich in der Architektur widerspiegelt. Ingolstadt wurde am 13. März 1472 Sitz der ersten Universität in Bayern, die sich später als Zentrum der Gegenreformation profilierte. Hier gründete sich 1776 auch der freidenkerische Illuminatenorden. Für gut 400 Jahre war die Stadt zudem bayerische Landesfestung. Die historische Altstadt ist im Wesentlichen erhalten.
In der Stadt existieren zwei Hochschulen. Der Ort ist eines der drei Regionalzentren in Bayern. Die Stadt ist überwiegend vom verarbeitenden Gewerbe, wie etwa dem Automobil- und Maschinenbau, geprägt. Die Arbeitslosenquote lag im Februar 2022 bei 3,3 %.

## Geographie

### Ausdehnung und Lage

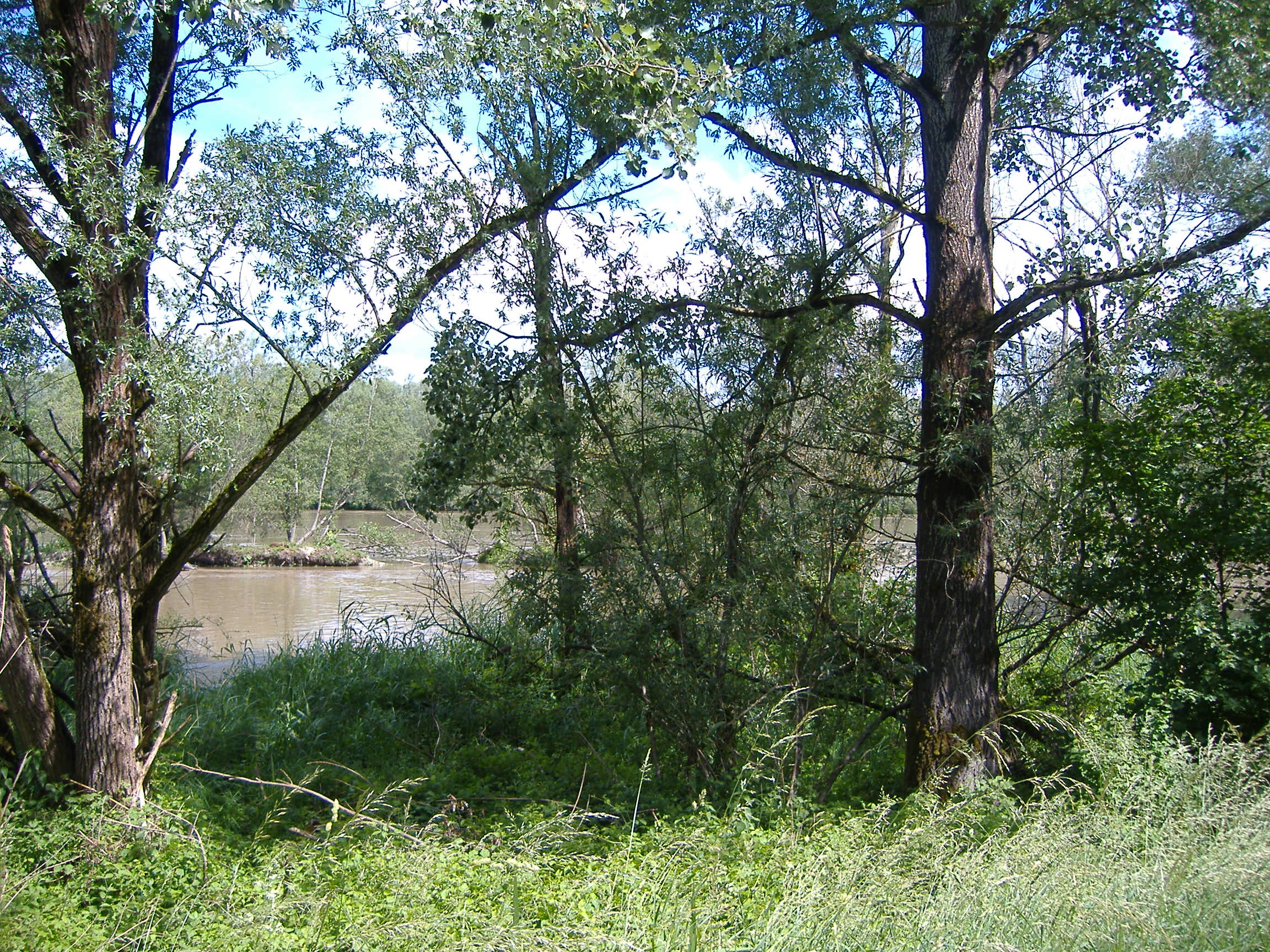
Die Donauauen (Auwald) in Ingolstadt

Das Stadtgebiet erstreckt sich über 133,35 km². Damit ist Ingolstadt flächenmäßig nach München, Nürnberg und Augsburg die viertgrößte Stadt Bayerns. Die größte Ausdehnung in Ost-West-Richtung beträgt etwa 18 km, in Nord-Süd-Richtung etwa 15 km. Die Stadtgrenze hat eine Länge von 70 km.
Ingolstadt liegt auf 48° 45′ 49″ nördlicher Breite und 11° 25′ 34″ östlicher Länge. Die Stadtgrenze ist ungefähr 14 km vom geographischen Mittelpunkt Bayerns bei Kipfenberg entfernt. Der höchste Punkt befindet sich mit einer Höhe von 410,87 m im Stadtteil Pettenhofen, die Altstadt liegt 374 m über dem Meeresspiegel. Der niedrigste Punkt ist die Schuttereinmündung in die Donau mit 362 m ü. NHN. In Ingolstadt gilt wie in ganz Deutschland die Mitteleuropäische Zeit, wobei die mittlere Ortszeit um 14 Minuten zurückbleibt.
Das Stadtgebiet breitet sich am nördlichen und südlichen Ufer der Donau in einem weiten ebenen Becken aus. Das Ingolstädter Becken ist im Norden von den Juraausläufern und im Süden von tertiärem Hügelland begrenzt. Im Südwesten beginnt das Donaumoos, während im Osten die Auwälder der Donau in das Stadtgebiet hineinreichen. Es handelt sich um die zweitgrößte Hartholzaue an der Donau. Der Süden der Stadt wird von der Sandrach (Sunderach = südliche Ach), dem einstigen südlichen Hauptarm der Donau, durchzogen, die streckenweise die Stadtgrenze bildet. Im Norden durchfließt von Westen her die Schutter Ingolstadt und mündet nahe der Altstadt in die Donau.

### Geologie
Das Stadtgebiet liegt südlich der Donau auf der Niederterrasse aus der Würm-Kaltzeit und nördlich des Flusses auf der Hochterrasse aus der Riß-Kaltzeit. Der Grund in Ingolstadt besteht überwiegend aus Schotter und Sand, dem sogenannten Donau-Schwemmland. Im Norden und Süden, wo das Stadtgebiet in tertiäres Hügelland hineinreicht, befindet sich in den tieferen Schichten Süßwassermolasse. Durch die Ablagerung von Löss, dessen Tongehalt im Laufe der Zeit stark angestiegen ist, sind die Böden in Ingolstadt insbesondere dort, wo zusätzlich Auenlehm vorhanden ist, sehr lehmig.

### Klima

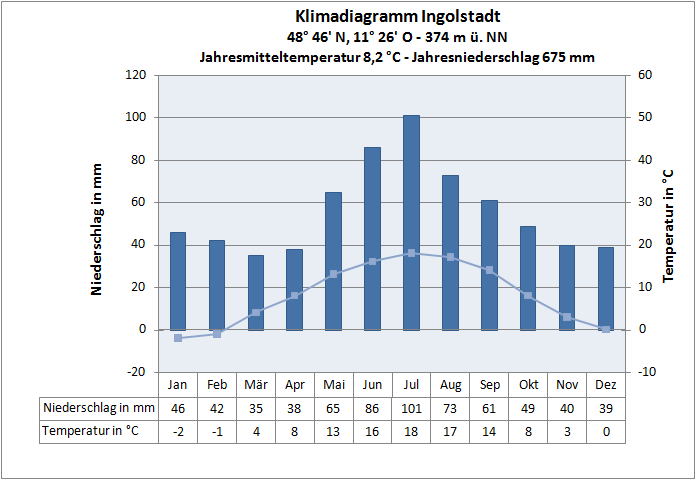
Klimadiagramm Ingolstadt

Das Klima ist mit überwiegend feuchtwarmen Sommern und kühlen Wintern subozeanisch. Mit einer durchschnittlichen jährlichen Niederschlagsmenge von etwa 650 Millimetern ist das Klima in Ingolstadt deutlich trockener als im regenreichen Alpenvorland, wobei der Alpenföhn Ingolstadt noch erreicht. Im Gegensatz dazu halten sich vor allem im Herbst, aber auch im Winter häufig Nebel und Hochnebel, die sich auch im Tagesverlauf nicht auflösen. Der Wind kommt überwiegend aus westlicher und südwestlicher Richtung, im Herbst öfter auch aus Nordosten.
Die durchschnittliche Jahrestemperatur beträgt 8,2 °C, wobei Juli und August mit 18 beziehungsweise 17 °C die wärmsten und Januar und Februar mit −1 bis −2 °C im Mittel die kältesten Monate sind.
Der niederschlagsreichste Monat ist der Juli mit durchschnittlich 101 Millimetern, während der geringste Niederschlag mit durchschnittlich 35 Millimetern im März zu verzeichnen ist.

### Gewässer

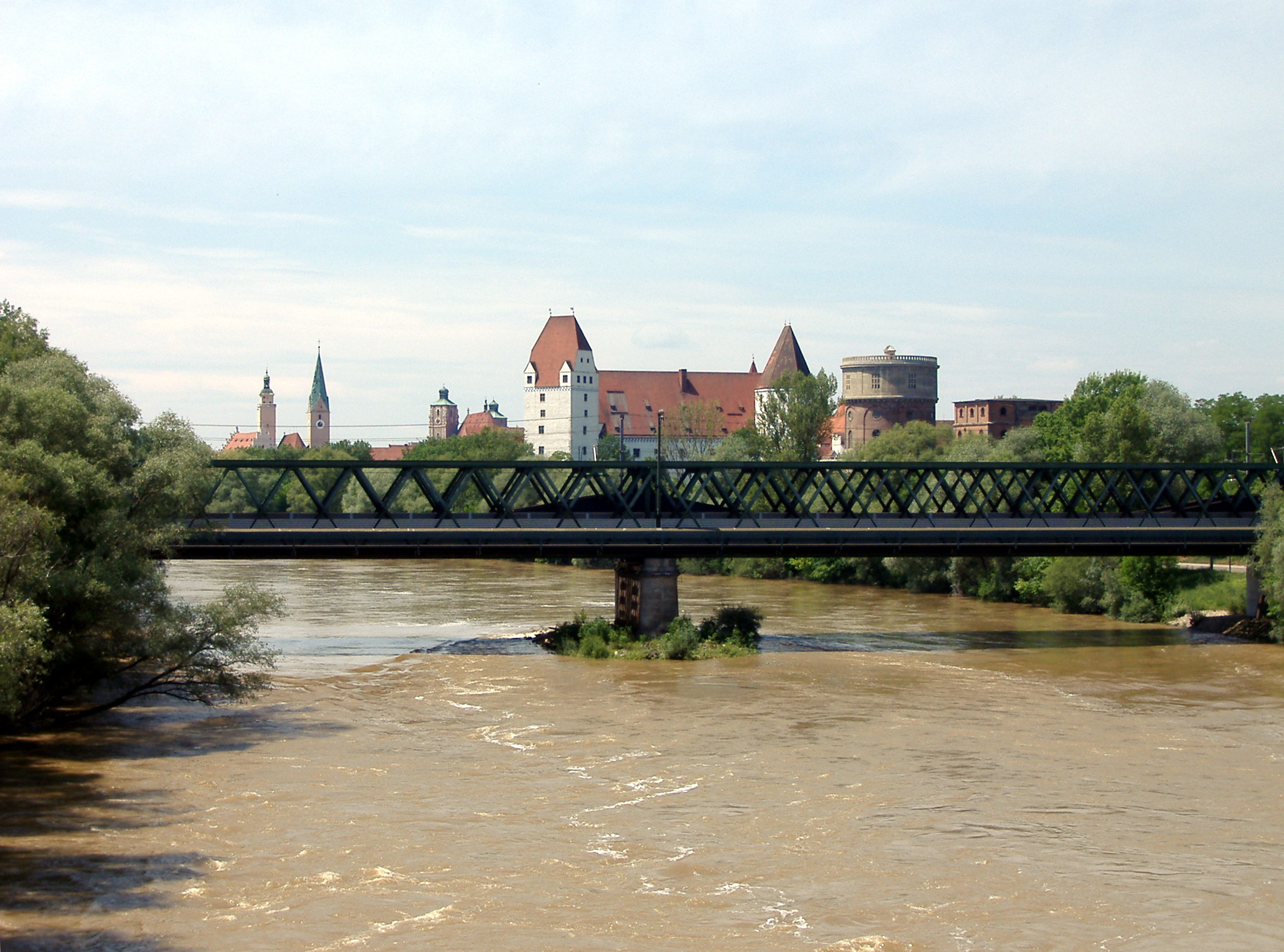
Die Donau im Osten Ingolstadts mit Blick auf die Altstadt

Die Donau durchfließt das heutige Stadtgebiet von Westen nach Osten auf einer Länge von 14,2 Kilometern von Flusskilometer 2466,9 bis 2452,7 nach internationaler Zählung, der Pegel Ingolstadt befindet sich bei Donaukilometer 129,7 nach bayerischer Zählung. Der Wasserstand beträgt bei Niedrigwasser 96 Zentimeter, während der langjährige mittlere Wasserstand bei 218 Zentimetern liegt. Beim Pfingsthochwasser 1999 lag der Pegel bei 748 Zentimetern. Im Bereich der Stadt Ingolstadt ist die Donau zwischen 80 und 100 Meter breit. Im Stadtbereich liegt die Donaustaustufe Ingolstadt. Östlich davon wird die Donau von der Staustufe in Vohburg beeinflusst. Bei der 1971 errichteten Staustufe Ingolstadt kann die Donau in einem Stausee auf maximal 500 Meter Breite gestaut werden. Mit Ausnahme der Stadtteile Haunwöhr und Gerolfing, die bei Hochwasser durch einen erhöhten Grundwasserspiegel gefährdet sind, blieb Ingolstadt in den letzten Jahrzehnten von Hochwasserkatastrophen verschont. Das Bestreben der Stadt ist, die Donau wieder mehr mit dem städtischen Leben zu verbinden. Dazu wurden im Jahr 2007 an der Nordseite der Donau Uferbefestigungen und Terrassen errichtet. Auf der gegenüberliegenden Südseite befindet sich die von Toni Amler konzipierte Seebühne.
Bis zum Spätmittelalter war die Donau in drei Arme geteilt, die in vielen Windungen die Gegend durchzogen und untereinander verbunden waren. Der Hauptarm war die Sandrach, der zweite (kleinere) Arm war die Altach von Haunwöhr über Kothau und der dritte Arm floss an der Stadt vorbei. Herzog Stephan II. ließ im Jahre 1363 den Hauptarm in den dritten Arm ableiten und an die Stadt heranführen. Ab der Donauregulierung im Zuge des Festungsbaues 1827 trocknete die Altach (= Bett des heutigen Lohgrabens) allmählich aus.
Die Altach bildete im Bereich des heutigen Ingolstädter Hauptbahnhofs eine große Schleife, überflutete bei Hochwasser das sumpfige Land und verwandelte es in einen großen ringförmigen See. Daher stammt der Name des heutigen Stadtteils Ringsee, der schon im Salbuch des Herzogs Ludwig des Gebarteten von 1417 als Flurname vorkam.
Die Schutter als der eigentliche Stadtfluss innerhalb der Festungsmauern fließt heute über einen ehemaligen Festungsgraben in die Donau, dessen ursprünglicher Verlauf im Stadtgebiet ist heute weitgehend überbaut. Auch Mailinger Bach und Sandrach durchfließen das Stadtgebiet, auf dem sich zudem mehrere Baggerseen befinden. Der größte davon führt offiziell den Namen „Dreigroschensee“, wird aber allgemein nur „Baggersee“ genannt und befindet sich unmittelbar nördlich der Donaustaustufe. Der zweitgrößte ist der Auwaldsee und liegt im Stadtteil Süd-Osten nahe der Autobahn und dem Industriegebiet.

### Nachbargemeinden
Der Ort ist von drei Landkreisen umgeben, die wie Ingolstadt zum Regierungsbezirk Oberbayern gehören. Dies sind im Norden der Stadt der Landkreis Eichstätt, im Südosten der Landkreis Pfaffenhofen an der Ilm und im Südwesten der Landkreis Neuburg-Schrobenhausen. Zusammen bilden diese vier Gebietskörperschaften die Planungsregion Ingolstadt (Region 10). Folgende Märkte und Gemeinden der genannten Landkreise grenzen direkt an die Stadtgrenze von Ingolstadt: (sie werden nach dem Uhrzeigersinn beginnend im Nordwesten genannt):
- Landkreis Eichstätt: Egweil, Nassenfels, Buxheim, Gaimersheim, Wettstetten, Lenting, Kösching und Großmehring
- Landkreis Pfaffenhofen an der Ilm: Manching
- Landkreis Neuburg-Schrobenhausen: Karlskron, Weichering und Bergheim

Mit Nürnberg, Schwabach, Kempten (Allgäu), Memmingen, Kaufbeuren und Weiden gehört sie zu den wenigen kreisfreien Städten Bayerns, die nicht Verwaltungssitz eines gleichnamigen Landkreises sind.

### Stadtgliederung
Stadtteile sind:
Dünzlau, Dünzlauermühle, Einbogen, Etting, Feldkirchen, Friedrichshofen, Gerolfing, Hagau, Haunwöhr, Heindlmühle, Hennenbühl, Herrenschwaige, Hundszell, Ingolstadt, Irgertsheim, Knoglersfreude, Kothau, Mailing, Moosmühle, Mühlhausen, Niederfeld, Oberbrunnenreuth, Oberhaunstadt, Ochsenmühle, Pettenhofen, Ringsee, Rothenthurm, Samhof, Samholz, Schaumühle, Schmalzbuckel, Schmidtmühle, Seehof, Sonnenbrücke, Spitalhof, Spitzlmühle, Stockermühle, Unsernherrn, Unterbrunnenreuth, Unterhaunstadt, Winden und Zuchering.
Das Stadtgebiet ist in zwölf Stadtbezirke und 61 Unterbezirke gegliedert. In jedem Stadtbezirk gibt es einen Bezirksausschuss, der zwischen 13 und 17 Mitglieder hat. Diese Gremien werden nach jeder Kommunalwahl vom Stadtrat neu bestimmt. Die Bezirksausschüsse sind zu wichtigen, den Stadtbezirk betreffenden Angelegenheiten zu hören. Die endgültige Entscheidung über eine Maßnahme obliegt jedoch dem Stadtrat. Die Bezirksausschüsse gibt es seit 1967, bayernweit ist die Stadt Ingolstadt die einzige Stadt, welche Bezirksausschüsse freiwillig eingeführt hat.
Neben dieser politischen Stadtgliederung existiert eine weitere, die sich aus der Stadtentwicklung ergibt und nicht zuletzt von den beiden Grüngürteln Ingolstadts beeinflusst wird. Unterschieden wird dabei zwischen der Altstadt, die im Wesentlichen aus den vier Altstadtbezirken und dem Unterbezirk Brückenkopf gebildet und vom Glacis, dem inneren Grüngürtel, umschlossen wird, und der Kernstadt. Diese besteht aus den Bezirken Nordost, Nordwest, Südwest, Südost und den westlichen Unterbezirken des Bezirks Mitte, also jenen Stadtteilen, die sich größtenteils innerhalb des äußeren Grüngürtels mit einer geschlossenen Siedlungsfläche befinden. Davon abgegrenzt sind die dörflichen Stadtteile, vor allem die Bezirke Süd, West, Mailing und Etting sowie die Stadtteile Rothenturm, Niederfeld und Unterhaunstadt.
Eine weitere, gröbere Stadtgliederung ergibt sich aus der Lage der Stadtteile zur Donau. So wird zwischen dem Süden, dem Teil südlich der Donau und dem Norden Ingolstadts nördlich des Flusses unterschieden.

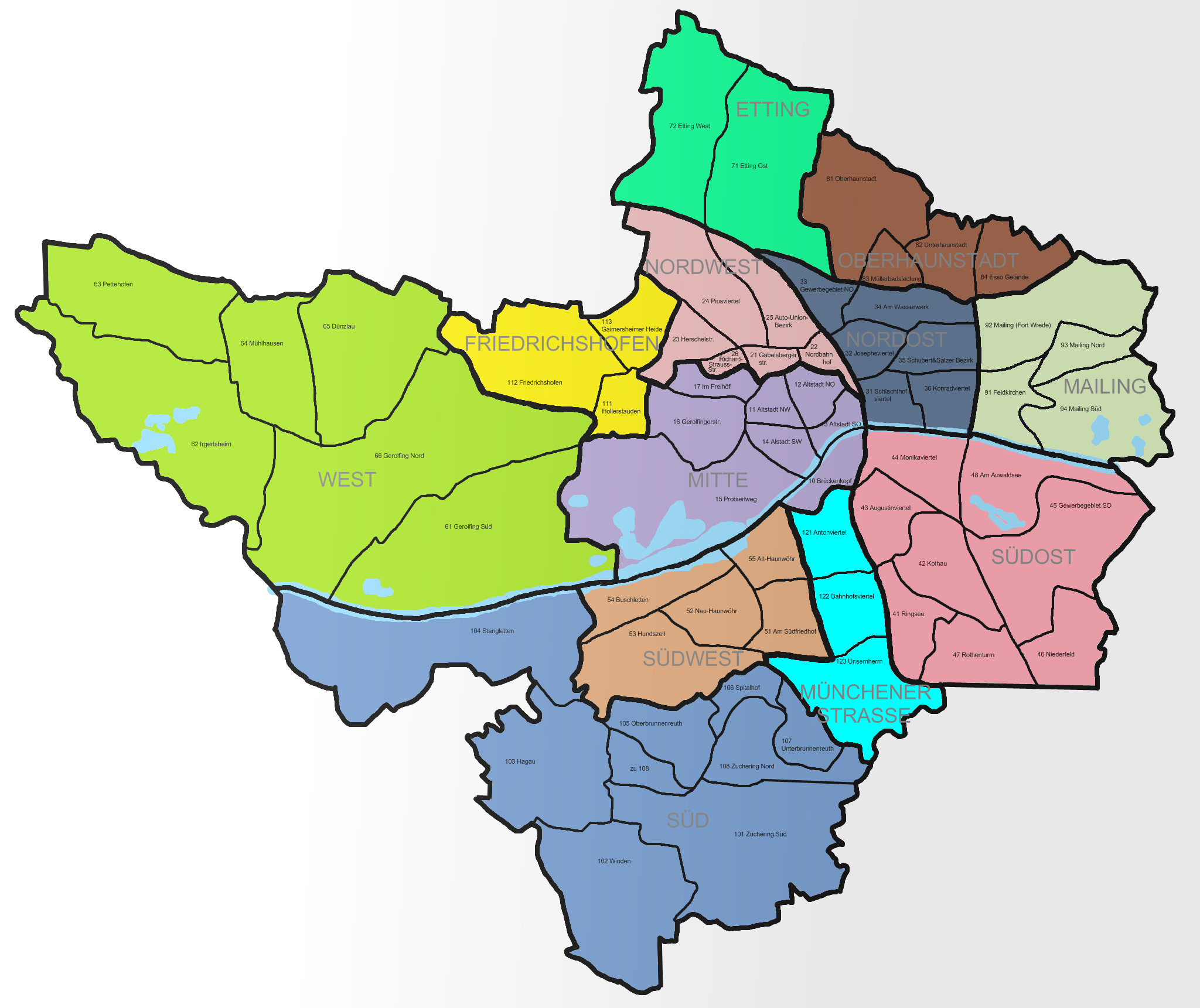
Stadtbezirke und Unterbezirke der Stadt Ingolstadt

| Bezirk                           | Einwohner 31. Dezember 2018 | Fläche in Hektar | Bevölkerungsdichte Einwohner/Hektar |
| -------------------------------- | --------------------------- | ---------------- | ----------------------------------- |
| I Mitte                          | 14.790                      | 1.052            | 14,0                                |
| II Nordwest                      | 18.065                      | 563,9            | 32,0                                |
| III Nordost                      | 20.570                      | 500,1            | 41,1                                |
| IV Südost                        | 18.460                      | 1.456,1          | 12,8                                |
| V Südwest                        | 10.670                      | 747,7            | 14,3                                |
| VI West                          | 7.020                       | 3.280,8          | 2,1                                 |
| VII Etting                       | 4.630                       | 800,8            | 5,8                                 |
| VIII Oberhaunstadt               | 5.205                       | 584,8            | 8,9                                 |
| IX Mailing                       | 5.655                       | 796,2            | 7,1                                 |
| X Süd                            | 9.265                       | 2,556            | 3,5                                 |
| XI Friedrichshofen-Hollerstauden | 10.115                      | 487,2            | 20,8                                |
| XII Münchener Straße             | 13.735                      | 510,3            | 27                                  |

### Schutzgebiete
Im Stadtgebiet gibt es das Naturschutzgebiet Donauauen an der Kälberschütt, acht Landschaftsschutzgebiete und drei FFH-Gebiete (Stand April 2016).
Siehe auch
- Liste der Naturschutzgebiete in Ingolstadt
- Liste der Landschaftsschutzgebiete in Ingolstadt
- Liste der FFH-Gebiete in Ingolstadt

## Geschichte

### Vor- und Frühgeschichte

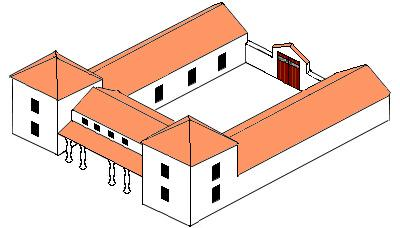
Rekonstruktion einer „Villa rustica“, ähnlich der, die man im Stadtgebiet gefunden hat.

Die ältesten Funde menschlichen Wirkens im heutigen Stadtgebiet Ingolstadts sind Faustkeile des Homo steinheimensis, die in Irgertsheim entdeckt wurden. Die Zeiten des Paläolithikums und des Mesolithikums sind nur durch Einzelfunde, etwa in Etting oder Gerolfing, nachweisbar. Erst für die Jungsteinzeit verdichten sich die Funde von Siedlungsspuren im Raum Ingolstadt.
Während diese frühen archäologischen Zeugnisse in den Vororten Ingolstadts gefunden wurden, liegt für die Bronzezeit erstmals ein Beleg für eine Besiedlung im Bereich der späteren Altstadt vor. Es handelt sich um mehrere Gräber beim Herzogskasten. Welche Bedeutung das Gebiet an der Donau zu dieser Zeit hatte, zeigt der Fund der umfangreichsten Grabanlage der Urnenfelderkultur in Süddeutschland bei Zuchering, die zu den größten Europas zählt. Diese besteht aus etwa 600 Gräbern aus dem Zeitraum zwischen dem 13. und 10. Jahrhundert v. Chr. Ein weiteres Zeugnis dieser Epoche ist das aus fast 3000 Teilen bestehende Bernsteincollier, das 1996 bei Grabungen auf dem Gelände der Audi AG gefunden wurde. Ihr Ende fand diese hoch entwickelte Kultur im Raum Ingolstadt mit der Verbreitung der Eisenverarbeitung.
Für die nachfolgende Hallstattzeit, die frühe Eisenzeit, weisen die archäologischen Befunde etwa die Existenz eines Herrenhofs mit Siedlung für den Bereich Zuchering nach. Ähnliche Spuren fanden sich in Etting und Dünzlau. Aus der Latènezeit stammt mit dem 1,5 km von der heutigen Stadtgrenze entfernten Oppidum von Manching eine der größten keltischen Siedlungen. Im Stadtgebiet selbst gibt es einige kleinere Siedlungen der Kelten, die die Siedlungsgeschichte der bereits zur Hallstattzeit vorhandenen Niederlassungen fortsetzten.
Mit dem Feldzug des Drusus 15 v. Chr. und der Errichtung der Provinz Rätien wurde das Gebiet um Ingolstadt Teil des Römischen Reichs. Etwa 50 Jahre nach dem Feldzug wurde bei Oberstimm, unmittelbar an der heutigen Stadtgrenze, ein römisches Kastell zur Sicherung des 20 km nördlich gelegenen Limes errichtet (siehe Kastell Oberstimm). Auf die wirtschaftliche und militärische Bedeutung der Region weist die hohe Dichte an römischen Straßen hin. Reste des Wegnetzes fanden sich in Hagau, Dünzlau, Etting und Feldkirchen, wo sich der Donauübergang befand. Auf Siedlungen weisen die Reste mehrerer Landhäuser beziehungsweise Landgüter (Villae rusticae) in Etting, Feldkirchen und Unterhaunstadt hin. Auch im Stadtteil Zuchering-Seehof hat das römische Militär Spuren hinterlassen. So entdeckte der Luftbildarchäologe Otto Braasch dort zwischen 1978 und 1982 rund 2,5 Kilometer westlich von Kastell Oberstimm neben Spuren der Donausüdstraße drei frühkaiserzeitliche Truppenlager (siehe Ingolstadt-Zuchering Lager I sowie Ingolstadt-Zuchering Lager II und III). Zudem wurde in dem Gebiet ein spätantiker Burgus identifiziert (siehe Burgus Zuchering-Seehof).

### Erste Erwähnung und Stadterhebung (806–1392)

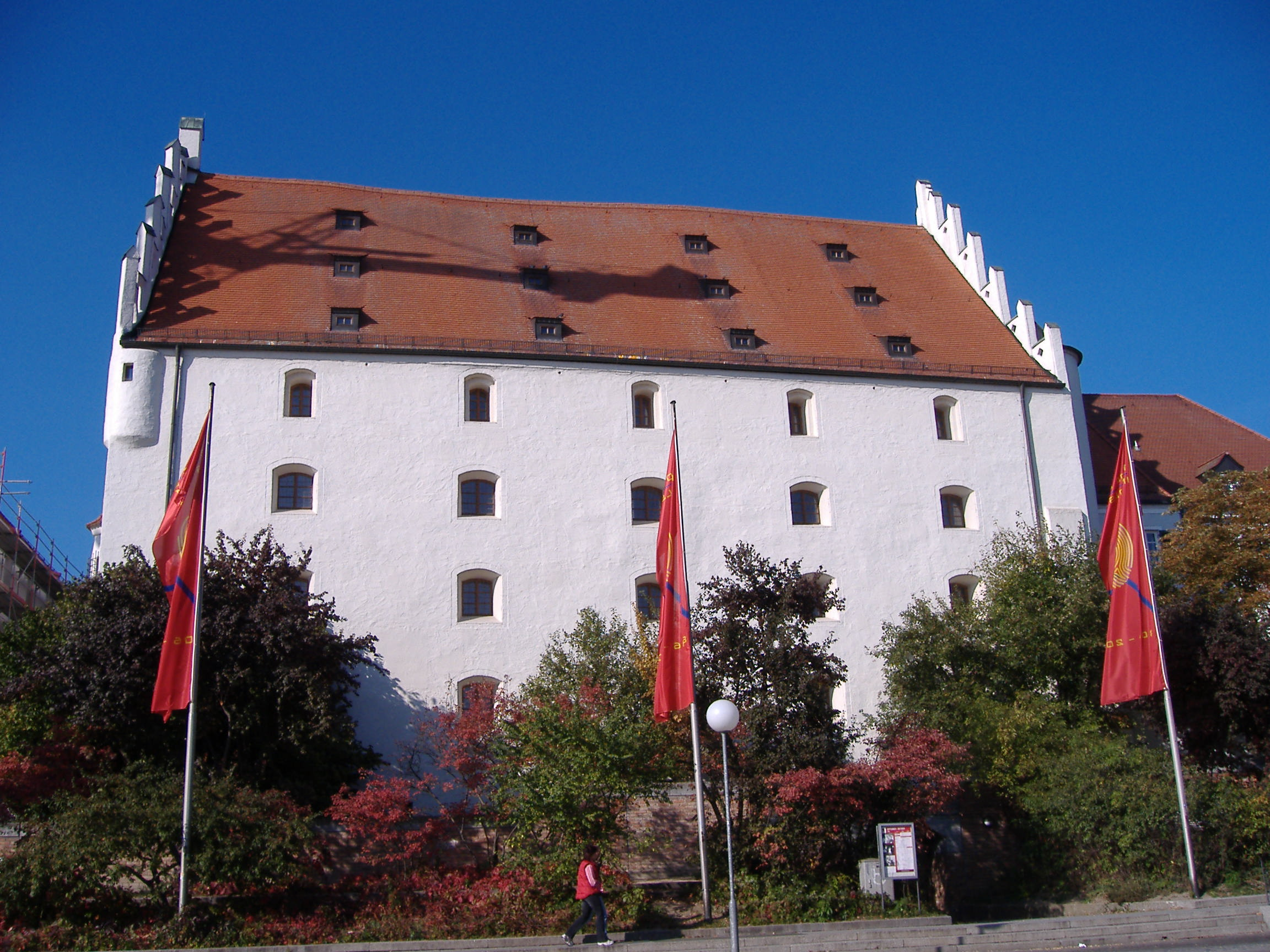
Der Herzogskasten, der älteste erhaltene Profanbau aus der Zeit der Stadtwerdung

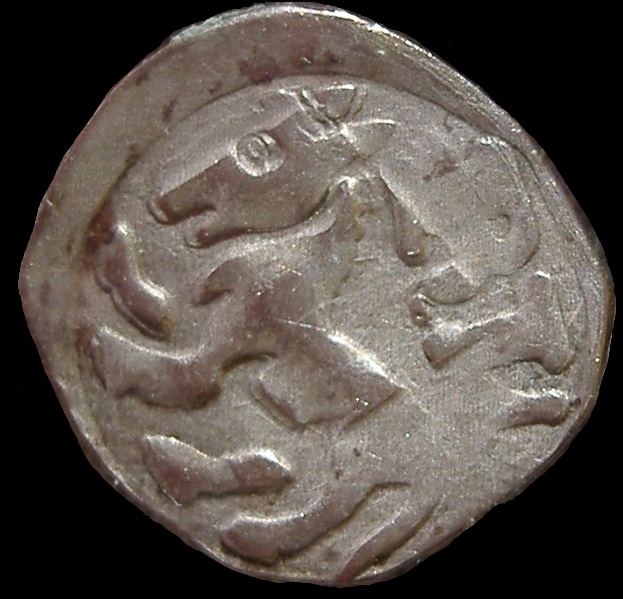
Ingolstädter Pfennig aus der Zeit um 1300 mit Stadtwappen

Die erste schriftliche Erwähnung Ingolstadts findet sich in der Reichsteilungsurkunde Karls des Großen, der Divisio Regnorum vom 6. Februar 806, als villa Ingoldesstat, der Stätte des Ingold, vgl. Ingold, die sich schon in oder vor der Zeit der Agilolfinger entwickelte. In der Reichteilungsurkunde, die den Zweck hatte, eine Reichsteilung des Gesamtkönigreichs Kaiser Karls des Großen unter seine drei Söhne Ludwig, Pippin und Karl und potenzielle Nachfolgekämpfe zu vermeiden, steht, dass Ingolstadt seit 788 ein karolingisches Königsgut und schon vorher im achten Jahrhundert agilofingisches Herzogsgut war. Ingolstadt ist in dieser Urkunde zusammen mit Lauterhofen als Königshof besonders hervorgehoben: Beide Höfe sollten an den zukünftigen Kaiser, Karls gleichnamigen Sohn, fallen. Da die Söhne Karls des Großen Karl und Pippin aber vor ihm starben, folgte ihm Ludwig als Kaiser im Frankenreich.
Wo dieser Königshof Ingoldesstat genau lag, konnte bisher archäologisch nicht nachgewiesen werden. Als wahrscheinlich gilt jedoch ein Standort in der heutigen Altstadt, wobei die Archäologie den Stadtteil Feldkirchen nicht ausschließt. 841 wurde das karolingische Kammergut Ingolstadt von Ludwig dem Deutschen, dem Nachfolger Karls des Großen auf dem fränkischen Königsthron, an seinen Kanzler Gozbald, den Abt des Klosters Niederaltaich übertragen. In der Schenkungsurkunde wird erstmals die Größe des Ortes genannt. Er umfasste neben dem Fronhof insgesamt 34 Hufen (Huben), davon zwölf Höfe für königliche Boten (Sintmannen) sowie zwei Eigenkirchen. Zehn Jahre später übertrug der Abt seine Besitzungen dem Kloster.

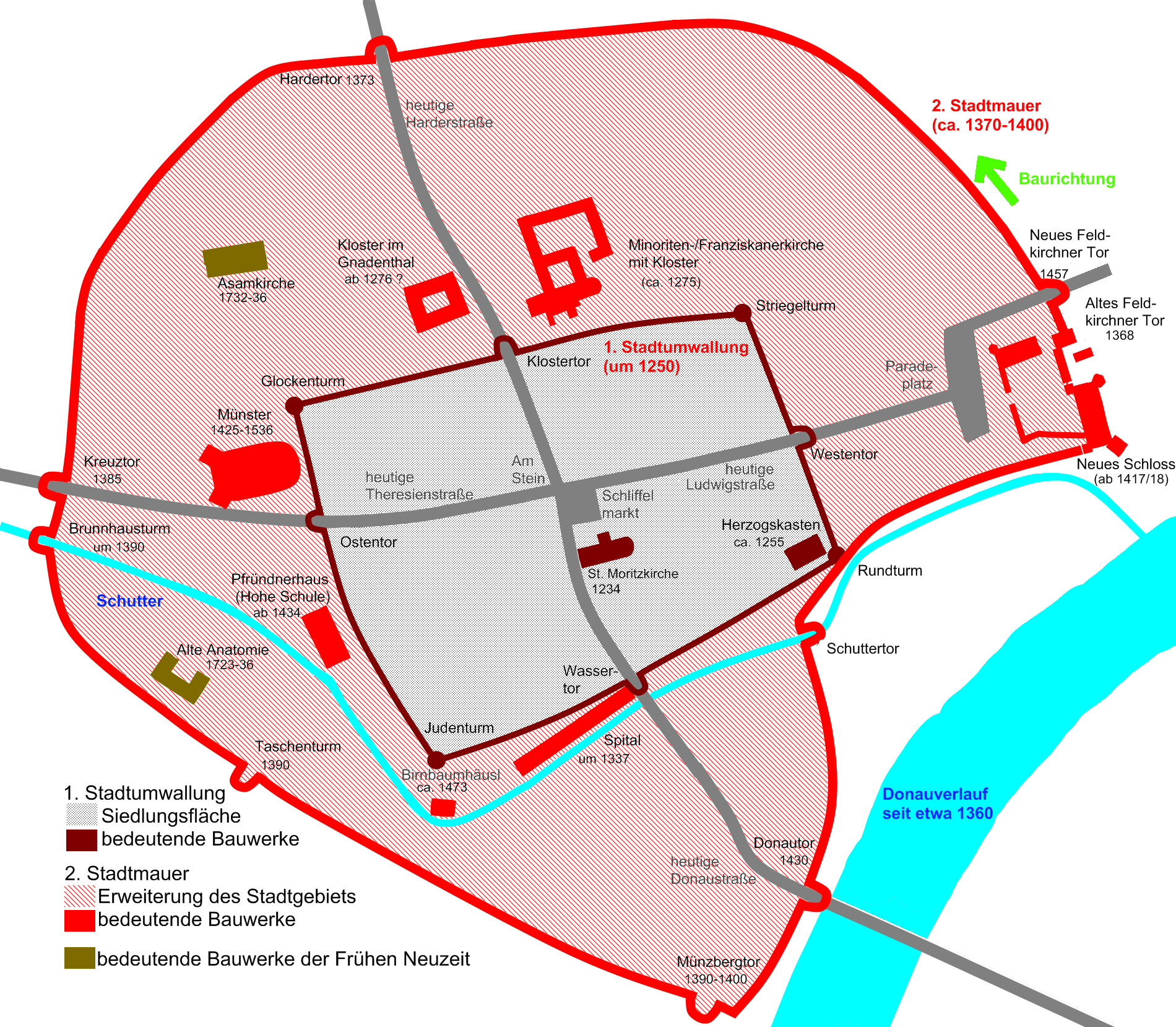
Stadtentwicklung Ingolstadts im Hoch- und Spätmittelalter

Es ist nicht ausgeschlossen, dass das ursprüngliche Kammergut Ingoldesstat größer war. Im Hochmittelalter vor der Stadtwerdung Ingolstadts gab es neben dem niederaltaichischen Klostergut noch umfangreichen herzoglichen Besitz. Denkbar ist, dass dieser Besitz den Teil des karolingischen Königsgutes darstellte, der nicht an Niederaltaich übergeben worden war; dass der bayerische Herzog, vielleicht Arnulf der Böse, dem Kloster Besitz entfremdet hat, kann ebenso angenommen werden.
Von den Archäologen diskutiert wird schon für diese frühe Zeit eine Verlegung der Schutter. Geomorphologisch gesehen ist eine ursprüngliche Schuttermündung in die Donau einige Kilometer oberhalb der heutigen Mündung wahrscheinlich. Für eine Siedlung, wie sie das karolingische Kammergut und das niederaltaichische Klostergut Ingoldesstat war, wurde nicht nur eine sichere und strategisch günstige Lage benötigt, sondern auch ein Mühlfluss. Eine Verlängerung der Schutter bis zum heutigen Ingolstadt hätte beides gewährleistet und hätte im Rahmen der damaligen technischen Möglichkeiten gelegen.
Für die Zeit zwischen dem späten 9. und dem beginnenden 13. Jahrhundert fehlen jegliche urkundliche Belege für Ingolstadt. Vermutet wird eine Zerstörung der Siedlung während der Ungarneinfälle im 10. Jahrhundert oder ein großer Brand, der weite Teile Ingolstadts zerstörte und damit den Anstoß für den spätestens um 1200 beginnenden gründlichen Wiederaufbau und die Gewährung der Stadtrechte gegeben hat.
Ingolstadt kann nach der Übernahme des Vogteirechts über Niederaltaich durch die Herren von Bogen nicht ohne Bedeutung gewesen sein. Nach dem Aussterben der Grafen von Bogen 1242 erbten die wittelsbachischen Herzöge den Besitz, daher kann eine Stadtgründung durch die Wittelsbacher vor 1242 nicht in Frage kommen. Mit den Wittelsbachern erscheint ein erneuter Aufstieg des Ortes möglich, da dort eine wichtige herzogliche Zollstätte mit Brücke lag, die die Straße nach Nürnberg bewachte. Da die Brücke von Neuburg bis 1247 in der Hand der Marschälle von Pappenheim war, war die Ingolstädter Brücke die einzige im weiten Umkreis, die den wittelsbachischen Herzögen unterstand.
Im Jahr 1234 wurde die Moritzkirche neu errichtet. Ob es schon zu dieser Zeit die Planstadt Ingolstadt gab, oder ob erst Herzog Otto II. in den 1250er Jahren den Schritt der Vereinigung verschiedener Vorgängersiedlungen zu einer Stadt vollzogen hat, bleibt unklar. Sicher ist jedenfalls, dass es verschiedene Siedlungen auf dem Gebiet der 1312 von Kaiser Ludwig IV. bestätigten Stadt gab, die ebenfalls auf karolingisches Königsgut und niederaltaichisches Klostergut zurückgehen. Um 1280 ist eine erste Stadtmauer nachweisbar. Diese umschloss ein Rechteck mit schachbrettartig angelegten Straßen und einer zentralen Hauptkreuzung beim Schliffelmarkt sowie einer Burg im südöstlichen Eck des Stadtgebiets, dem heutigen Herzogskasten. Der Stadtkern war offensichtlich schon 1258 bewohnbar, da aus diesem Jahr die erste herzogliche Urkunde datiert, die in Ingolstadt ausgestellt wurde. Um 1250 erhielt Ingolstadt Stadtrechte verliehen und später das Münzrecht. Im Jahr 1254 wurde der erste Bürger der Stadt Ingolstadt namens Heinrich Trost urkundlich erwähnt.
Um 1300 wurde Ingolstadt unter Kaiser Ludwig dem Bayern – wenngleich nur für etwa drei Jahre – Hauptstadt des neu gebildeten Teilherzogtums Oberbayern, da Ludwig als Vormund der Söhne Ottos III. von Niederbayern die Teilung Bayerns wieder rückgängig gemacht hatte.
Bereits bei Fertigstellung der ersten Stadtumwallung lag ein beträchtlicher Teil der Bebauung außerhalb der Befestigung, die mit Ausnahme der vier Türme und Tore nicht aus Mauerwerk bestand. In den 1350er Jahren wurde mit der Stadtvergrößerung begonnen. Eine wichtige Vorarbeit war die Heranführung des Donauhauptarms an die Stadt, die um 1360 abgeschlossen war (vgl.: Sandrach). Die Stadterweiterung mit dem Bau einer gemauerten Stadtbefestigung wurde 1362 unter Herzog Meinhard urkundlich gestattet. Mit dem Bau wurde Mitte der 1360er Jahre im Osten am Donauufer begonnen und Ende des 14. Jahrhunderts der Mauerring an der Donau im Westen geschlossen. Die Arbeiten am Donauufer zogen sich noch bis etwa 1430 hin. Seit 1407 war die Stadt in zwei Pfarreien – untere und obere – aufgeteilt.

### Herzogtum Bayern-Ingolstadt (1392–1447)
Noch während am Ausbau Ingolstadts gearbeitet wurde, kam es 1392 zur Teilung Bayerns in die Herzogtümer Bayern-München (unter Johann II.), Bayern-Landshut (unter Friedrich dem Weisen) und Bayern-Ingolstadt. Ingolstadt wurde dadurch Haupt- und Residenzstadt eines souveränen Herzogtums unter Stephan III. (Stephan dem Kneißel).
Der Sohn Stephans III., Ludwig VII. (der Gebartete, gestorben 1447), brachte die begonnene Stadterweiterung mit 87 Türmen zum Abschluss, die der Stadt zum Beinamen „die Hunderttürmige“ verhalf.
Er begann das Liebfrauenmünster (die Stadtpfarrkirche zur Schönen Unserer Lieben Frau) als zweite Pfarrkirche und Grablege zu errichten, für die er 1438 das dem Goldenen Rössl vergleichbare Kleinod der (1801 zerschlagenen) „Gnad“ gestiftet hat, und plante seine Residenz an die Stelle des späteren Neuen Schlosses zu verlegen. Stephans Tochter Isabeau heiratete den König von Frankreich. Der junge Ludwig VII. hatte seine Ausbildung am Hof von Paris erhalten. Die Zeit des souveränen Ingolstadt ist vor allem von den Auseinandersetzungen mit dem Teilherzogtum Bayern-Landshut geprägt. 1447 fiel Bayern-Ingolstadt schließlich an die Linie Bayern-Landshut. Ludwig VIII. (der Bucklige), der Sohn Ludwigs VII., hatte sich gegen seinen Vater aufgelehnt und ihn an dessen Vetter Heinrich XVI. ausgeliefert, in dessen Haft Ludwig VII. am 2. Mai 1447 auf der Burg von Burghausen starb. Bereits zwei Jahre vorher war Ludwig VIII. ohne legitime männliche Nachkommen verstorben.

### „Die hunderttürmige Stadt“
Vom 14. bis zum 18. Jahrhundert war die mittelalterliche Stadtumwehrung Ingolstadts ein gewaltiges Bauwerk aus Graben, Wall und Türmen. Im 15. Jahrhundert wurde die Stadterweiterung mit 87 Türmen abgeschlossen; dies brachte der Stadt den Beinamen „Die hunderttürmige Stadt“ (lat. ad centum turres) ein. Das zeigt, dass diese Mauer damals, wenn nicht ein Alleinstellungsmerkmal, so doch ein Markenzeichen der Stadt war. Ihre halbrunden Türme, die Angriffen besser widerstanden, machten die Stadtmauer zu einer der innovativsten in Bayern. Für viele Stadtmauern wurde sie zum Vorbild, darunter die von Donauwörth, Aichach oder Pappenheim. Die Halbrundtürme waren mit repräsentativen Zinnen ausgestattet und durch Bauschmuck teils individuell gestaltet. Aufwändig ausgeführt war auch der Wehrgang, der auf Bögen und gestuften Konsolen ruhte. Mit der Einebnung der neuzeitlichen Festungsanlagen in napoleonischer Zeit büßte sie durch die Verfüllung des Grabens und die Überdeckung des Walles einen Gutteil ihrer dominanten Erscheinung dauerhaft ein. Unter dem heutigen Straßenniveau ist diese Wallgrabenanlage jedoch weitgehend erhalten geblieben.

### Universitätsstadt und Landesfestung (1472–1800)

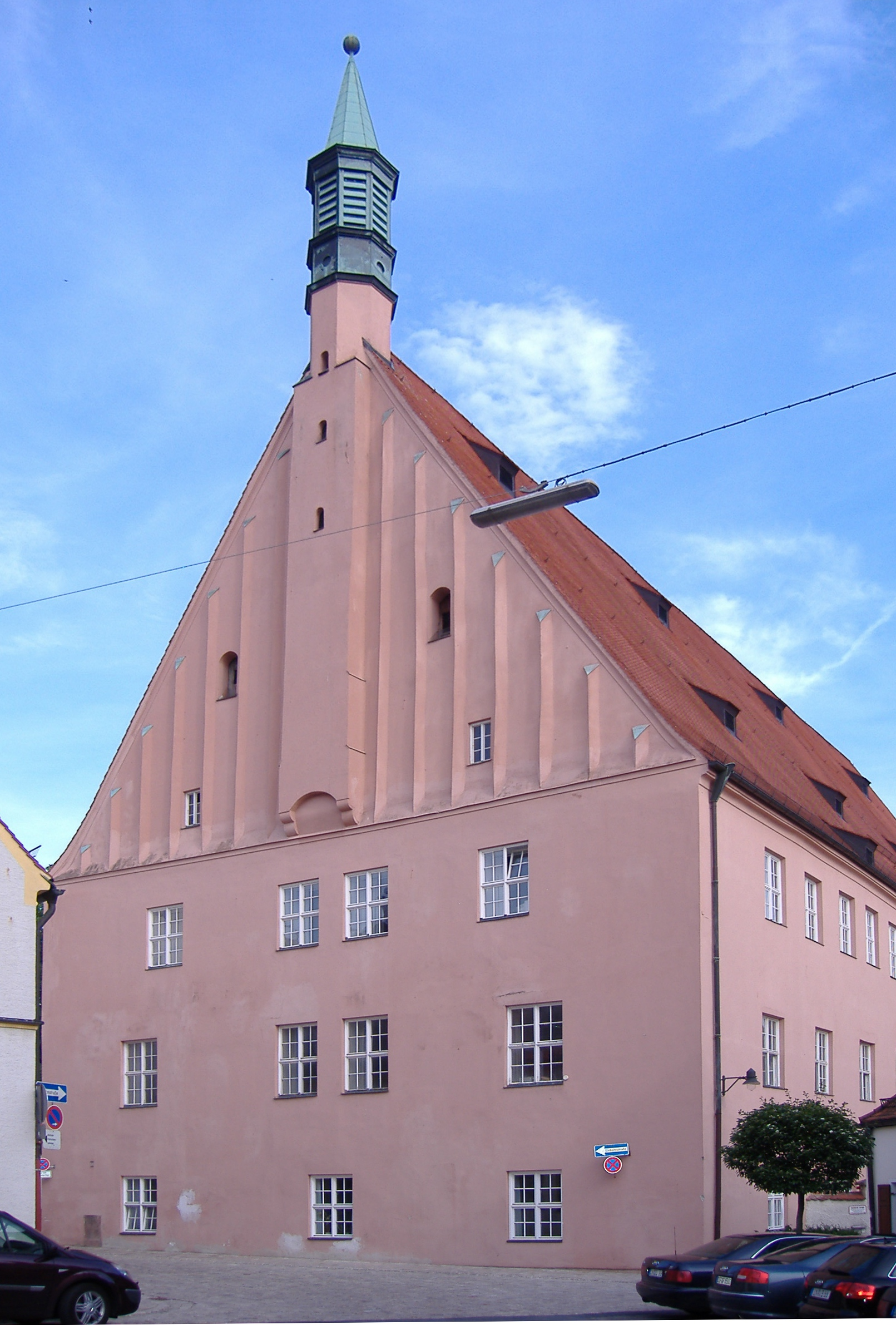
Die Hohe Schule, das Hauptgebäude der alten Universität

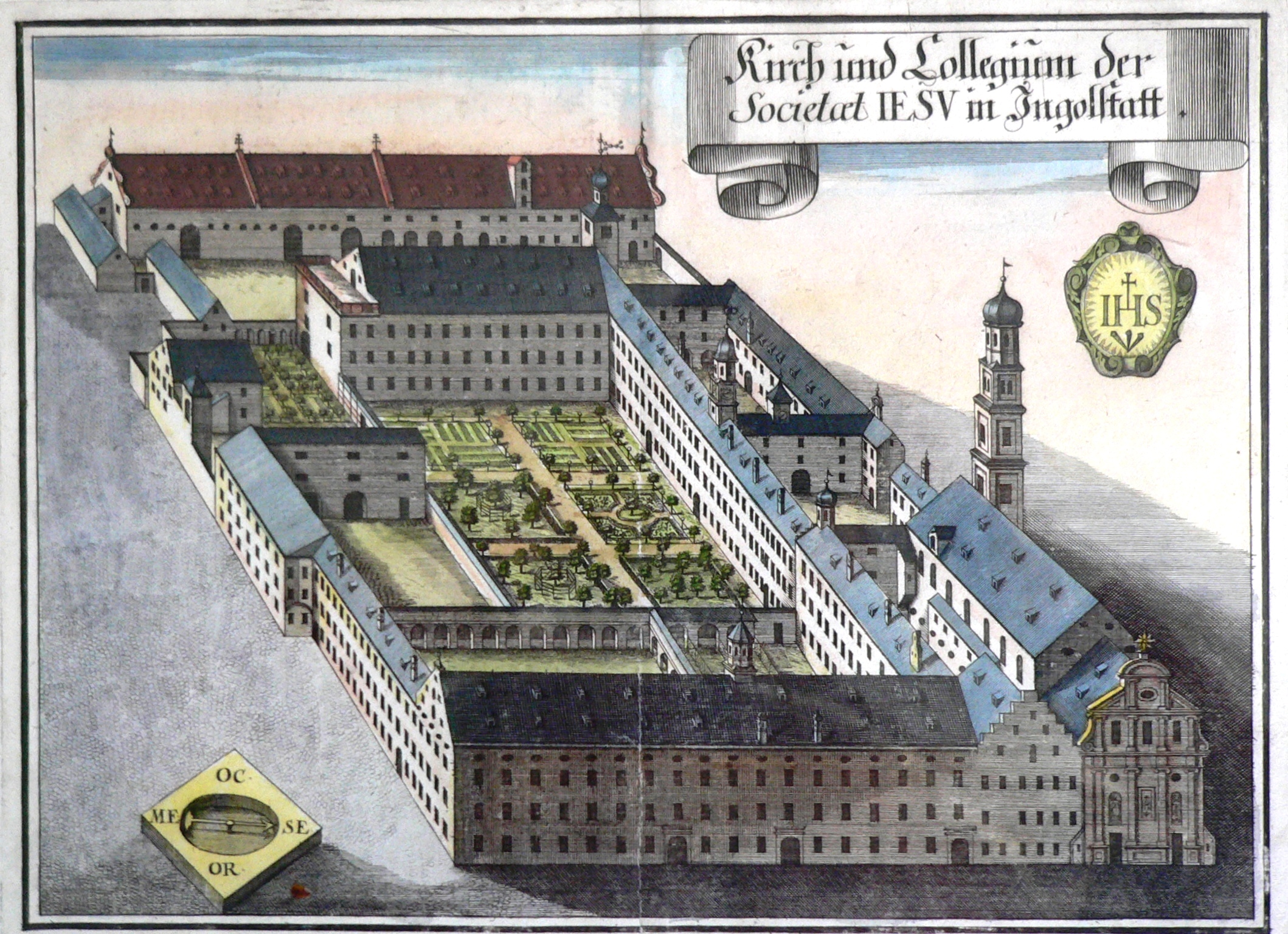
Das Ingolstädter Jesuitenkolleg, Kupferstich von Michael Wening

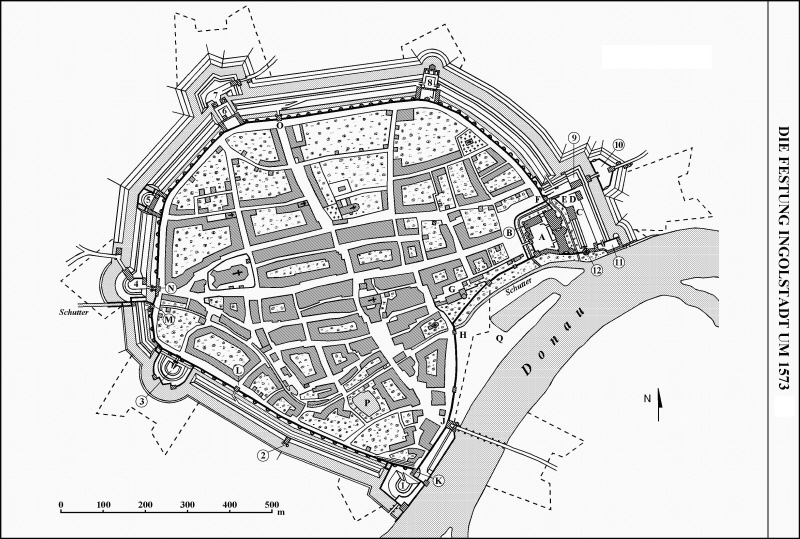
Die Festung Ingolstadt um 1573

Das Ende des souveränen Herzogtums bedeutete für Ingolstadt keinen Bedeutungsverlust oder wirtschaftlichen Niedergang. Die Stadt fiel nun an Bayern-Landshut. 1472 gründete Herzog Ludwig IX. (der Reiche) mit päpstlichem Privileg die erste bayerische Universität. Die Errichtung der Universität Ingolstadt bedeutete den Zuzug von etwa 600 Universitätsangehörigen und somit eine nicht unbeträchtliche Stärkung der Wirtschaft. Zur Ausbildung der Studenten wurde 1520 das Pädagogium und 1549 das Jesuitenkolleg Ingolstadt gegründet. Das war die Grundlage für Ingolstadts Bedeutung als Hauptort der Gegenreformation. Zahlreiche Jesuiten und Theologen, darunter vor allem der Ingolstädter Professor Johannes Eck zählten zu den heftigsten Widersachern Martin Luthers. So erschien 1520 in Ingolstadt Ecks De primatu Petri adversus Ludderum, eine Verteidigungsschrift des päpstlichen Primats. Doch die Universität Ingolstadt erlangte nicht nur durch die theologische Fakultät Bekanntheit. Besonders die astronomischen und geographischen Forschungen, etwa von Christoph Scheiner sowie Peter und Philipp Apian sind hervorzuheben. Mit dem Werk Annales ducum Boiariae von Johannes Aventinus hatte die bayerische Geschichtsschreibung ihren Ursprung an der Universität Ingolstadt. Johann Adam von Ickstatt, Professor und ab 1746 auch Direktor an der Universität, begründete zusammen mit Ludwig Fronhofer das bayerische Realschulwesen.

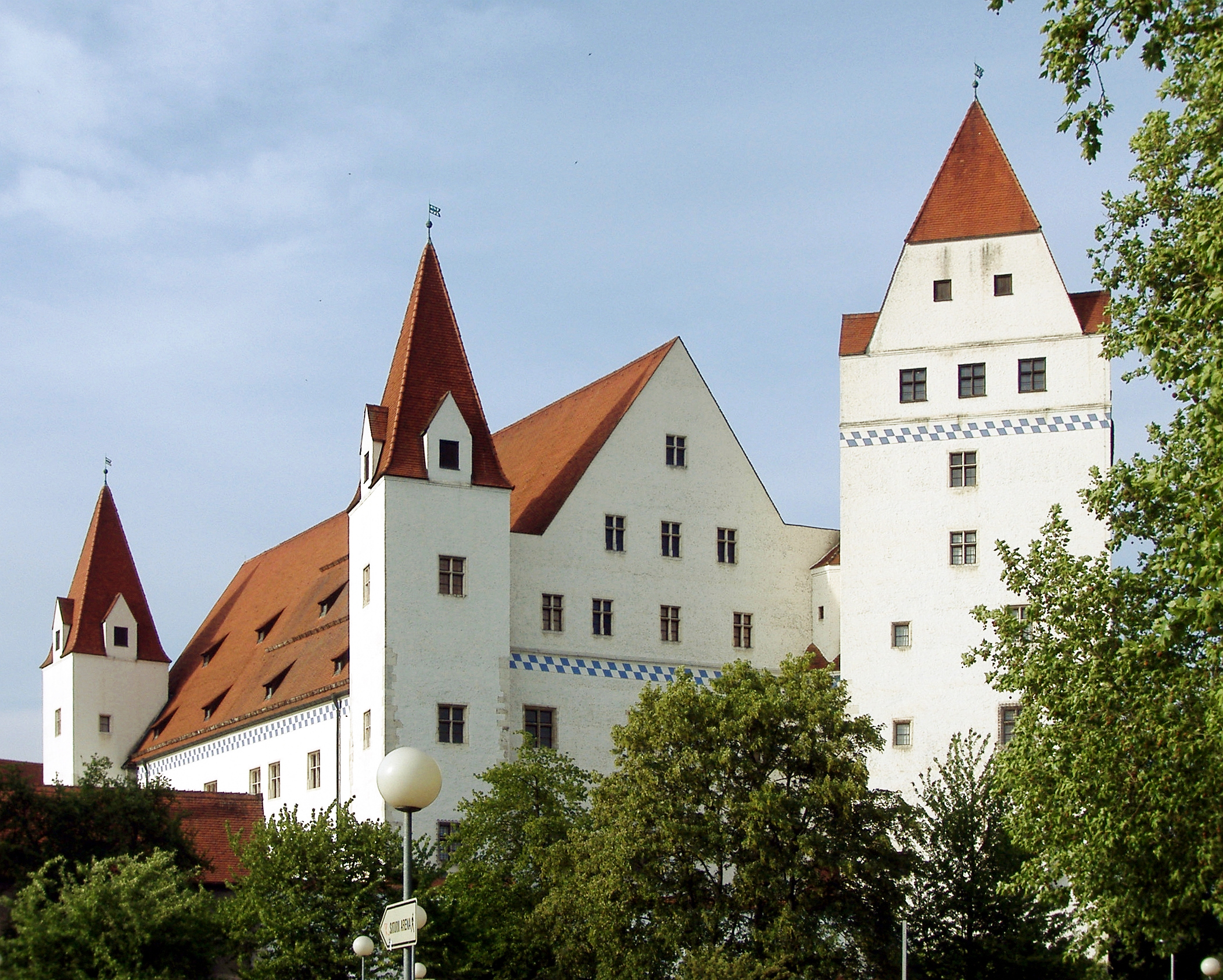
Das ab 1479 errichtete Neue Schloss, Nebenresidenz der Reichen Herzöge

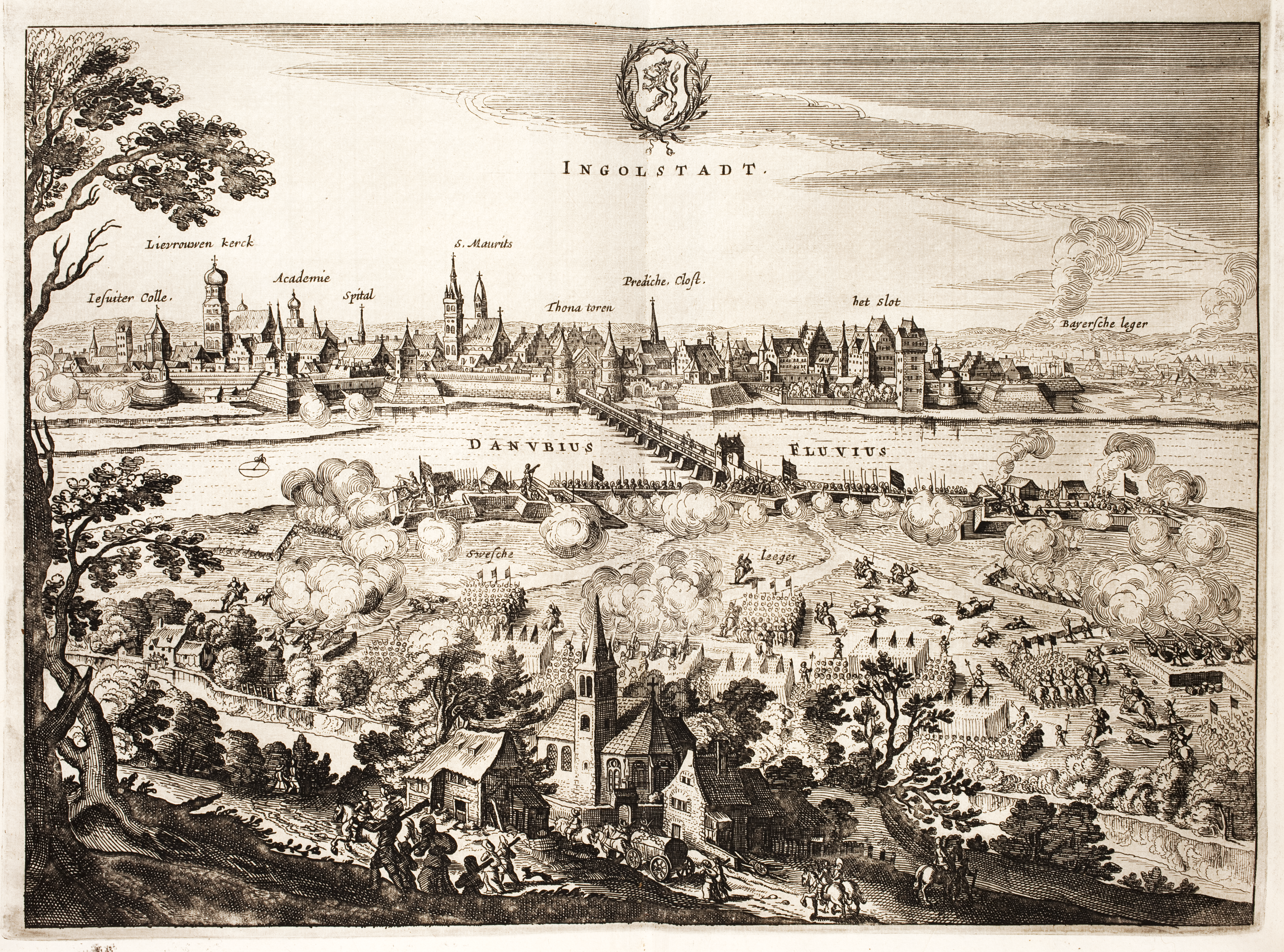
Belagerung von Gustav II. Adolf von Schweden während des Dreißigjährigen Krieges, 1632. Matthias Merian in Danckerts Historis, 1642

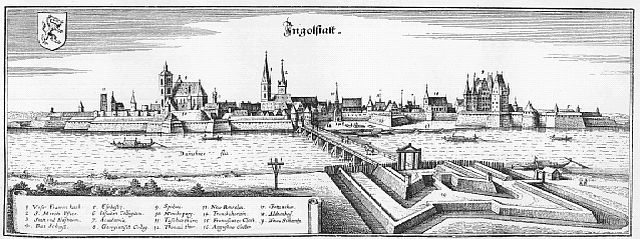
Kupferstich in der Topographia Germaniae des Matthaeus Merian um 1644

Die Herzöge bauten auch das von Ludwig dem Gebarteten begonnene Neue Schloss weiter aus und errichteten ab 1479 mit dem neuen Palas dort eine hochmoderne Residenzarchitektur.
Neben der Universität war Ingolstadt bereits im 14. Jahrhundert zu einem bedeutenden Handelszentrum insbesondere für Salz geworden. Aber auch der Weinmarkt spielte eine wichtige Rolle, die jedoch im 15. Jahrhundert zugunsten des Bieres abnahm. Der Bierumsatz stieg von 15.000 Hektolitern im 15. Jahrhundert auf mehr als 34.000 im Jahr 1546.
Im Dezember 1503 starb der letzte Herzog von Bayern-Landshut Georg in Ingolstadt.
Nach dem Landshuter Erbfolgekrieg und der Wiedervereinigung der bayerischen Teilherzogtümer mussten auch die bis dahin unterschiedlichen bayerischen Landrechte bereits unter Albrecht IV. harmonisiert werden. Die neue Landesordnung wurde schließlich am 23. April 1516 durch die bayerischen Herzöge Wilhelm IV. und Ludwig X. in Ingolstadt erlassen. Bekannt ist heute vor allem eine Textpassage dieser Landesordnung, die in der Bierwerbung meist als „bayerisches Reinheitsgebot“ bezeichnet wird.
 Im Jahr 1537 wurde Ingolstadt zur bayerischen Landesfestung Ingolstadt ausgebaut, die es mit einer kurzen Unterbrechung 400 Jahre blieb. Dies brachte der Stadt den Namen die Schanz ein und noch heute nennen sich viele Ingolstädter Schanzer. Unter Graf Solms, dem Herrn zu Münzberg, entstand eine Renaissancefestung mit Bollwerken, wobei die mittelalterliche Stadtmauer erhalten blieb. Die Bauphase dauerte bis etwa 1565. Noch bevor die Arbeiten beendet waren, lagen sich 1546 im Schmalkaldischen Krieg die Truppen des Schmalkaldischen Bundes und die kaiserlichen Truppen Karls V. vor den Stadttoren für zwei Wochen gegenüber. Mit dem Abzug der Schmalkaldener hatte die Festung ihre erste Bewährungsprobe bestanden.

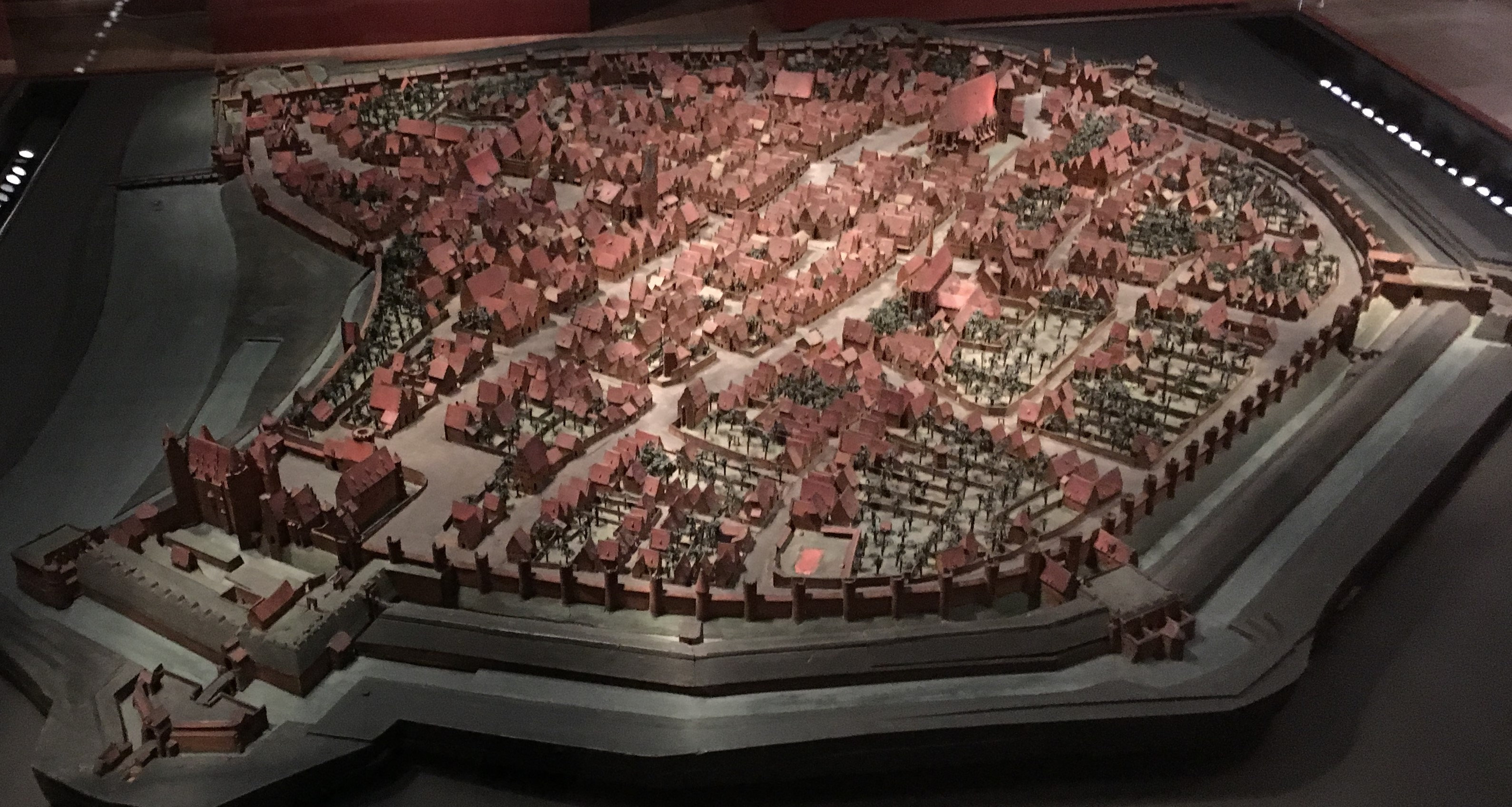
Dreidimensionales Modell der Stadt Ingolstadt, 1572–73.

In den Hexenprozessen von 1588 bis 1704 wurden elf Frauen Opfer der Hexenverfolgungen. Besonders bekannt wurden die sogenannten Kinderhexenprozesse 1618 und 1624, die nach langem Prozessverlauf mit der Freisprechung aller Beteiligten endeten. Die 24-jährige Barbara Dietrich wurde 1704 als letzte Frau wegen Hexerei in Ingolstadt hingerichtet.
Im April 1632 belagerte Gustav II. Adolf von Schweden im Dreißigjährigen Krieg die Stadt, brach aber nach wenigen Tagen die verlustreiche Belagerung ab. Sein Pferd war ihm während eines Erkundungsritts förmlich „unter dem Hintern“ weggeschossen worden und ist heute im Stadtmuseum zu sehen, da es nach dem Abzug der Schweden in die Stadt geholt und präpariert wurde. Der „Schwedenschimmel“ gilt als das älteste erhaltene Tierpräparat Europas. Am 30. April 1632 starb in den Mauern der Stadt der Heerführer der katholischen Liga, Johann T’Serclaes Graf von Tilly, an einer Verwundung, die er sich in der Schlacht bei Rain zugezogen hatte. Dass die Festung Ingolstadt von den Schweden nicht erobert werden konnte, wurde ein wichtiger Beitrag für die rasche militärische Erholung Bayerns, trotz der Eroberung von München, Regensburg und weiteren bayerischen Städten. So wurde der Abbruch der Belagerung zum ersten Misserfolg Gustav Adolfs in seinem Feldzug und gleichzeitig zum Anlass für den weiteren Ausbau der Festung nach Ende des Krieges zwischen 1654 und 1662. Kurfürst Maximilian I., der den ganzen Krieg über regiert hatte, starb im September 1651 auf einer Wallfahrt in Ingolstadt.
Im Spanischen Erbfolgekrieg hatte sich Kurfürst Maximilian II. Emanuel mit Frankreich verbündet, in der Folge belagerten Truppen des Markgrafen Ludwig Wilhelm von Baden-Baden 1704 die ausgebaute Festung. Jedoch wurde die Belagerung nach dem Sieg bei Höchstädt aufgehoben, da die Truppen für die Besetzung Ulms benötigt wurden. Am Ende des Jahres wurde im Vertrag von Ilbesheim trotzdem die Übergabe Ingolstadts an die gegnerischen kaiserlichen Truppen vereinbart, die die Festung erst nach Ende des Krieges Anfang 1715 zurückgaben. 1742 erhielt die Festung anlässlich der Kaiserkrönung von Kurfürst Karl Albrecht eine starke Besatzung, die zu einem erheblichen Teil aus verbündeten französischen Truppen bestand. Durch diese wurden ansteckende Krankheiten eingeschleppt, welche zur Plage der Bevölkerung wurden. Den gegnerischen Truppen fielen 1743 riesige Vorräte an Lebensmitteln und Waffen in die Hand, allein auf den Wällen standen 115 Geschütze (gegen 40 Geschütze der Angreifer). Dazu kamen weitere Kanonen im Zeughaus, wo sich auch 10.000 Gewehre befanden.

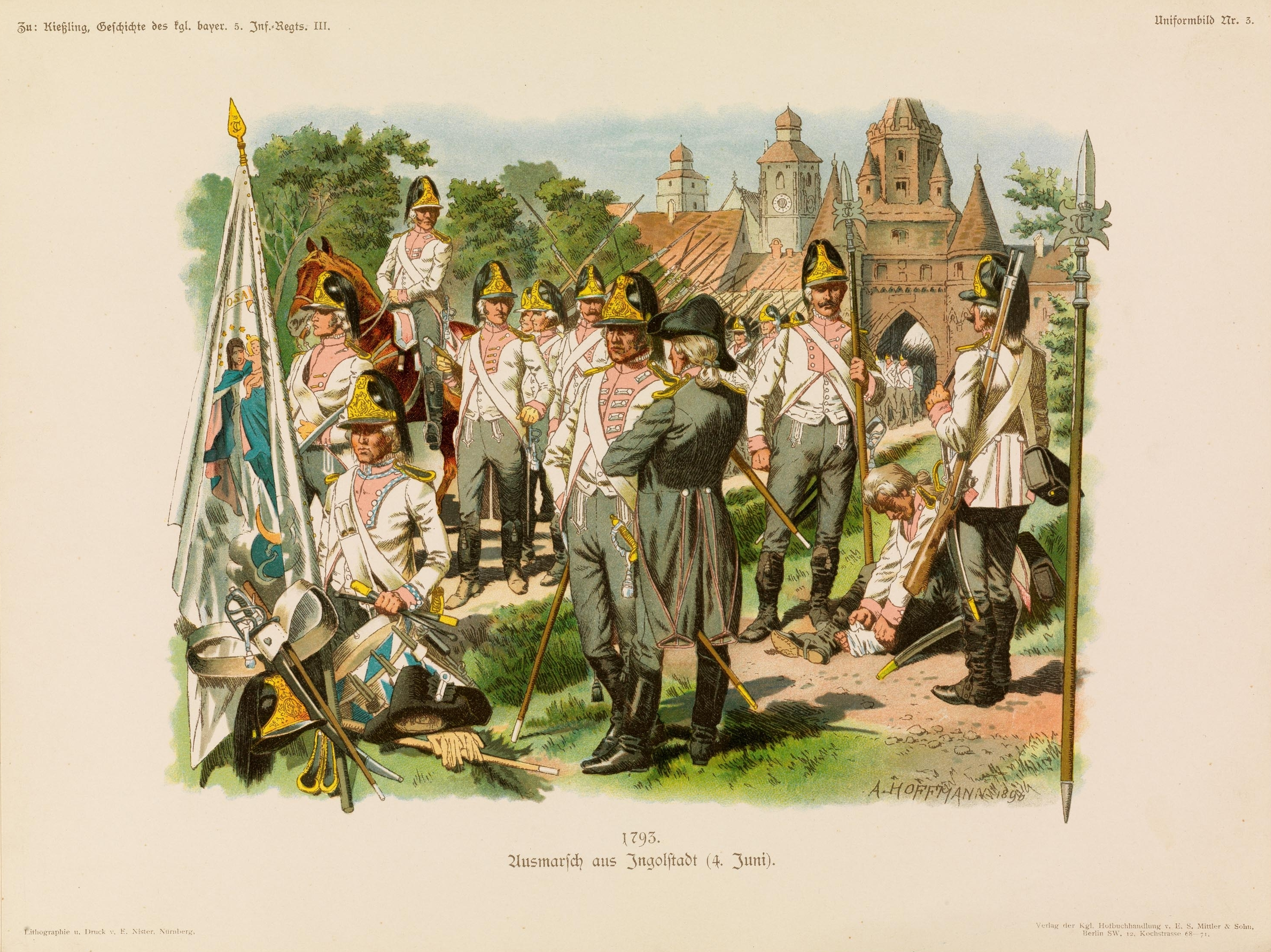
Ausmarsch des kurbayerischen Infanterieregiments Morawitzky im Jahr 1793 (Lithografie von Anton Hoffmann 1896)

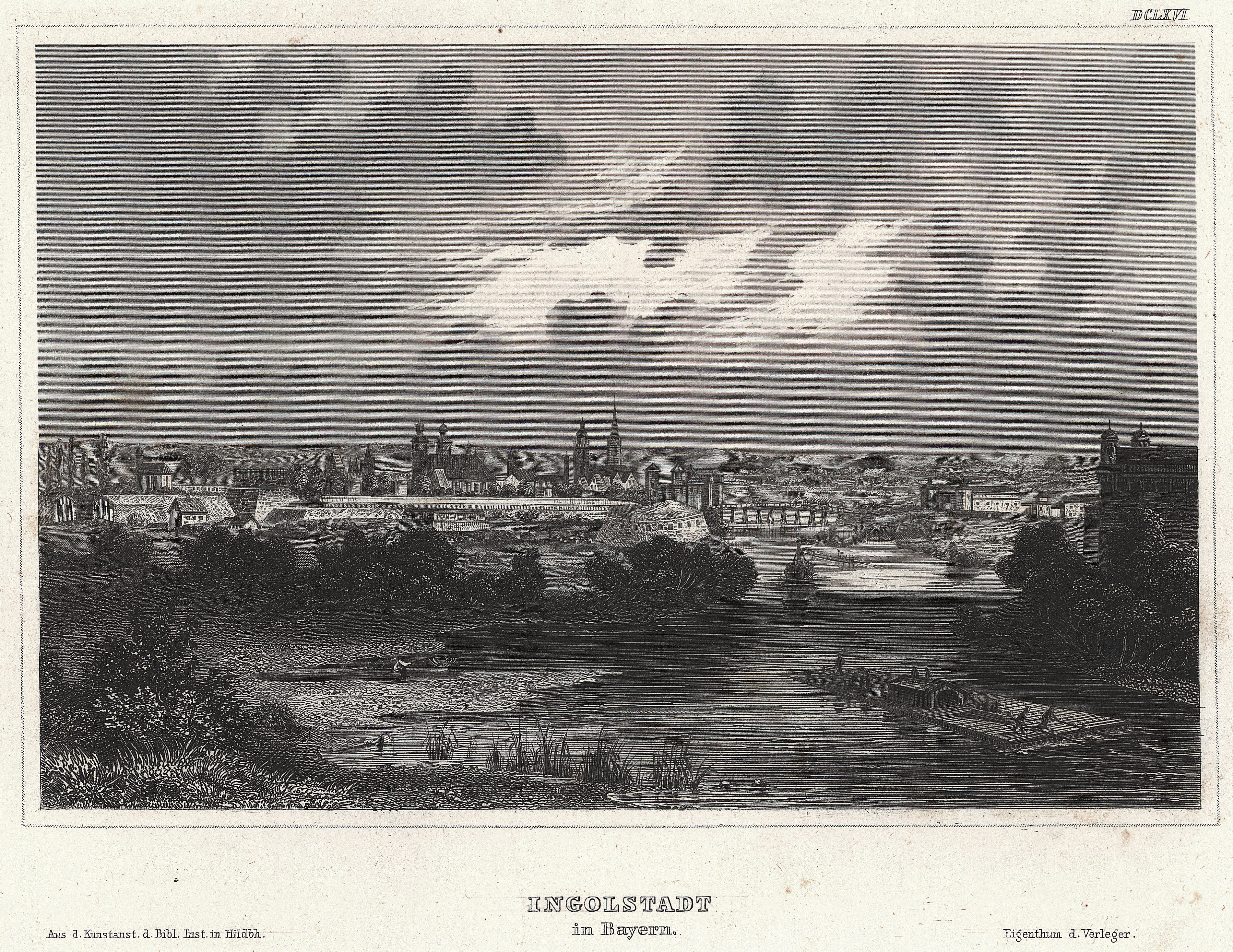
Blick auf Ingolstadt um 1850 (Stahlstich)

Anfang und Mitte des 18. Jahrhunderts wurde an der Universität Ingolstadt vor allem die medizinische Fakultät aufgebaut und erlangte europaweite Bedeutung. Im Umfeld der Universität wurde am 1. Mai 1776 der Illuminatenorden durch Adam Weishaupt gegründet. 1773 wurde nach der Auflösung des Jesuitenordens durch Kurfürst Maximilian III. Joseph das Jesuitenkolleg Ingolstadt geschlossen. Mit dem Einzug der französischen Revolutionsarmee im Juli 1799 verlor die Stadt mit der Festung und der Universität ihre beiden wichtigsten Einrichtungen. Ende 1799 wurde die Festung von den Franzosen geschleift und ein Jahr darauf die Universität nach Landshut verlegt. Durch die Verlegung wurde zu Beginn der in Bayern unter Kurfürst Maximilian IV. Joseph besonders streng durchgeführten Säkularisierung versucht, die noch immer jesuitisch und somit konservativ geprägte Universität zu erneuern. Sie gelangte von dort schließlich unter dem Nachfolger 1826 nach München und ist heute die Ludwig-Maximilians-Universität.

### Festungsstadt (1806–1938)

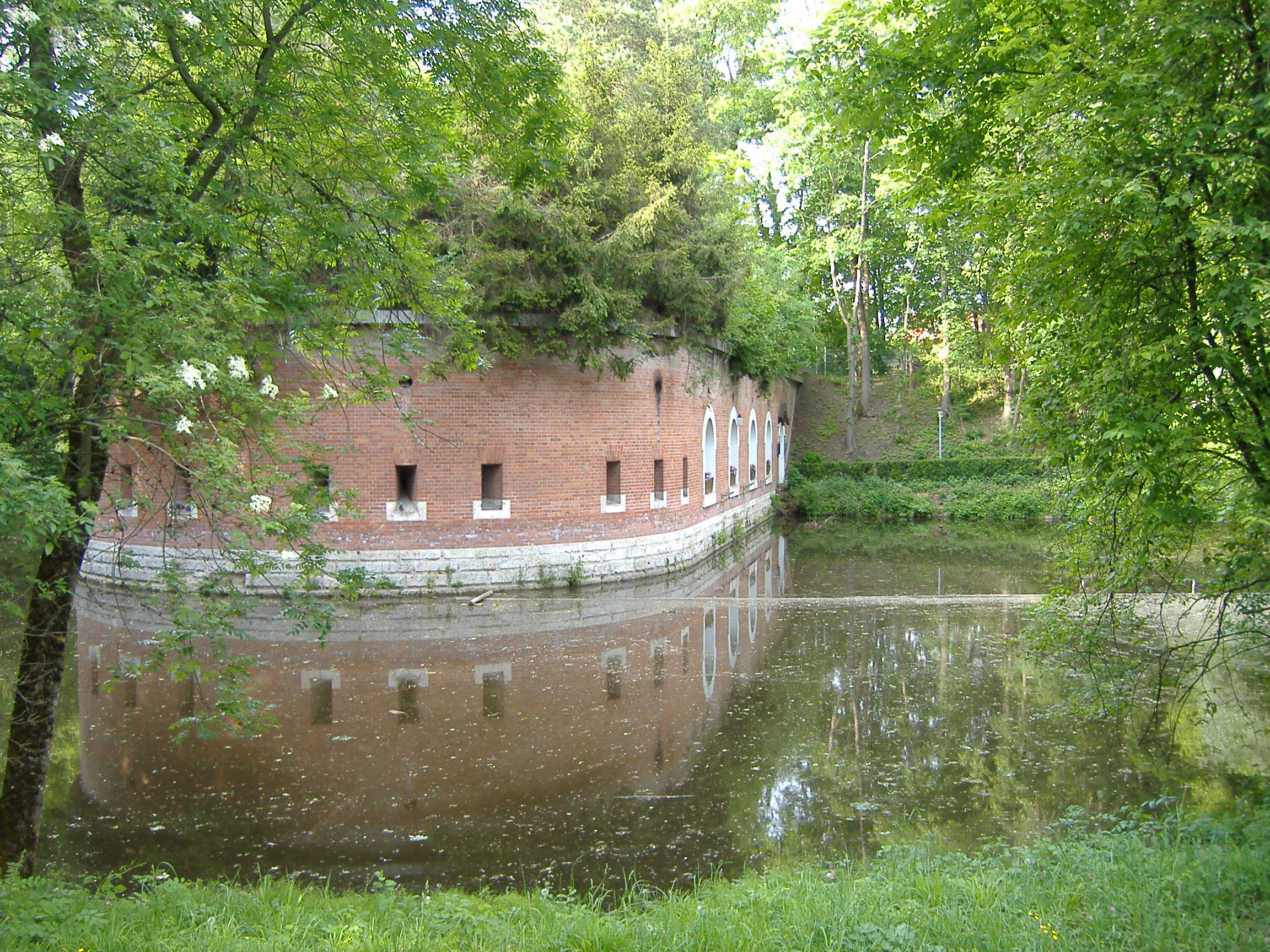
Die „Batterie 94“ – ein Überrest der klassizistischen Festung

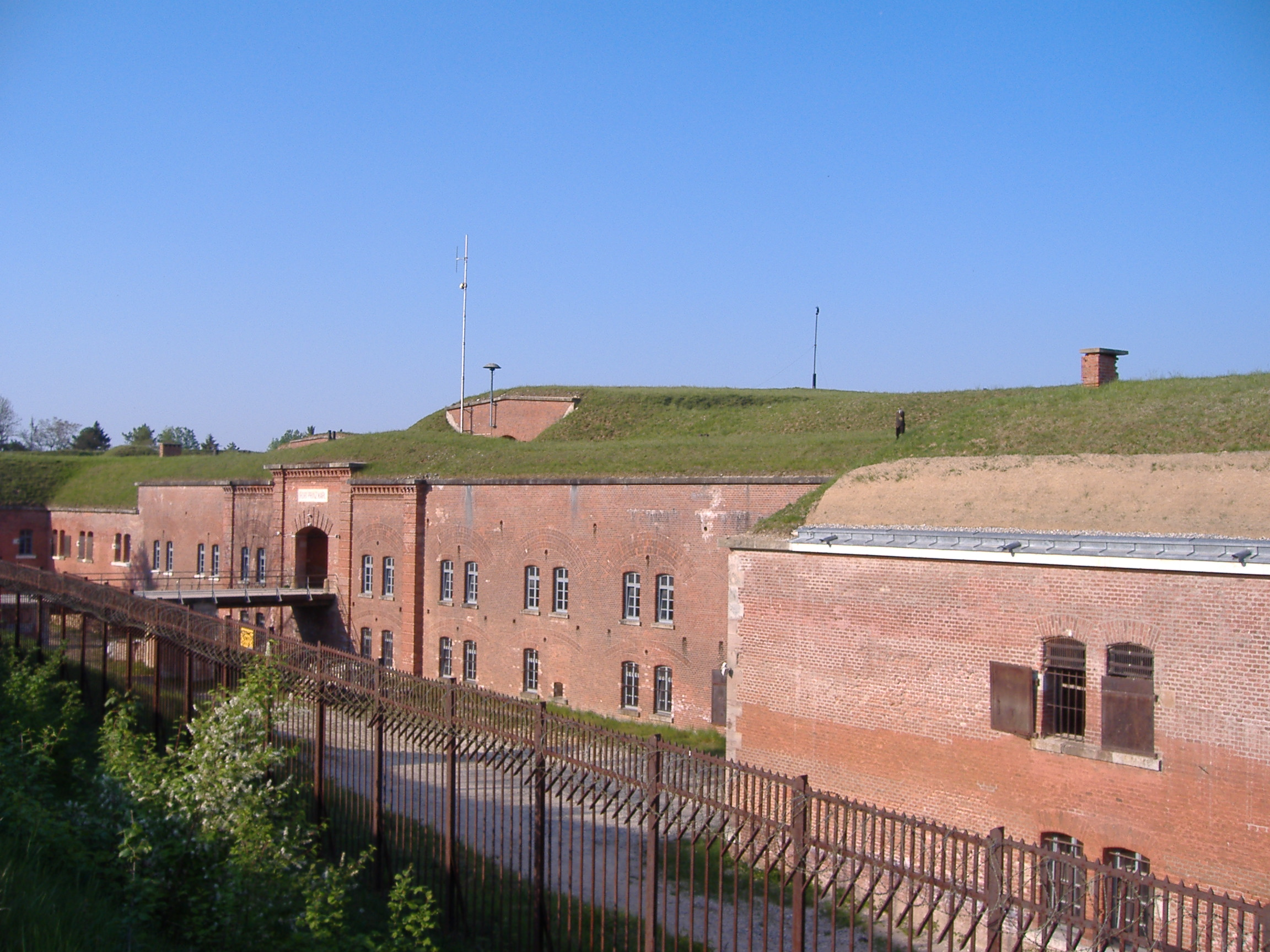
Das „Fort Prinz Karl“ der Festung Ingolstadt. Im Ersten Weltkrieg waren dort Kriegsgefangene untergebracht.

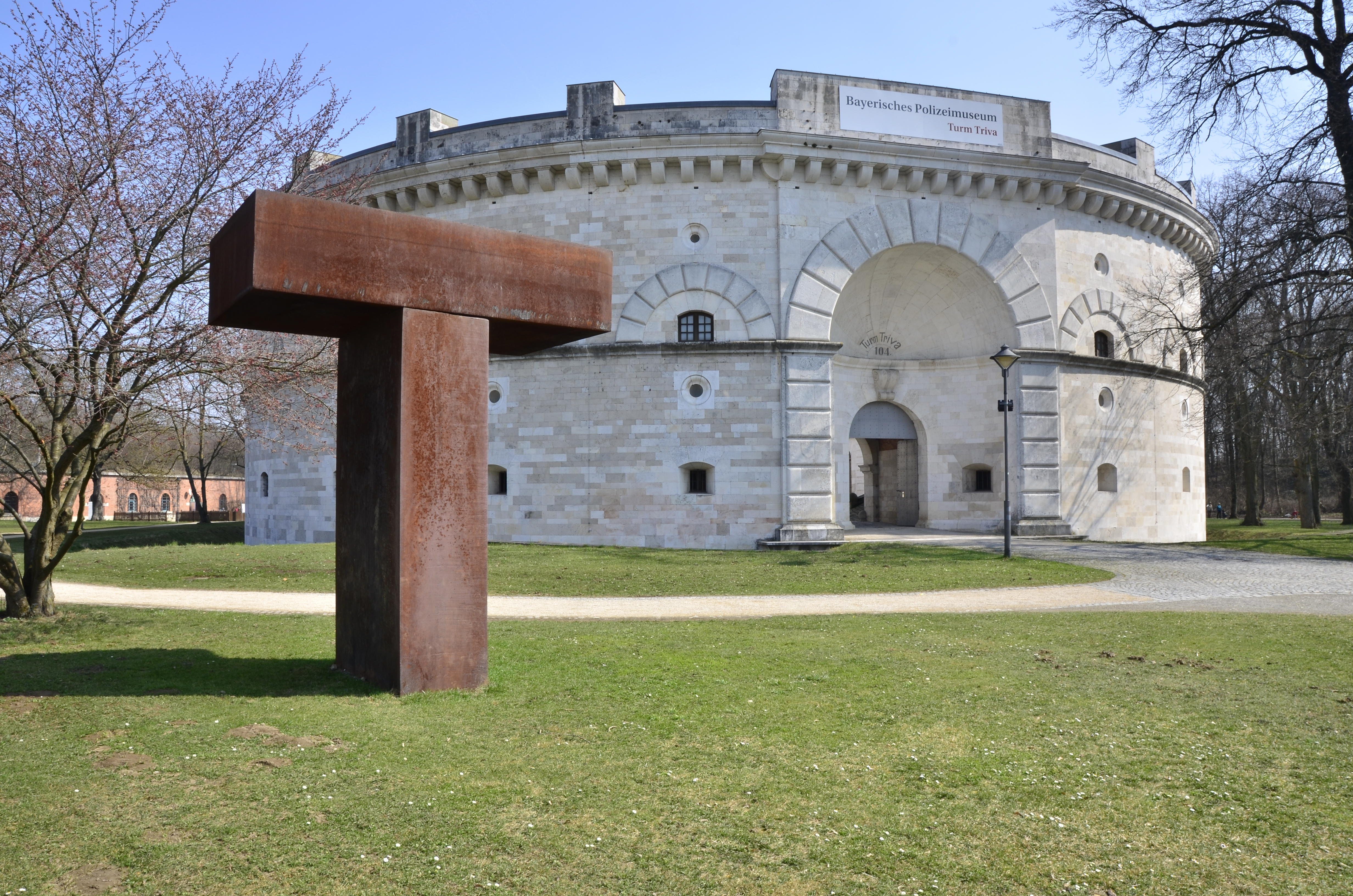
Turm Triva auf der südlichen Donauseite

Die Auswirkungen dieser Entwicklung für die Stadt waren enorm. Die Einwohnerzahl halbierte sich nahezu und ein Großteil der für das Wirtschaftsleben der Stadt wichtigen Professoren und Offiziere verließ Ingolstadt. Obgleich Ingolstadt 1803 einen Polizeikommissär erhielt und damit unmittelbar der Regierung unterstand – eine Vorform der kreisfreien Stadt – wechselte Ingolstadt die Kreiszugehörigkeit und gehörte zunächst zum Oberdonaukreis, später zum Regenkreis und nach Auflösung der alten Kreise schließlich zu Oberbayern.
Bereits wenige Jahre nach Schleifung der Festung Ingolstadt gab es Überlegungen hinsichtlich einer Neuerrichtung. Die Entscheidung fiel bereits 1806, jedoch begannen die Arbeiten erst 1828, als die durch die napoleonischen Kriege belasteten Staatsfinanzen es erlaubten. Der Bau der Königlich Bayerischen Hauptlandesfestung war das größte und teuerste Bauprojekt unter König Ludwig I. und beschäftigte bis 1848 gut 5.000 Bauarbeiter. Die Festung der Bayerischen Armee bestand aus fünf Fronten und sechs Kavalieren. Dies hatte zur Folge, dass beispielsweise 1861 7.193 zivile Einwohner 12.750 Uniformierten gegenüberstanden. Dementsprechend hoch war das Mitspracherecht des Militärs bei der städtebaulichen Entwicklung. Jegliche Bebauung im Rayon der Festung musste von ihm bewilligt werden, was die wirtschaftliche Entwicklung hemmte. Jedoch brachte der Festungsbau gleichzeitig eine Verbesserung der Infrastruktur mit sich. Ingolstadt erhielt 1867 Eisenbahnanschluss und es kam eine zaghafte Industrialisierung, vor allem durch Rüstungsbetriebe wie die Königlich Bayerische Geschützgießerei in Gang.
Während des Ersten Weltkriegs war Ingolstadt zeitweise mit über 40.000 Soldaten belegt, die Festungsbauten wurden als Kriegsgefangenenlager genutzt und drei Lazarette in der Stadt eingerichtet. Die berühmtesten Kriegsgefangenen des Weltkrieges waren der spätere französische Präsident Charles de Gaulle und der spätere sowjetische Marschall Michail Tuchatschewski. Ab 1916 herrschte ein großer Mangel an Lebensmitteln. Im November 1918 bildete sich ein Arbeiter- und Soldatenrat. Vom Balkon des Rathauses rief man kurzfristig eine Räterepublik aus. Der Friedensvertrag von Versailles hatte eine starke Reduzierung der deutschen Armee zur Folge, und die Ingolstädter Rüstungsunternehmen waren zur Produktionsumstellung gezwungen. Besonders erfolgversprechend schien die Herstellung von Spinnereimaschinen durch die Deutsche Spinnereimaschinenbau AG Ingolstadt (Despag). Wegen der Weltwirtschaftskrise 1929 wurden 60 % der Arbeiter entlassen, 500 blieben übrig.

### Nationalsozialismus und Zweiter Weltkrieg (1933–1945)
Die Machtübernahme der Nationalsozialisten vollzog sich am 27. April 1933, als der neu gebildete Stadtrat zwei NSDAP-Mitglieder als Zweiten und Dritten Bürgermeister wählte. Der seit 1930 amtierende Oberbürgermeister Josef Listl blieb bis 1945 im Amt. Bis Ende Juni legten die Stadtratsmitglieder der SPD und der BVP ihre Mandate nieder. Nationalsozialistische Übergriffe richteten sich in den ersten Monaten vor allem gegen Politiker und Mitglieder der KPD, die überwiegend in den Arbeitersiedlungen im Osten der Stadt wohnten. Das Gewerkschaftshaus wurde verwüstet. Mehr als 50 Personen wurden in das Konzentrationslager Dachau deportiert. Beim Novemberpogrom 1938, als SA-Leute die Synagoge im Stegmeier-Haus verwüsteten, lebten noch 46 jüdische Einwohner in Ingolstadt. Die Hälfte der ursprünglich rund 100 Ingolstädter Juden hatte die Stadt seit dem Beginn der nationalsozialistischen Herrschaft wegen ständiger Repressalien und Boykotte bereits verlassen. Am Morgen des 10. November 1938 mussten die letzten Ingolstädter Juden die Stadt innerhalb einer Frist von einer Stunde verlassen.
Die Ingolstädter Sintiza Maria Herzenberger wurde am 11. Juni 1943 im Vernichtungslager Auschwitz-Birkenau ermordet. Im Januar 2019 wurde im Luitpoldpark eine Stele als Erinnerung an sie eingeweiht, die „der erste öffentliche Hinweis auf die Verfolgung und Ermordung“ dieser „Minderheit in der NS-Zeit in Ingolstadt“ ist.
Der zwischenzeitlich ohnehin bedeutungslose Status als Festung war Ingolstadt 1937 aberkannt worden. Im letzten Jahr des Zweiten Weltkrieges war das Fort VIII bei Manching die Außenstelle des zerstörten Wehrmachtsgefängnisses München. Dort wurden 1944/45 76 Wehrmachtsangehörige wegen Wehrkraftzersetzung bzw. Fahnenflucht hingerichtet. Später bettete man sie um auf den Ehrenhain des Westfriedhofs.
Mit dem Ende der Festung konnte die Stadt noch in den 1930er Jahren expandieren, und es entstanden besonders im Süden und Osten Ingolstadts zahlreiche neue Siedlungen zwischen den Festungsgürteln. 1938 wurde zudem die Autobahn bei Ingolstadt fertiggestellt. Obwohl die Stadt Standort einer Garnison und zahlreicher Rüstungsbetriebe war, blieb Ingolstadt bis fast zum Ende des Zweiten Weltkriegs von Bombenangriffen verschont. Erst ab Januar 1945 war Ingolstadt mehrmals Ziel alliierter Luftangriffe. Schwer in Mitleidenschaft gezogen wurden insbesondere die südliche und östliche Innenstadt sowie der Bereich des Hauptbahnhofes. Weit über 600 Tote waren zu beklagen. Die Bomben trafen neben vielen Wohngebäuden unter anderem das Stadttheater, den Salzstadel, die Sankt-Anton-Kirche und das Gouvernementsgebäude. Bedeutendster kulturhistorischer Verlust war wohl die barocke Augustinerkirche von Johann Michael Fischer, bei deren Zerstörung über 100 Menschen starben. Obwohl Stadtkommandant Paul Weinzierl die Stadt nach eigener Aussage kampflos übergeben wollte, kam es in und um Ingolstadt im Laufe des 26. und 27. April 1945 zu Gefechten mit der anrückenden 86. US-Infanteriedivision. Im Rahmen der Kämpfe wurden auch die drei Donaubrücken von deutschen Truppen gesprengt. Am 27. April 1945 wurde die Stadt schließlich durch Oberst Marschall aus Eichstätt den Amerikanern übergeben.

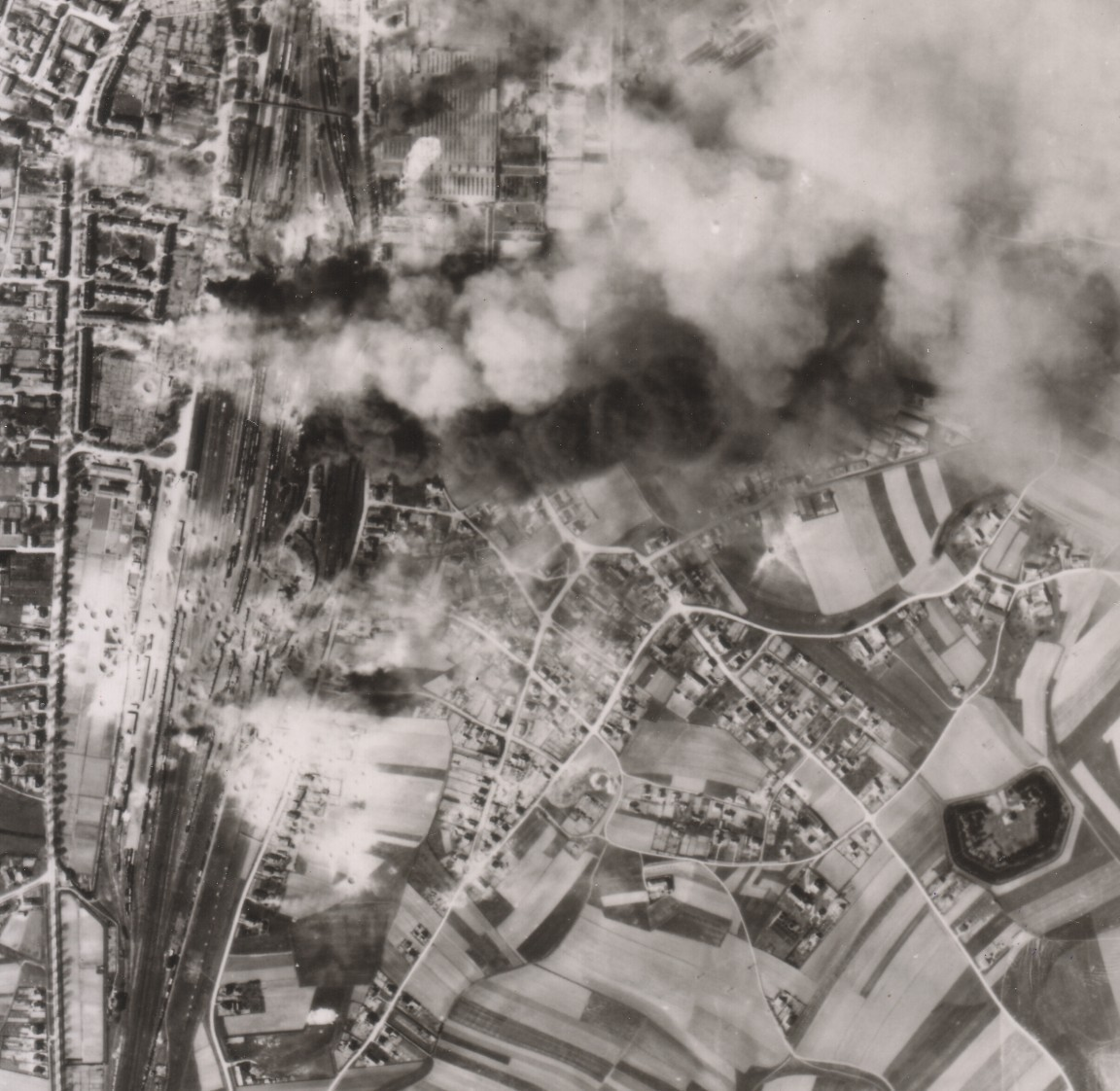
US-Aufkläreraufnahme des Bereichs um den Hauptbahnhof am 11. April 1945

### Wirtschaftsstadt (seit 1945)
Die Ankunft von etwa 5.000 Flüchtlingen und Vertriebenen verknappte den Wohnraum zusätzlich. Festungsbauten waren als Notunterkünfte nur eine provisorische Lösung. Nach Würzburg und Regensburg wies Ingolstadt die dichteste Wohnraumbelegung im Bayern der Nachkriegszeit auf. Einen wirklichen Neuanfang ermöglichte erst der soziale Wohnungsbau, vor allem durch die „Gemeinnützige Wohnungsbaugesellschaft“.
In vakanten Kasernen- und Festungsarealen fanden zahlreiche Unternehmen Ersatz für zerstörte Produktionsstätten. Zur Sicherstellung der Ersatzteilversorgung für die in der späteren Trizone noch vorhandenen Fahrzeuge der Auto Union AG wurde in Ingolstadt Anfang Dezember 1945 zunächst das „Zentraldepot für Auto Union Ersatzteile“ gegründet, aus dem mit Krediten der Bayerischen Staatsregierung und Marshallplan-Hilfen Anfang September 1949 die neue Auto Union GmbH entstand. Die in Chemnitz beheimatete Auto Union AG war im August 1948 aus dem Handelsregister gelöscht worden, sodass die Markenrechte an Audi, DKW, Horch und Wanderer an das neu gegründete Unternehmen in Ingolstadt übertragen werden konnten. Dennoch wurde auch in Sachsen die Produktion von Fahrzeugen unter diesen Markennamen fortgesetzt, sodass 1949 das erste DKW-Motorrad aus Ingolstadt die Bezeichnung DKW RT 125 W (für West) trug, um es von den IFA-Modellen IFA-DKW RT 125 aus der DDR abzugrenzen. Beide Fahrzeuge basierten auf dem ab 1939 produzierten Vorkriegsmodell der RT 125. Ebenfalls 1949 begann in Ingolstadt die Produktion eines DKW-Schnellasters. 1950 folgte die ebenfalls aus Chemnitz stammende Schubert & Salzer Maschinenfabrik AG, die bereits 1938 Mehrheitseigner der Despag geworden war.

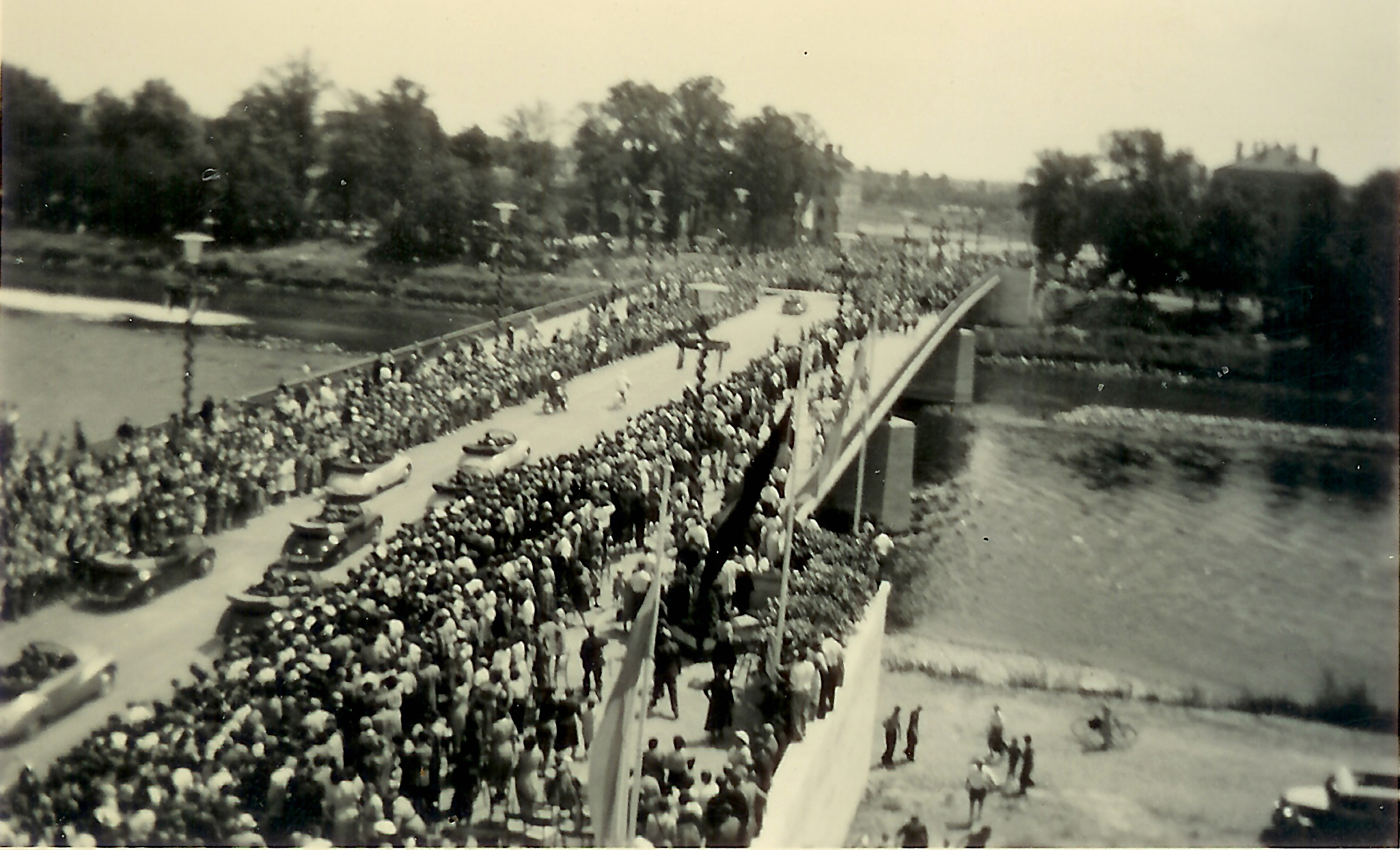
Eröffnung der Konrad-Adenauer-Brücke 1952

Eine Kaserne, die spätere Pionierkaserne auf der Schanz, wurde mit der Aufstellung der Bundeswehr ab Mitte der 1950er Jahre errichtet und 1957 durch erste Einheiten belegt.
In den 1950er und 1960er Jahren entstanden in der Innenstadt zahlreiche Gebäude, darunter das Neue Rathaus, deren Gestaltung keinerlei Rücksicht auf die historisch gewachsene Altstadt nahm. Die Einstellung zum städtischen Bauen wandelte sich in den 1970er Jahren. Wegweisend war der Neubau Klinikum Ingolstadt im Stadtteil Friedrichshofen. Häuser in der zentralen Ludwigstraße erfuhren eine Renovierung ebenso wie zahlreiche andere historische Bauten. Bei der Kreisreform von 1972 fiel der Landkreis Ingolstadt weg. Die Stadt selbst blieb kreisfrei und vergrößerte ihr Gebiet durch Eingemeindungen erheblich. 1989 wurde Ingolstadt wieder Universitäts- und mit über 100.000 Einwohnern auch Großstadt.
1992 fand hier die Landesgartenschau statt, die im Vorfeld zur Entstehung des Klenzeparks und zur Renovierung der Festungsanlagen am Brückenkopf führte. 2006 feierte Ingolstadt das 1200-jährige Stadtjubiläum.
Seit 2017 ist die Stadt Sitz des Bayerischen Transitzentrums Manching-Ingolstadt.
Die für 2020 in Ingolstadt geplante Landesgartenschau Ingolstadt 2020 wurde aufgrund der Covid-19-Pandemie auf 2021 verschoben. Nach Abschluss der Veranstaltung entstand dort der Piuspark.

### Eingemeindungen

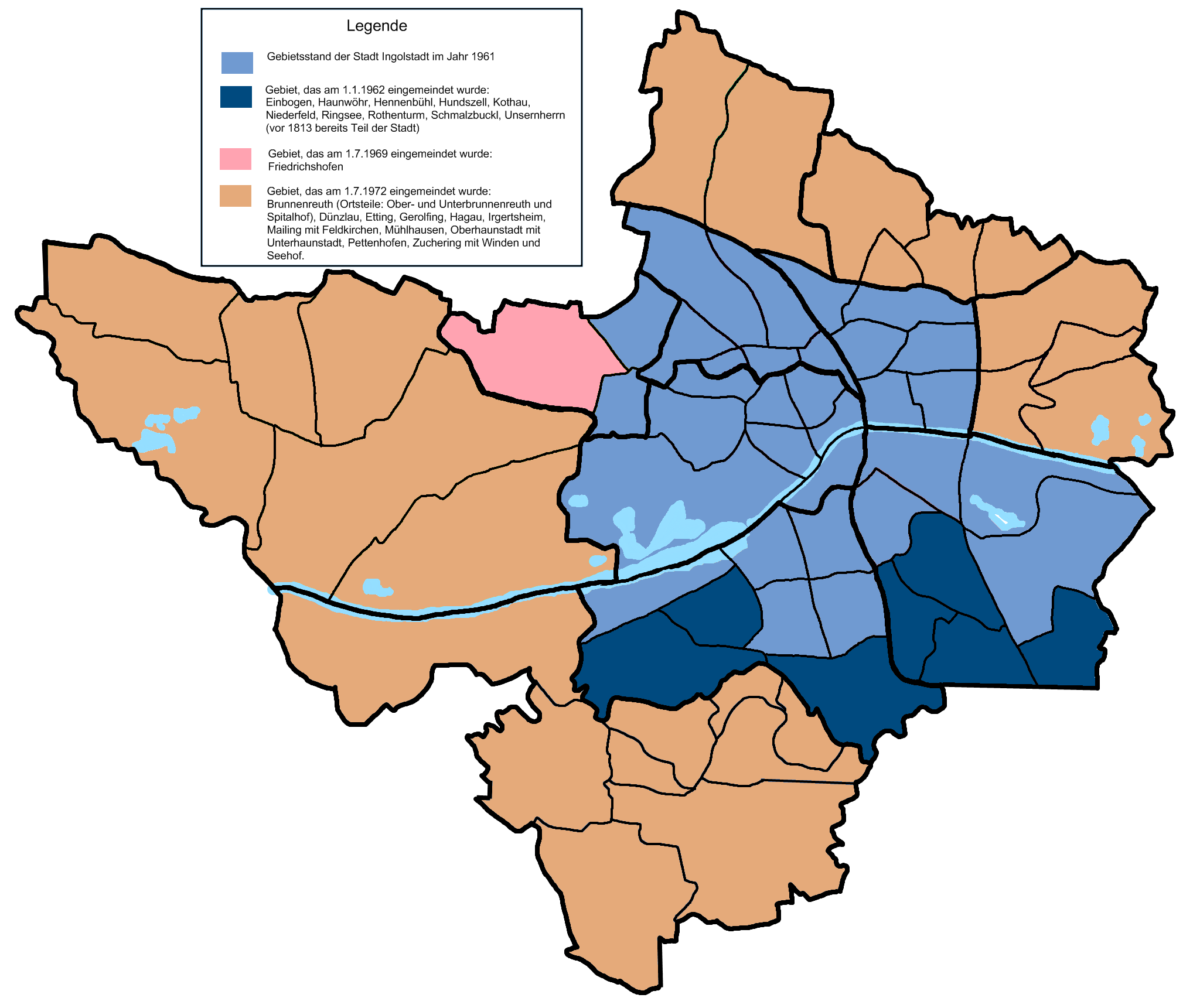
Eingemeindungen zwischen 1962 und 1972

Durch die starke Bevölkerungszunahme von 57 % zwischen 1945 und 1960 war Anfang der 1960er Jahre nahezu das gesamte Gebiet der Stadt Ingolstadt bebaut und es gab kaum mehr Flächen zur Expansion. Das Stadtgebiet war aufgrund der 1813 erfolgten Ausgliederung der Audörfer südlich der Donau erheblich zu klein gewesen. Um das weitere Wachstum zu ermöglichen, schritt man 1962 zunächst zur Eingemeindung der Gemeinde Unsernherrn aus dem Landkreis Ingolstadt. Der größte Gebietszuwachs ergab sich dann nach der Auflösung des Landkreises Ingolstadt am 1. Juli 1972 im Rahmen der Gebietsreform in Bayern.
Folgende ehemals selbständige Gemeinden und Gemarkungen wurden zwischen 1962 und 1972 in die Stadt Ingolstadt eingegliedert:
| Datum          | Ort | Zuwachs in ha |
| -------------- | --- | ------------- |
| 1. Januar 1962 | Unsernherrn mit den Gemeindeteilen Einbogen, Haunwöhr, Hennenbühl, Hundszell, Kothau, Niederfeld, Ringsee, Rothenturm und Schmalzbuckel (diese Orte gehörten schon bis 1813 zu Ingolstadt) | 1.090         |
| 1. Januar 1968 | Teilstück der Gemeinde Mailing | 75            |
| 1. Juli 1969   | Friedrichshofen | 81 \|         |
| 1. Juli 1972   | Brunnenreuth mit den Gemeindeteilen Oberbrunnenreuth, Unterbrunnenreuth und Spitalhof | 275           |
| 1. Juli 1972   | Dünzlau | 481           |
| 1. Juli 1972   | Etting | 870           |
| 1. Juli 1972   | Gerolfing | 2.387         |
| 1. Juli 1972   | Hagau | 492           |
| 1. Juli 1972   | Irgertsheim | 600           |
| 1. Juli 1972   | Mailing mit Feldkirchen | 812           |
| 1. Juli 1972   | Mühlhausen | 249           |
| 1. Juli 1972   | Oberhaunstadt mit Unterhaunstadt | 553           |
| 1. Juli 1972   | Pettenhofen | 379           |
| 1. Juli 1972   | Zuchering mit den Gemeindeteilen Winden und Seehof | 1.293         |
| Gesamt         | Gesamt | 9.637         |

## Bevölkerung

### Einwohnerentwicklung

Bevölkerungsentwicklung von 1871 bis 2017

Seit dem Mittelalter und am Anfang der Neuzeit gab es in Ingolstadt nur ein langsames Bevölkerungswachstum, das immer wieder durch die zahlreichen Kriege, Seuchen und Hungersnöte unterbrochen wurde. Bevölkerungszuwächse ergaben sich vor allem nach der Stadtvergrößerung im 14. Jahrhundert und durch die Gründung der Universität Ingolstadt. Der Rückgang der Einwohnerzahl zwischen 1762 und 1803 von 8.000 auf 4.800 Personen ist auf die Auflösung des Jesuitenordens 1773, die Verlegung der Universität nach Landshut 1800 und die Schleifung der Festung und Audörfer durch die napoleonischen Truppen während der Besetzung der Stadt 1800/01 zurückzuführen.
Mit Beginn der Industrialisierung im Laufe des 19. Jahrhunderts beschleunigte sich das Wachstum der Bevölkerung langsam. Doch gerade der Ausbau Ingolstadts zur königlich-bayerischen Hauptlandesfestung, der zunächst ein starkes Wachstum mit sich brachte, wirkte sich später hemmend aus, da jede Bautätigkeit im Umkreis der Stadt vom Militär bewilligt werden musste. Erst nach Aufhebung des Festungsstatus 1938 und der Vergrößerung des Stadtgebiets nach 1962 konnte sich die Stadt ungehindert entwickeln.
1914 hatte Ingolstadt 25.000 Einwohner, bis 1959 verdoppelte sich diese Zahl auf 50.000. Die Grenze von 100.000 Einwohnern überschritt die Stadt 1989 und ist damit Bayerns jüngste Großstadt. Am 31. März 2025 waren laut amtlichem Melderegister 141.156 Einwohner gelistet.
Ingolstadt gehörte zu den am schnellsten wachsenden Städten in Deutschland, jedoch ist die Einwohnerzahl im Jahr 2020 erstmals seit 1975 wieder gesunken.

### Demografie

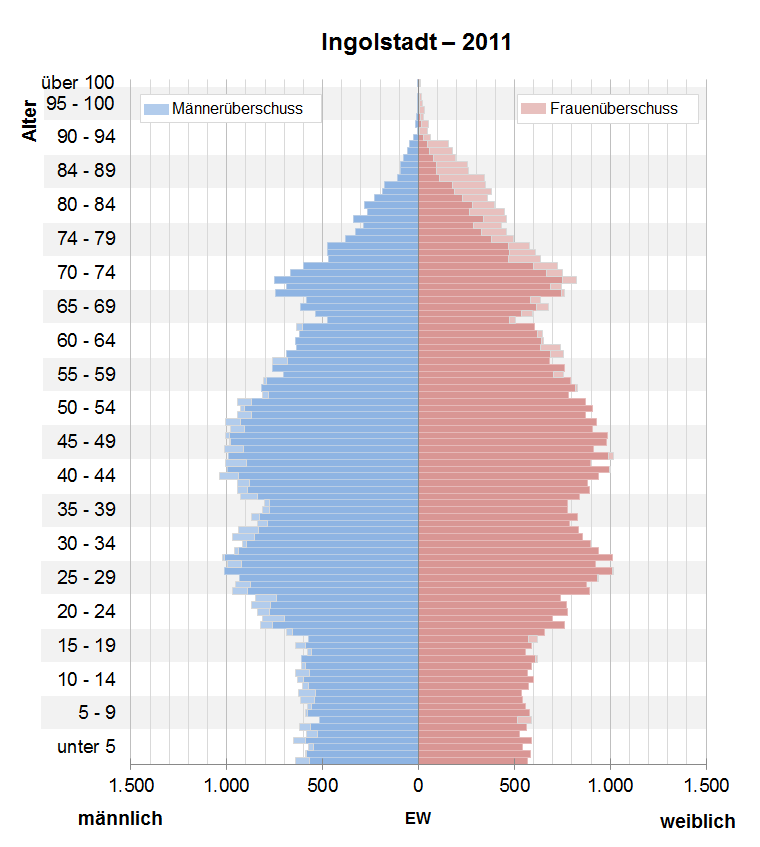
Bevölkerungspyramide für Ingolstadt (Datenquelle: Zensus 2011.)

Die Bevölkerung ist im Vergleich mit den übrigen bayerischen Großstädten die Jüngste. So hat sie mit 18,1 % den höchsten Anteil an unter 18-Jährigen und gleichzeitig mit 18,0 % nach München (17,4 %) und Fürth (17,9 %) den drittniedrigsten Anteil an über 65-Jährigen. Zudem leben in Ingolstadt etwas mehr Frauen als Männer. Der Anteil der weiblichen Bevölkerung liegt bei 50,6 %, der der männlichen Bevölkerung entsprechend bei 49,4 %. Seit gut 20 Jahren (mit Ausnahme des Jahres 2005) zeigt die natürliche Bevölkerungsbewegung eine positive Tendenz. Das bedeutet, dass die Anzahl der Sterbefälle niedriger ist als die der Geburten. Dieser Umstand erklärt zum Teil das starke Einwohnerwachstum Ingolstadts. Hinzu kommt, dass Ingolstadt in den vergangenen sieben Jahren einen Wanderungsüberschuss von ungefähr 1000 Personen pro Jahr verzeichnen konnte. Von den Zuwanderern stellen die 18- bis 25-Jährigen mit gut 40 %, gefolgt von den 25- bis 30-Jährigen mit etwa 20 %, den größten Anteil. Auch bei den Zuwanderern der letzten Jahre ergibt sich ein Frauenüberschuss.
Der Ausländeranteil an der Ingolstädter Bevölkerung lag 2005 bei 12,7 %, davon wiederum kommen 26,6 % aus den EU-Mitgliedstaaten. Der Anteil der Menschen mit Migrationshintergrund liegt bei ca. 38,9 % (Stand 2013). Die größte Gruppe der ausländischen Einwohner bilden die Türken mit 4.906 Personen, gefolgt von 1.205 Serben, 1.012 Rumänen, 792 Kroaten und 719 Italienern. Zwischen den Stadtbezirken gibt es große Unterschiede beim Anteil der ausländischen Bevölkerung. So leben in den Stadtbezirken Süd und West unter 5 % ausländische Bürger, während es in den Bezirken Nordost und Nordwest über 20 % sind.

### Religionen

#### Konfessionsstatistik

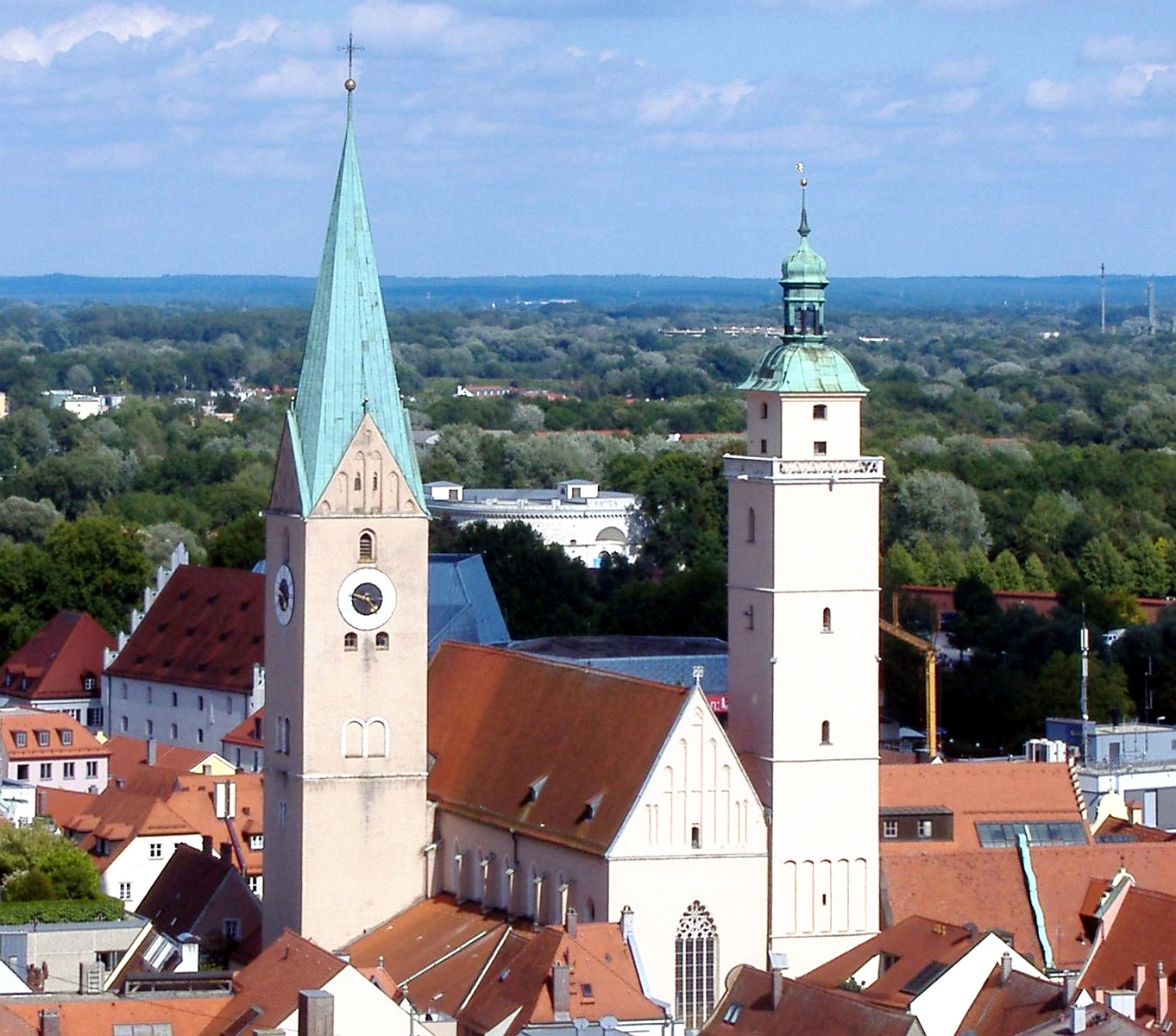
Die Moritzkirche Ingolstadt, das älteste Gotteshaus der Stadt

Beim Zensus 2011 gaben 49,6 % der Einwohner an, römisch-katholisch zu sein, 18,0 % evangelisch, 32,4 % konfessionslos zu sein oder einer anderen Glaubensgemeinschaft anzugehören oder machten keine Angabe. Der Anteil der evangelischen und katholischen Kirchenmitglieder an der Gesamtbevölkerung ist seitdem beträchtlich gesunken. Ende 2024 hatte Ingolstadt 145.445 Einwohner, davon 31,3 % katholisch, 11,6 % evangelisch und 57,2 % waren konfessionslos oder Angehörige sonstiger Glaubensgemeinschaften.
Im Jahr 2024 traten 1.765 Personen (1 % der Gesamtbevölkerung) in Ingolstadt aus einer Kirche aus. Diese Entwicklung zeigt, dass der Trend zu einem bewussten Abschied von den traditionellen Glaubensgemeinschaften anhält. Der kontinuierliche Anstieg der Austrittszahlen spiegelt einen tiefgreifenden Wandel in der Gesellschaft wider.

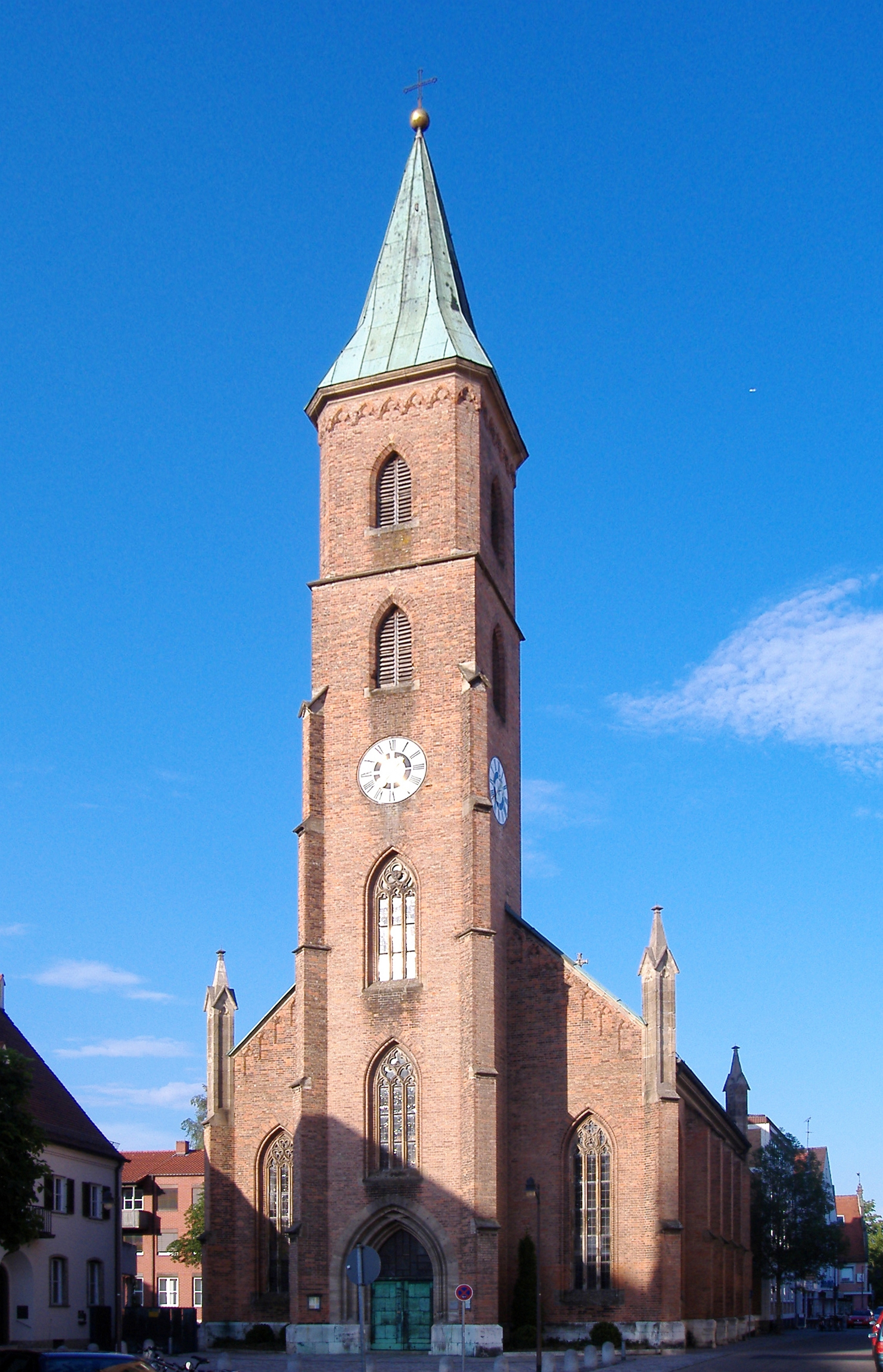
Die Matthäuskirche, die erste evangelische Kirche Ingolstadts

#### Christentum
Ingolstadt gehörte von Anfang an zum Bistum Eichstätt, das 741 errichtet wurde und zum Erzbistum Mainz gehörte. Politisch gehörte die Stadt zum Herzogtum Bayern, das über die Jahrhunderte hinweg katholisch blieb. Ältestes heute noch erhaltenes Gotteshaus ist die 1234 errichtete Moritzkirche, die an der Stelle einer älteren Kirche entstand.
Im Zeitalter der Reformation wurde Ingolstadt mit dem Einzug der Jesuiten zu einem Bollwerk des Katholizismus. Im Rahmen politischer Veränderungen mit Beginn des 19. Jahrhunderts wurde das Bistum Eichstätt 1817/21 der neuen Kirchenprovinz Bamberg zugeordnet, zu der es bis heute gehört. Die Pfarrgemeinden der Stadt sind Teil des Dekanats Ingolstadt, des südlichsten Dekanats des Bistums Eichstätt. Nur Zuchering mit den Pfarreifilialen in Hagau und Winden gehört zum Dekanat Pfaffenhofen des Bistums Augsburg, was durch die alte Diözesangrenze an der Sandrach (ehemals südlicher Hauptlauf der Donau) zu erklären ist. Die moderne Kirche St. Josef entstand 1963.
Die Zahl der Katholiken ist seit 1994 rückläufig. Damals gab es in Ingolstadt gut 69 000 Katholiken, 2016 waren es 58 000. Die Evangelisch-Lutherische Kirche hatte um die Jahrtausendwende einen Höchststand von gut 23 000 Mitgliedern, 2016 sind es rund 21 400. In prozentualen Anteilen an der zeitgleich angestiegenen Gesamtbevölkerung sind die Rückgänge vor allem bei den Katholiken noch stärker ausgefallen. Obwohl die Gruppe der Konfessionslosen deutlich größer ist als jene der Katholiken, gehört Ingolstadt zu den bayerischen Städten und Gemeinden, in denen Mariä Himmelfahrt (15. August) ein gesetzlicher Feiertag ist.
Die Katholiken in Ingolstadt verteilen sich auf 18 Gemeinden. Auch befinden sich seit dem 13. Jahrhundert die beiden Franziskanerklöster „Gnadenthalkloster“ und „Kloster Ingolstadt“ in der Stadt.

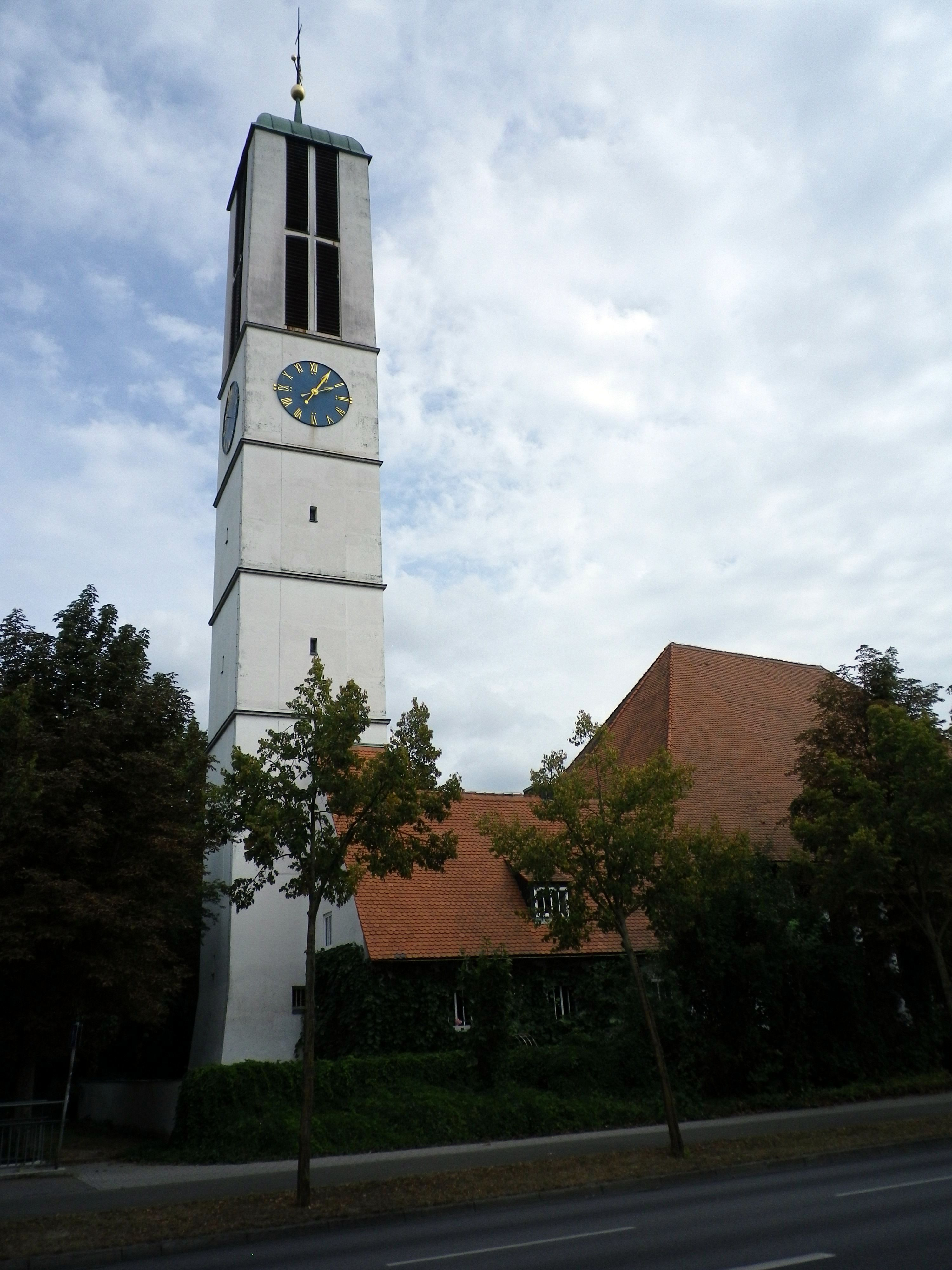
St. Markus

Mit Beginn des 19. Jahrhunderts zogen erste Protestanten in die Stadt. 1824 erhielt die Gemeinde ihren ersten evangelischen Pfarrer und errichtete mit „St. Matthäus“ ihre erste Kirche. Die neue Gemeinde gehörte zur Evangelisch-Lutherischen Kirche in Bayern. Innerhalb dieser Landeskirche wurde Ingolstadt 1935 Sitz eines Dekanats, zu dem heute alle sieben evangelischen Kirchengemeinden der Stadt gehören (siehe auch: St. Johannes (Ingolstadt)). Das Dekanat Ingolstadt ist Teil des Kirchenkreises Regensburg.

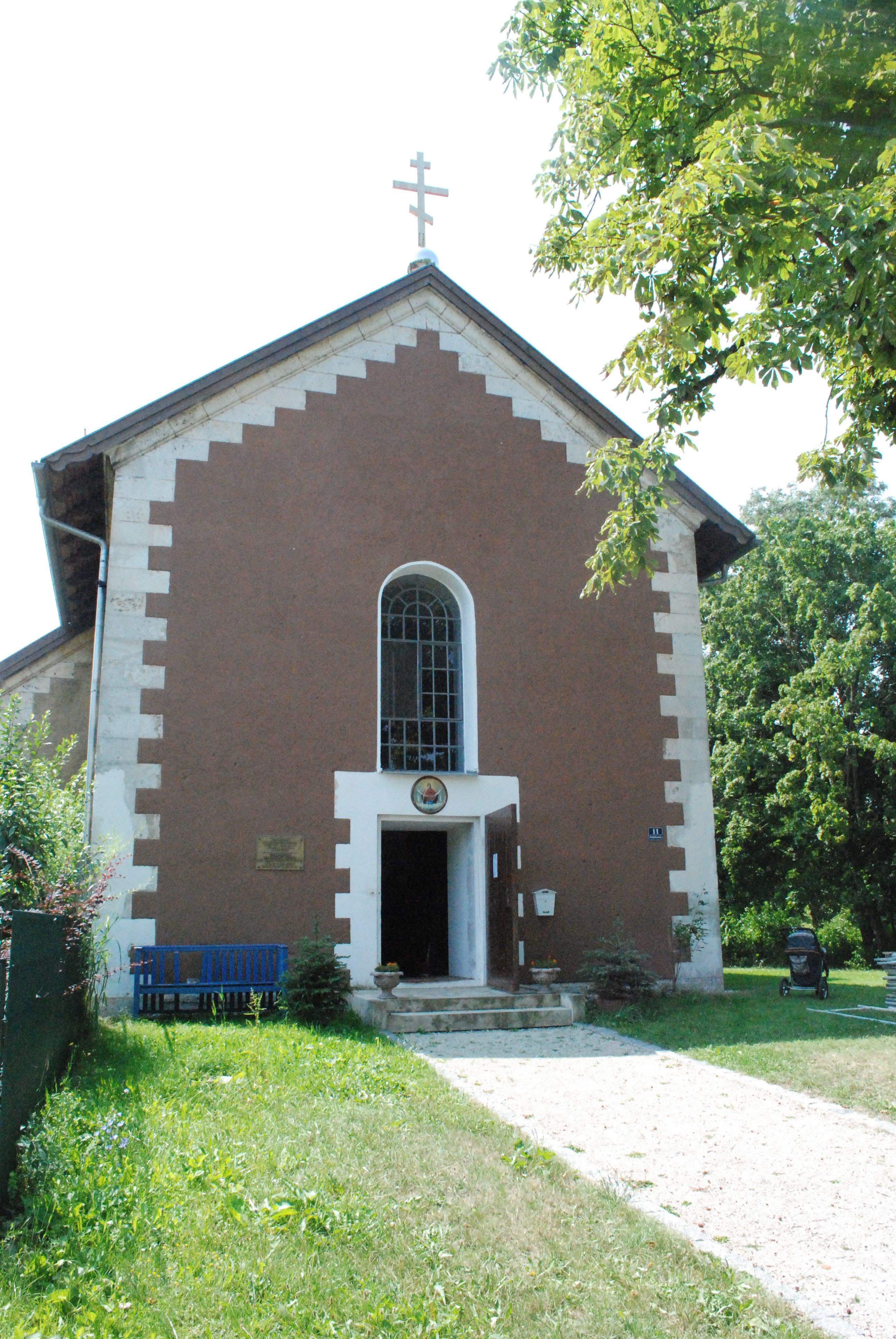
Ukrainische Orthodoxe Kirche an der Dreizehnerstraße 11

Die Mennonitengemeinde Ingolstadt entstand im letzten Jahrzehnt des 19. Jahrhunderts durch den Zuzug pfälzischer Familien. Nachdem man über 90 Jahre sich zunächst in Bauernhöfen der Gemeindemitglieder und seit der Jahrhundertwende in einem gemieteten Saal versammelt hatte, konnte 1982 ein eigenes Jugend- und Gemeindezentrum an der Eigenheimstraße bezogen werden. Die Gemeinde, deren offizieller Name Evangelische Freikirche Mennonitengemeinde Ingolstadt  lautet, gehört dem regionalen süddeutschen Verband deutscher Mennonitengemeinden an und ist Mitglied der bundesweiten Arbeitsgemeinschaft Mennonitischer Gemeinden in Deutschland.
Am 14. Oktober 1945 wurde die Ukrainische Orthodoxe Kirchengemeinde Ingolstadt gegründet, die bis heute in dem historischen Gebäude „Pulverhaus 25“ (ehem. Patronenhaus) existiert und regelmäßig ihre Gottesdienste abhält.
Auch andere orthodoxe Christen, darunter die russisch-orthodoxe Auslandskirche sowie die griechisch-orthodoxe Kirche, unterhalten in Ingolstadt Gotteshäuser.
Die Ingolstädter Evangelisch-Freikirchliche Gemeinde (Baptisten) wurde 1948 gegründet. Keimzelle der Gemeinde waren Flüchtlinge aus den ehemals deutschen Ostgebieten. Ein erstes Kirchengebäude wurde 1962 in der Nürnberger Straße errichtet und 1973 erweitert. Im Dezember 1994 zogen die Baptisten in ein neu erbautes Gemeindezentrum um. Es befindet sich im Stadtteil Hollerstauden. Der Onckenweg, an dem das neue Gotteshaus liegt, wurde nach Johann Gerhard Oncken, dem Gründervater der deutschen Baptisten, benannt. Die Baptistengemeinde Ingolstadt gehört zum Landesverband Bayern des Bundes Evangelisch-Freikirchlicher Gemeinden.
In der Stadt wirken darüber hinaus eine Reihe weiterer Freikirchen, darunter eine Freie evangelische Gemeinde, eine Freie Christengemeinde, die Siebenten-Tags-Adventisten (STA) sowie die Christusgemeinde Ingolstadt, die dem Hensoltshöher Gemeinschaftsverband (einem dem Evangelischen Gnadauer Gemeinschaftsverband zugehörigen Werk) angehört.
In Ingolstadt ist auch eine Gemeinde der Kirche Jesu Christi der Heiligen der Letzten Tage (Mormonen) ansässig.
Die Zeugen Jehovas sind mit acht Gemeinden und fremdsprachigen Gruppen vertreten.

#### Judentum

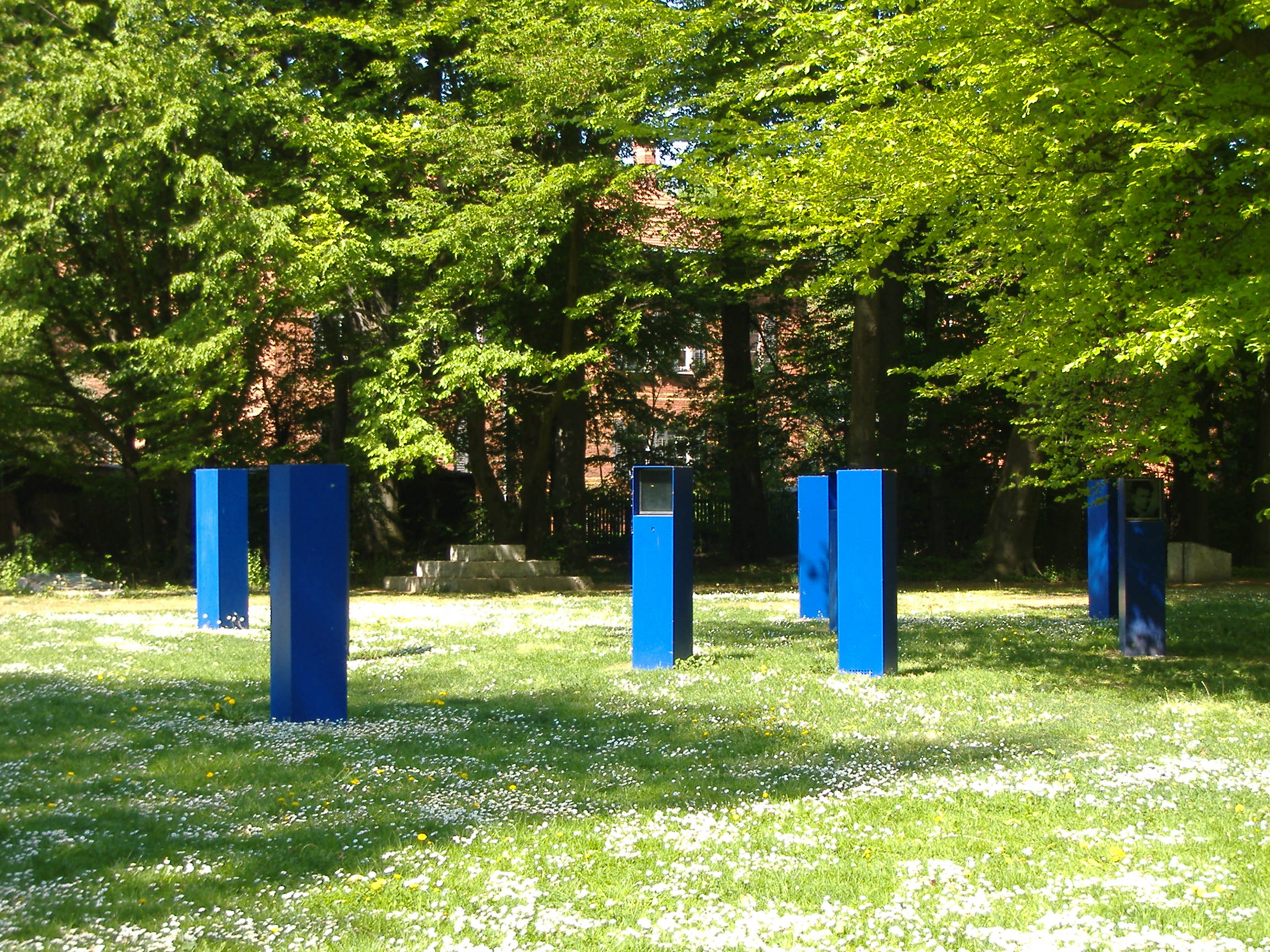
Das Mahnmal für die Opfer des Nationalsozialismus in Ingolstadt

In Ingolstadt bestand im Mittelalter eine jüdische Gemeinde, die bereits in der zweiten Hälfte des 13. Jahrhunderts schriftlich erwähnt wird. Das jüdische Wohngebiet mit Synagoge befand sich im Süden der Altstadt im Bereich der heutigen Schutter- und Spitalstraße. Judenverfolgungen gab es in Ingolstadt in den Jahren 1348 und 1450, wobei sich zwischen den Vertreibungen wieder mehrere jüdische Familien in der Stadt ansiedelten. Nach der Vertreibung von 1450 erhielten Juden erst ab 1861 wieder das Recht, sich in Ingolstadt niederzulassen, 1871 wurde ihnen das volle Bürgerrecht in Ingolstadt zuerkannt. Bis 1933 stieg die Zahl der Gemeindemitglieder auf 100 und es entstand in einem Hinterhof an der Theresienstraße erneut eine Synagoge. Durch die Repressalien in der Zeit des Nationalsozialismus waren alle Angehörigen der jüdischen Gemeinde gezwungen, die Stadt zu verlassen, oder sie wurden deportiert. Beim Novemberpogrom 1938 wurden „die noch etwa 40 in der Stadt lebenden Juden […] ultimativ aufgefordert, innerhalb kürzester Frist Ingolstadt zu verlassen. Ihre bisherigen Wohnungen wurden noch am gleichen Tage leergeräumt und beschlagnahmt, das Inventar in ein Speditionslager am Nordbahnhof geschafft.“ Die Hauptverantwortung für diese vergleichsweise radikale Ausführung hatte NSDAP-Kreisleiter Lambert Friederichs.

Nach 1945 kehrten nur wenige der jüdischen Ingolstädter zurück, und die wiedereröffnete Synagoge musste 1952 geschlossen werden. 1968 lebten 16 jüdische Personen in Ingolstadt. Die verdrängte Geschichte der Ingolstädter Juden hat der Historiker Theodor Straub erforscht und in seinen Publikationen öffentlich gemacht. An die jüdischen Opfer des Nationalsozialismus erinnern die im Stadtgebiet und vor allem im Luitpoldpark aufgestellten blauen Stelen.

#### Islam

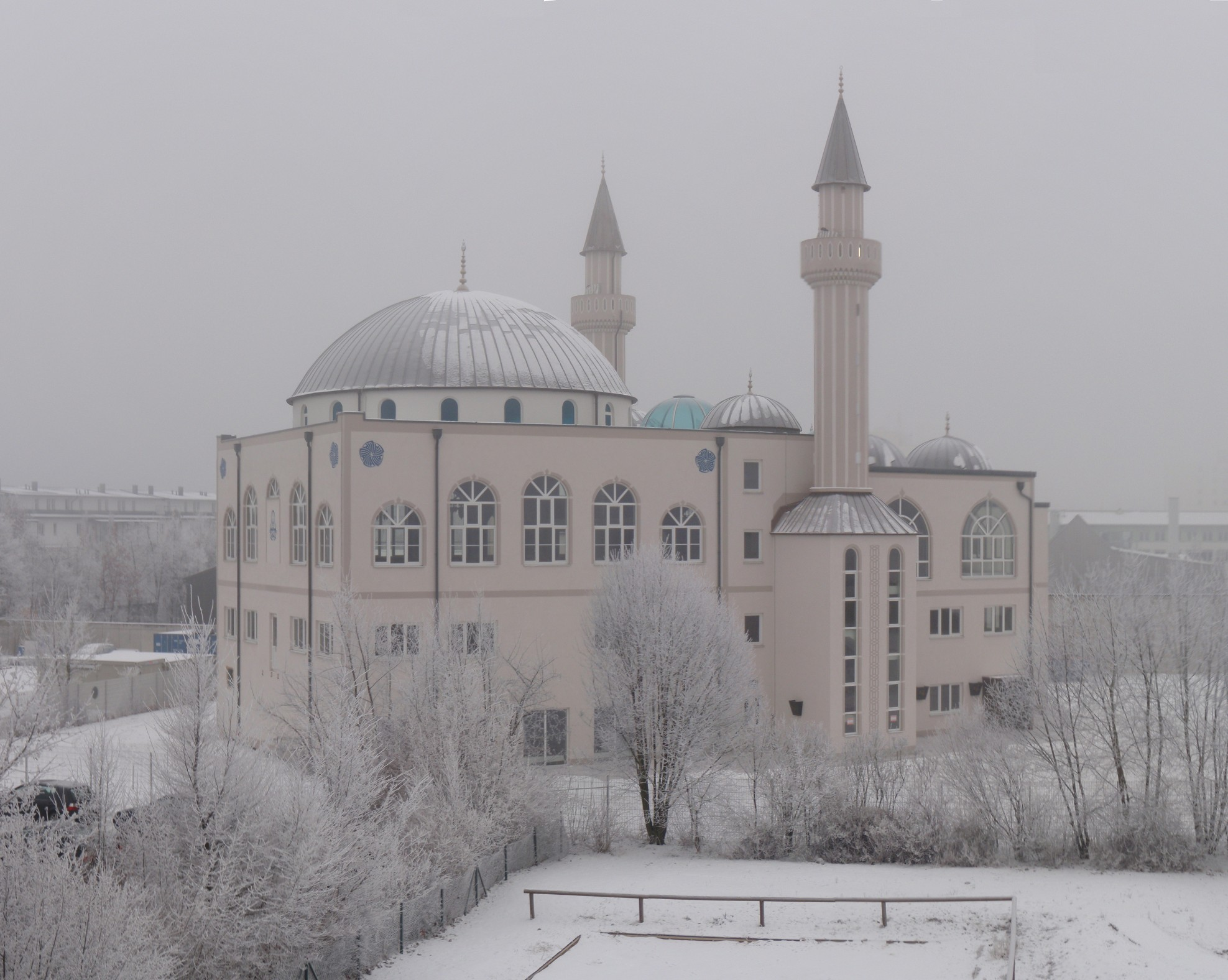
Die Kocatepe-Moschee

In Ingolstadt lebten einer Schätzung des Stadtplanungsamtes zufolge Ende des Jahres 2009 etwa 9.000 Muslime (Volkszählung 1987: 4566), hauptsächlich türkischer Herkunft. Die verschiedenen islamischen Gemeinden unterhalten Gebetsräume und Moscheen, darunter die Kocatepe-Moschee, Bayerns größte Moschee und Ingolstadts jüngstes Gotteshaus, die am 18. Mai 2008 im Bezirk Nordwest eröffnet wurde. In einem Abschnitt des Südfriedhofs befindet sich überdies ein muslimischer Friedhof.
Seit 1988 besteht auch eine alevitische Gemeinde, die seit 2001 ein eigenes Gotteshaus im Augustinviertel besitzt.

## Politik

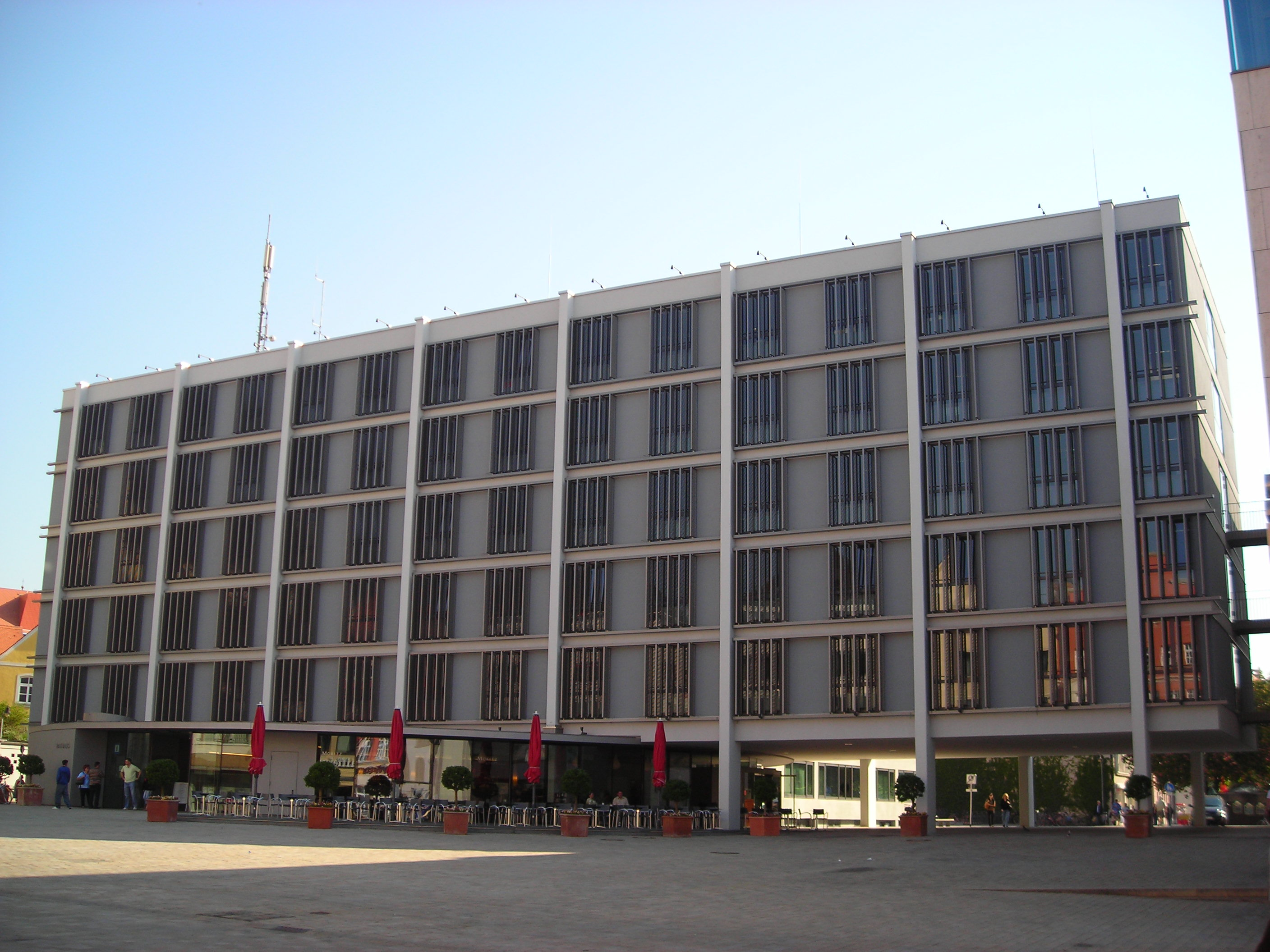
Neues Rathaus Ingolstadt (erbaut 1960), April 2007

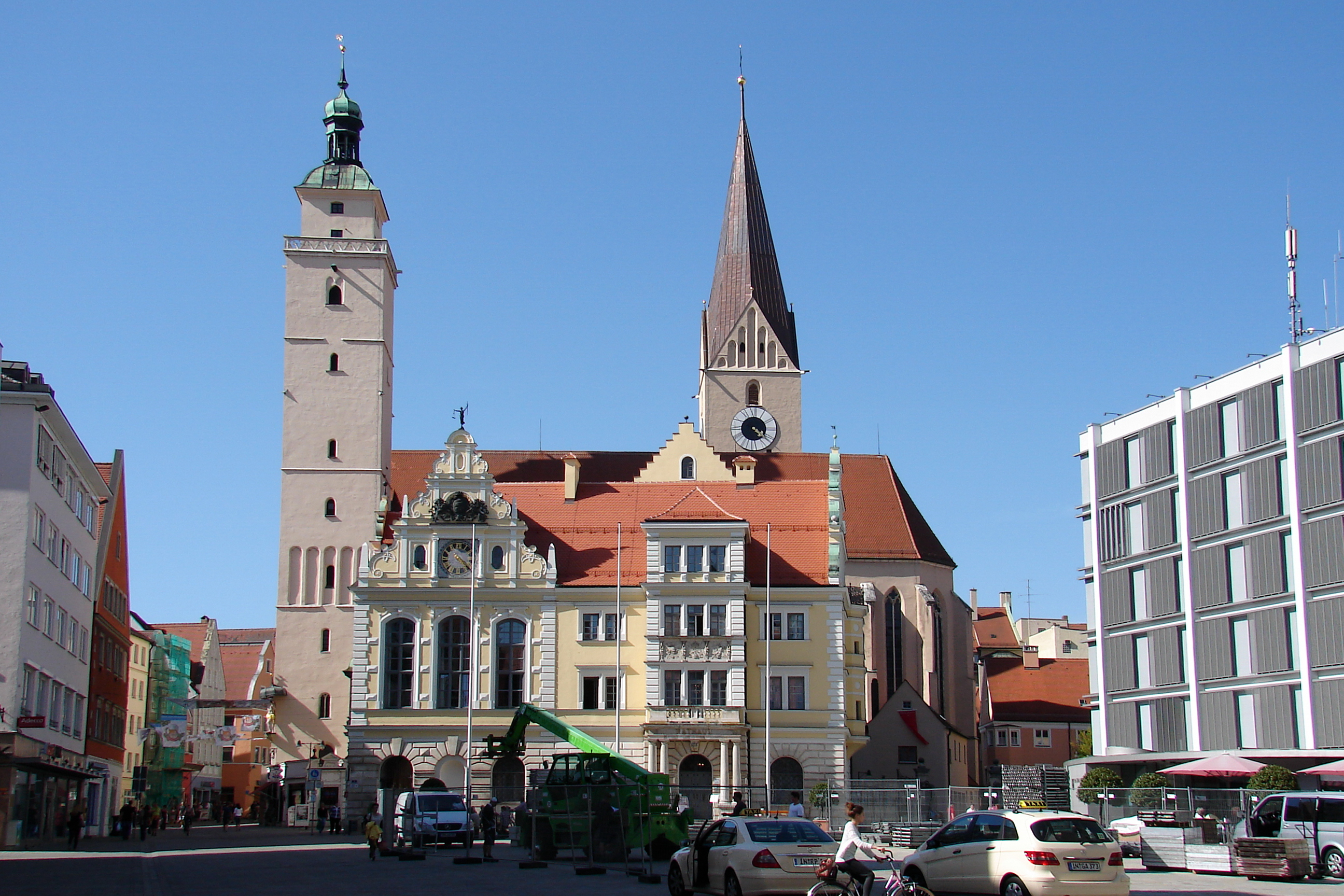
Altes Rathaus mit Pfeifturm und St. Moritzkirche

An der Spitze der Stadt stand anfangs der „Rat“, der erstmals für das Jahr 1309 bezeugt ist. Dieser Stadtrat bestand aus zwei Kammern, dem „Inneren Rat“, der eigentlichen obrigkeitlichen Stadtverwaltung und dem „Äußeren Rat“, der als beratendes und kontrollierendes Organ fungierte und von den Bürgern der Stadt gewählt wurde. Seit 1407 ist erstmals ein Bürgermeister nachweisbar, der aus den Reihen des Inneren Rats kam.
Das Amt des Bürgermeisters wechselte halbjährlich, später vierteljährlich. Nach 1447 leitete ein landesherrlicher Beamter als Pfleger die Stadt. Ab 1803 wurde in Ingolstadt nach und nach die Magistratsverfassung eingeführt, wobei der Magistrat ab 1818 von den Gemeindebevollmächtigten gewählt wurde. An der Spitze des Magistrats stand ein Bürgermeister. Teilweise wurden den Bürgermeistern der Titel Oberbürgermeister verliehen. Nach dem Zweiten Weltkrieg trugen nahezu alle Bürgermeister diesen Titel.

### Oberbürgermeister und Bürgermeisterinnen
Der Oberbürgermeister und der Stadtrat werden für eine Wahlperiode von sechs Jahren gewählt. Oberbürgermeister ist seit dem 1. März 2025 Michael Kern (CSU). Stellvertreterinnen sind die vom Stadtrat gewählten Bürgermeisterinnen Dorothea Deneke-Stoll (CSU) und Petra Kleine (Bündnis 90/Die Grünen).

### Stadtrat
Der Stadtrat setzt sich aus 50 gewählten Mitgliedern und dem Oberbürgermeister zusammen. Zusätzlich unterstützen ihn zwei Ortssprecher für die Stadtteile, Hagau und Irgertsheim beratend. Nach der letzten Kommunalwahl am 15. März 2020 zogen in den Stadtrat ein:
| Christlich-Soziale Union (CSU)                  | 13 Sitze |
| Sozialdemokratische Partei Deutschlands (SPD)   | 9 Sitze  |
| Bündnis 90/Die Grünen                           | 8 Sitze  |
| Freie Wähler (FW)                               | 4 Sitze  |
| Alternative für Deutschland (AfD)               | 4 Sitze  |
| Unabhängige Wählergemeinschaft Ingolstadt (UWG) | 4 Sitze  |
| Die Linke                                       | 2 Sitze  |
| Ökologisch-Demokratische Partei (ÖDP)           | 2 Sitze  |
| Freie Demokratische Partei (FDP)                | 2 Sitze  |
| Junge Union                                     | 2 Sitze  |

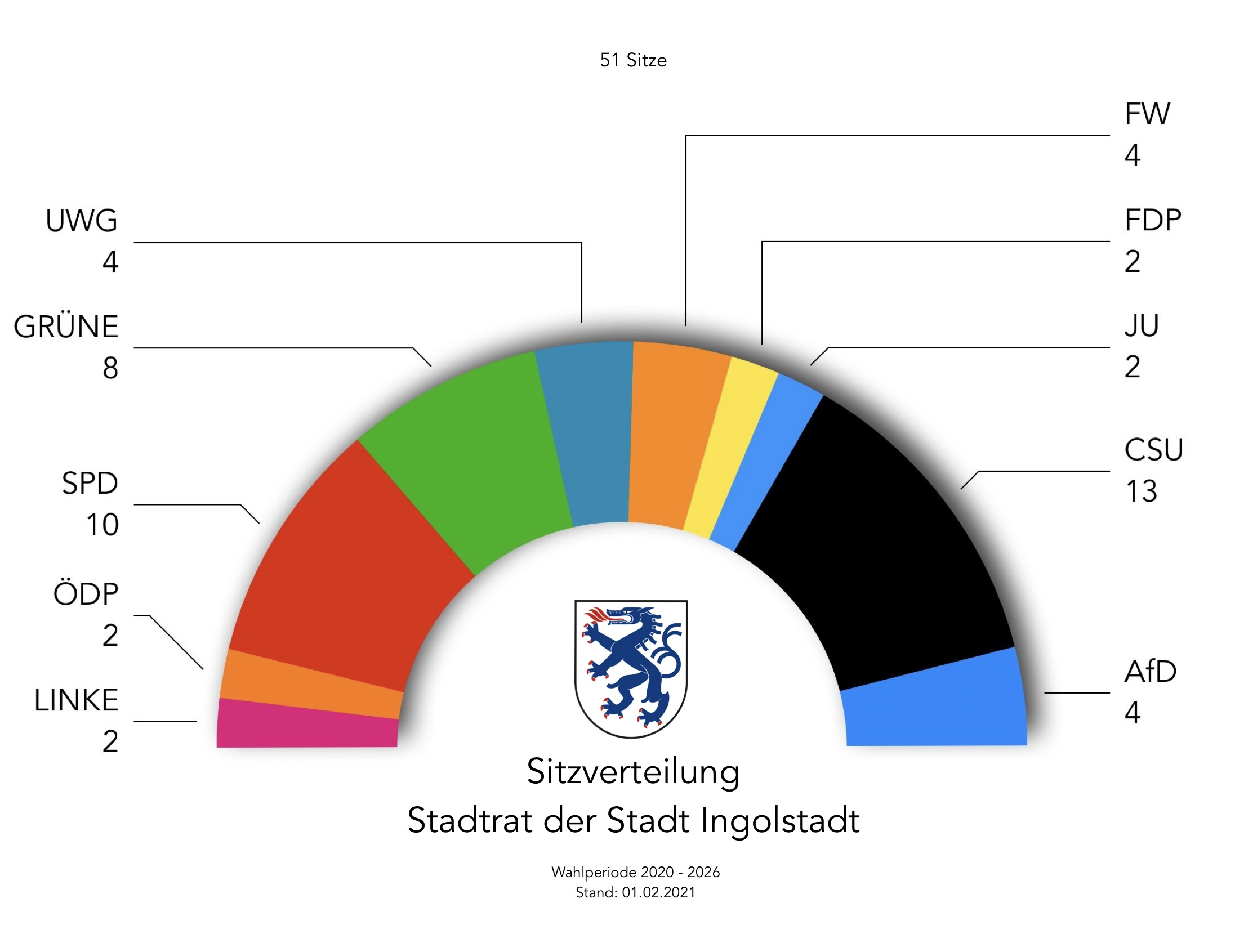
Sitzverteilung im Stadtrat 2021 (mit Sitz des Oberbürgermeisters)

Die Stadtratsmitglieder der Unabhängige Demokraten Ingolstadts (UDI) und Bürgergemeinschaft Ingolstadt (BGI) haben sich einige Monate nach Konstituierung des Stadtrates zur neuen Fraktion Unabhängige Wählergemeinschaft (UWG) zusammengeschlossen.

### Bundes- und Landespolitik
Ingolstadt gehört zum Wahlkreis Ingolstadt (Bundestagswahl 2005: Nr. 218, 2009: 217), dem auch der Landkreis Eichstätt und der Landkreis Neuburg-Schrobenhausen ohne die Gemeinde Aresing angehören. Seit 2009 ist der gebürtige Ingolstädter Reinhard Brandl dort für die CSU direkt gewählter Bundestagsabgeordneter. Horst Seehofer, gleichfalls gebürtiger Ingolstädter, hatte dort das Direktmandat, bis er 2008 Ministerpräsident des Freistaats Bayern wurde. Von 2018 bis 2021 war er Bundesminister des Innern, für Bau und Heimat.
Bei der Landtagswahl in Bayern 2023 ging das Direktmandat im Stimmkreis Ingolstadt an Alfred Grob (CSU).

### Wappen und Flagge
| Wappen der kreisfreien Stadt Ingolstadt | Blasonierung: „In Silber ein rot bewehrter blauer Panther.“ |
| Wappen der kreisfreien Stadt Ingolstadt | Wappenbegründung: Die ersten Siegel der Stadt zeigten den Heiligen Mauritius als Schutzpatron der Moritzkirche, der Hauptkirche der Stadt. Die Wahl des Schutzheiligen geht auf die seit dem 9. Jahrhundert bestehende Verbindung Ingolstadts mit dem Kloster Niederaltaich, einem dem Heiligen Moritz geweihten Benediktinerkloster, zurück. Ab 1314 stützt sich der Schutzpatron auf einen Schild mit einem Fabelwesen, das in der Heraldik als Pantier oder Panther bezeichnet wird und für das „starke und unschlagbare Christentum“ steht. Ab etwa 1340 wird der Schild mit dem Panther als alleiniges Siegel verwendet und findet sich auch auf Münzen sowie am „Kreuztor“. Die Herkunft des Wesens ist nicht mit Sicherheit nachzuweisen. Es wird mehrheitlich angenommen, dass sich der Panther von den spanheimischen Pfalzgrafen von Kraiburg-Ortenburg herleitet, der seit 1260 Nebenwappen der Wittelsbacher war und der sich ebenfalls im bayerischen Staatswappen findet, dort allerdings goldbewehrt ist. Eine weitere, eher legendäre Möglichkeit ist die Verleihung des Wappens durch Ludwig den Bayern im Jahre 1313, mit der er die Tapferkeit der Ingolstädter in der Schlacht von Gammelsdorf honorieren wollte. Die Stadtflagge: „Dreimal gespalten (Banner) bzw. geteilt (Flagge) von Silber und Blau, belegt mit dem Stadtwappen.“ |

Ältere Wappenversion (nach Stadler)

Die Flagge Ingolstadts

Die Stadtflagge von Ingolstadt hat vier gleich breite, horizontale Streifen in den Farben Weiß-Blau-Weiß-Blau und ein Seitenverhältnis von 3:5. Im Zentrum zeigt sie das Stadtwappen auf weißem Grund. Bei der Bannerflagge verlaufen die vier Streifen vertikal und das Seitenverhältnis beträgt 5:2.

### Städtepartnerschaften
|                        | Carrara (Italien), seit 2. Juni 1962                        |
| Vereinigtes Konigreich | Kirkcaldy (Vereinigtes Königreich), seit 3. September 1962  |
|                        | Grasse (Frankreich), seit 7. Mai 1963                       |
|                        | Murska Sobota (Slowenien), seit 30. März 1979               |
|                        | Moskau (Zentraler Bezirk) (Russland), seit 8. November 1995 |
|                        | Manisa (Türkei), seit 30. November 1998                     |
|                        | Kragujevac (Serbien), seit 3. Juli 2003                     |
|                        | Opole (Polen), seit 4. November 2005                        |
| Ungarn                 | Győr (Ungarn), seit 8. November 2008                        |
| China Volksrepublik    | Foshan (Volksrepublik China), seit 22. Januar 2014          |

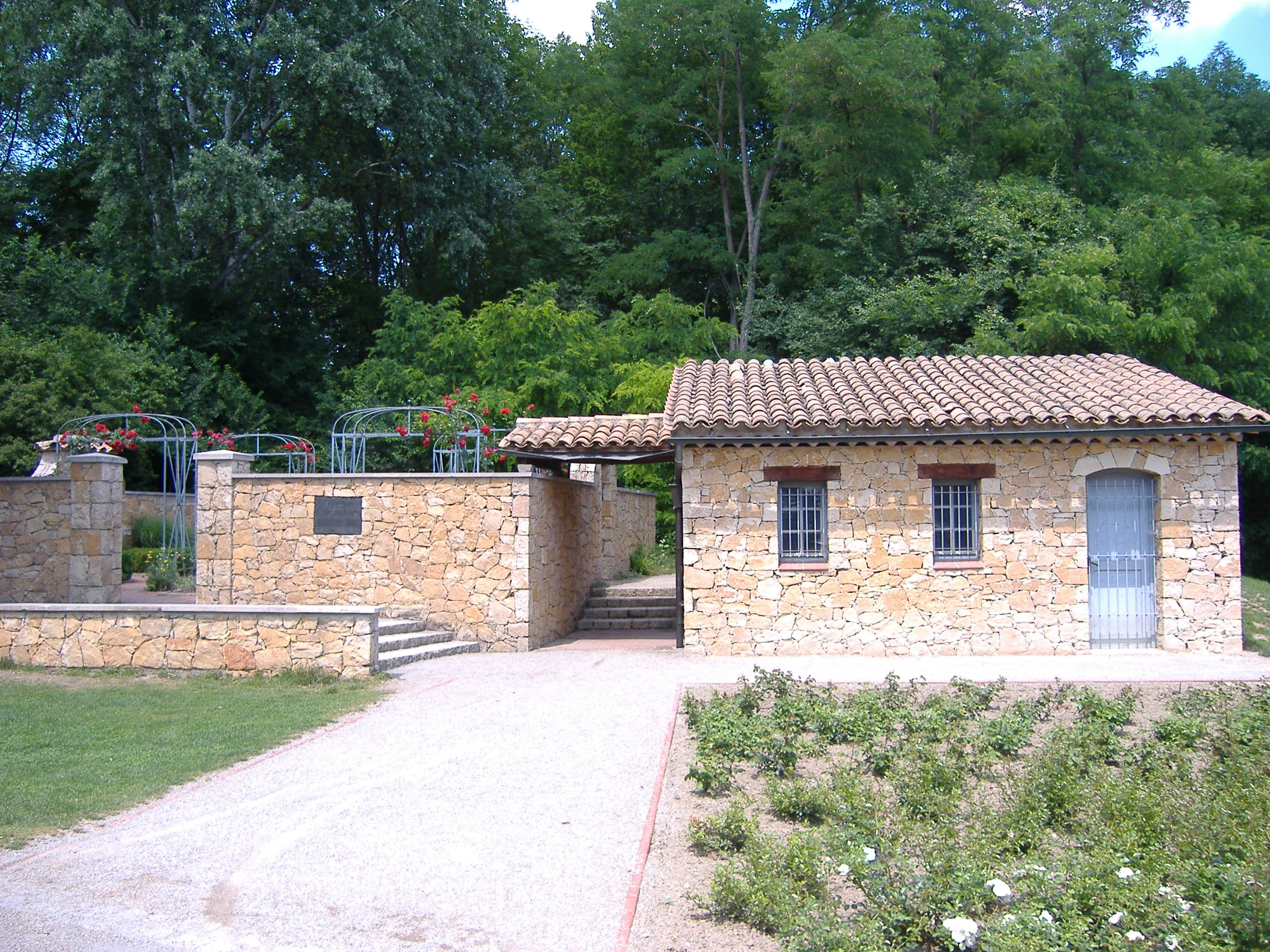
Provence-Haus im Klenzepark

Die Geschichte der Ingolstädter Städtepartnerschaften begann nach dem Zweiten Weltkrieg, als das Britische Generalkonsulat in München mit dem Wunsch zum Aufbau einer freundschaftlichen Beziehung zu einer britischen Stadt an bayerische Städte herantrat. Nachdem bereits mehrere Partnerschaften zwischen bayerischen und schottischen Städten geschlossen worden waren, war die 1962 geschlossene Städtepartnerschaft zwischen Ingolstadt und Kirkcaldy im County Fife die zehnte ihrer Art zwischen den beiden Regionen. An die Partnerschaft erinnert heute unter anderem eine Stele im Klenzepark, sie wird durch zahlreiche Schüleraustausche gepflegt.
Im selben Jahr entstand die Partnerschaft zwischen Ingolstadt und der Stadt Carrara im Norden der Toskana. Zu Ehren der Partnerstadt wurde der Platz zwischen der Reitschule und dem Herzogskasten in Carraraplatz umbenannt; zahlreiche Skulpturen aus Carrara-Marmor befinden sich im Stadtgebiet.
Im Zuge des deutsch-französischen Freundschaftsvertrages von 1963 kam es im selben Jahr zur Unterzeichnung eines Partnerschaftsvertrages mit Grasse in Südfrankreich, womit die erste Phase von Städtepartnerschaften abgeschlossen war. Sichtbar ist die Beziehung in Ingolstadt unter anderem durch das 1992 im Klenzepark errichtete Provence-Haus.
16 Jahre später entstand die Verbindung zur damals jugoslawischen und heute slowenischen Stadt Murska Sobota; danach dauerte es weitere 16 Jahre bis 1995 die Partnerschaft mit dem Zentralen Verwaltungsbezirk von Moskau geschlossen wurde. 1998 folgte die Verbindung mit der türkischen Stadt Manisa, deren Bürgermeister, ein Architekt, sich am Entwurf der Ingolstädter Moschee beteiligte.
Die jüngsten Ingolstädter Städtepartnerschaften wurden zwischen 2003 und 2008 mit den Städten Kragujevac, Oppeln und Győr geschlossen. Mit der Verbindung mit dem oberschlesischen Oppeln war ein Städtenetzwerk aus den Städten Carrara, Grasse, Ingolstadt und Oppeln entstanden, die jeweils Partnerstädte sind. Die Verbindung zur ungarischen Stadt Győr entstand vor allem aus dem Umstand, dass die Audi AG dort seit 1994 ein Motorenwerk betreibt.
Am 27. Juni 2013 haben die beiden Partnerstädte Ingolstadt und Grasse einen Vertrag über Projektpartnerschaft mit der Gemeinde Legmoin in Burkina Faso abgeschlossen, dessen Ziel die Durchführung von Entwicklungsprojekten in dem strukturschwachen Gebiet der afrikanischen Partnergemeinde ist.

### Patenschaften
- 1953 wurde die Patenschaft für die Deutschböhmen aus der Stadt Niemes im Kreis Deutsch Gabel übernommen.
- 1973 übernahm die Stadt Ingolstadt die bereits im Mai 1967 vom Landkreis Ingolstadt geschlossene Patenschaft für die Deutschböhmen aus der Stadt und dem Kreis Prachatitz im Böhmerwald. Grund für die Patenschaft war, dass sich viele Prachatitzer in und um Ingolstadt niederließen. Im Rahmen der Patenschaft für beide sudetendeutsche Städte entstand im ehemaligen Pedellhaus der Hohen Schule das Heimatmuseum Niemes-Prachatitz.
- Seit 1987 besteht außerdem eine Patenschaft für die Banater Schwaben in Bayern.

### Ingolstadt als Namensgeberin

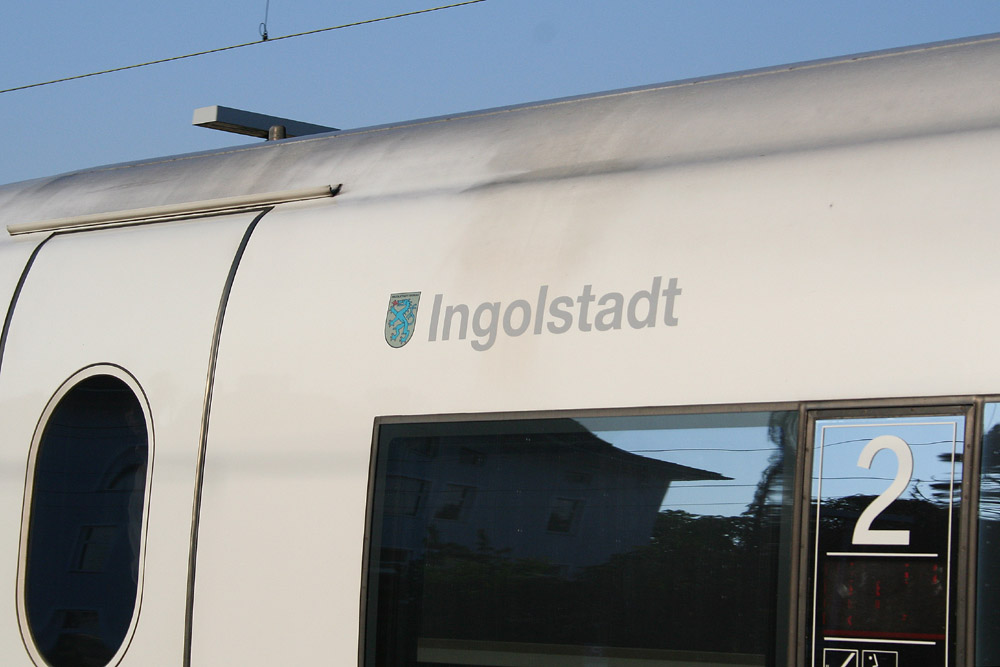
Auf den Namen „Ingolstadt“ getaufter ICE 3

Der Name Ingolstadt wurde für folgende Lufthansa-Maschinen vergeben:
- 1985 bis 1996: Boeing 737-200 (D-ABMB)
- 1997 bis 2005: Airbus A319-114 (D-AILI, zeitweilig unter anderem Namen verleast)
- seit 2008: Airbus A330-300 (D-AIKL)

Am 27. November 2003 erhielt im Hauptbahnhof Ingolstadt ein ICE 3 (Triebzug 336) den Namen Ingolstadt.

## Kultur und Sehenswürdigkeiten

### Theater

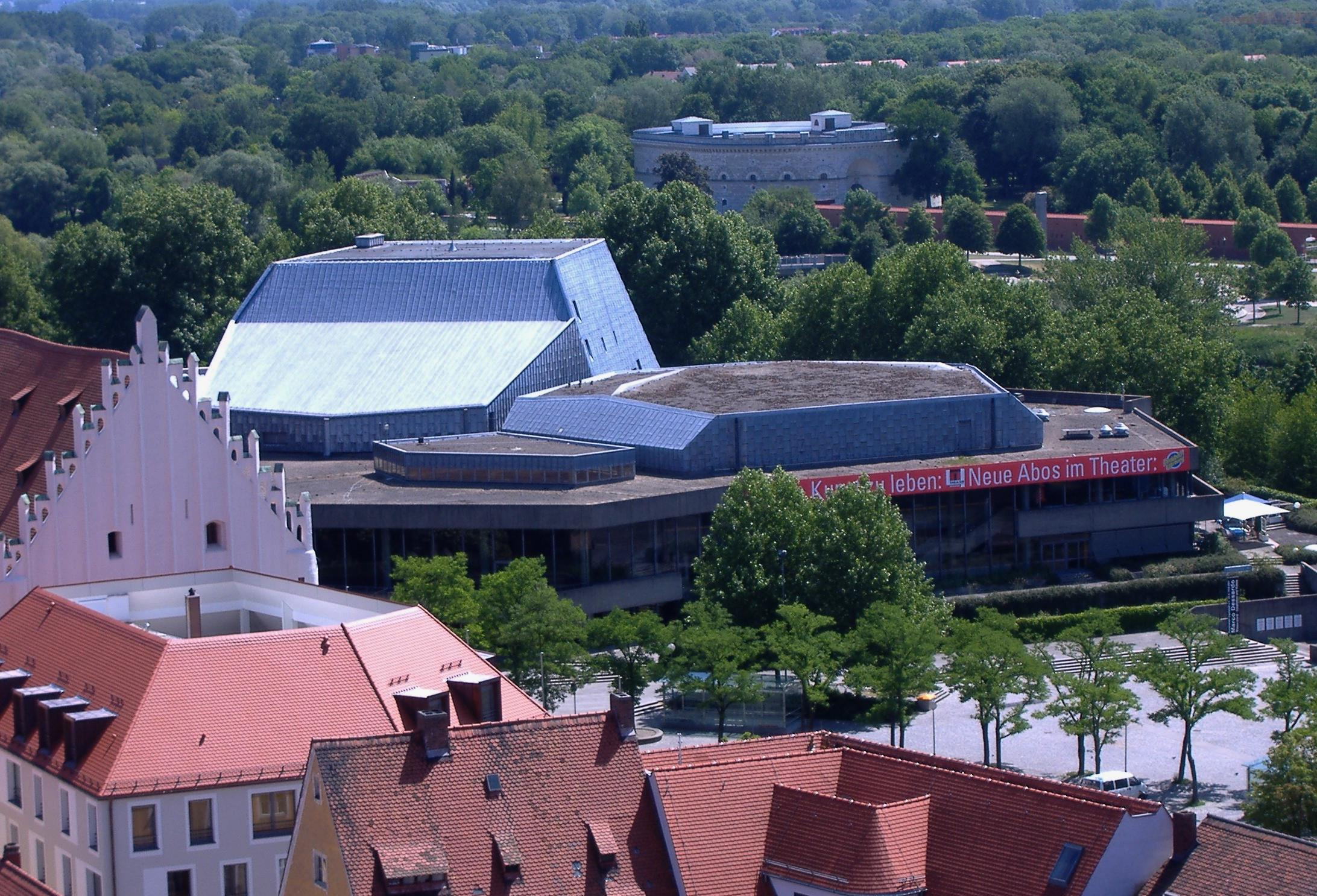
Das Stadttheater

Nachdem das alte Stadttheater in Ingolstadt im Zweiten Weltkrieg zerstört worden war, dauerte es bis 1966, ehe eine neue Spielstätte errichtet wurde. Das neue Stadttheater Ingolstadt wurde vom Architekten Hardt-Waltherr Hämer konzipiert und bietet 663 Plätze. Neben diesem Großen Haus verfügt das Theater Ingolstadt über vier kleinere weitere Spielstätten. Das Kleine Haus am Turm Baur, die Freilichtbühne im Turm Baur, das Studio im Herzogskasten und die Werkstattbühne, die sich ebenfalls im Hämer-Bau befindet. Insgesamt finden in Ingolstadt rund 500 Vorstellungen im Jahr statt. In der Stadt ist zudem eine große Zahl weiterer Bühnen zu finden, die von Theatergruppen mit unterschiedlichen Trägern geführt werden.
Das Theater wird seit 2007 unter hohem Kostenaufwand saniert, eine Generalsanierung ist ab Ende 2027 geplant.

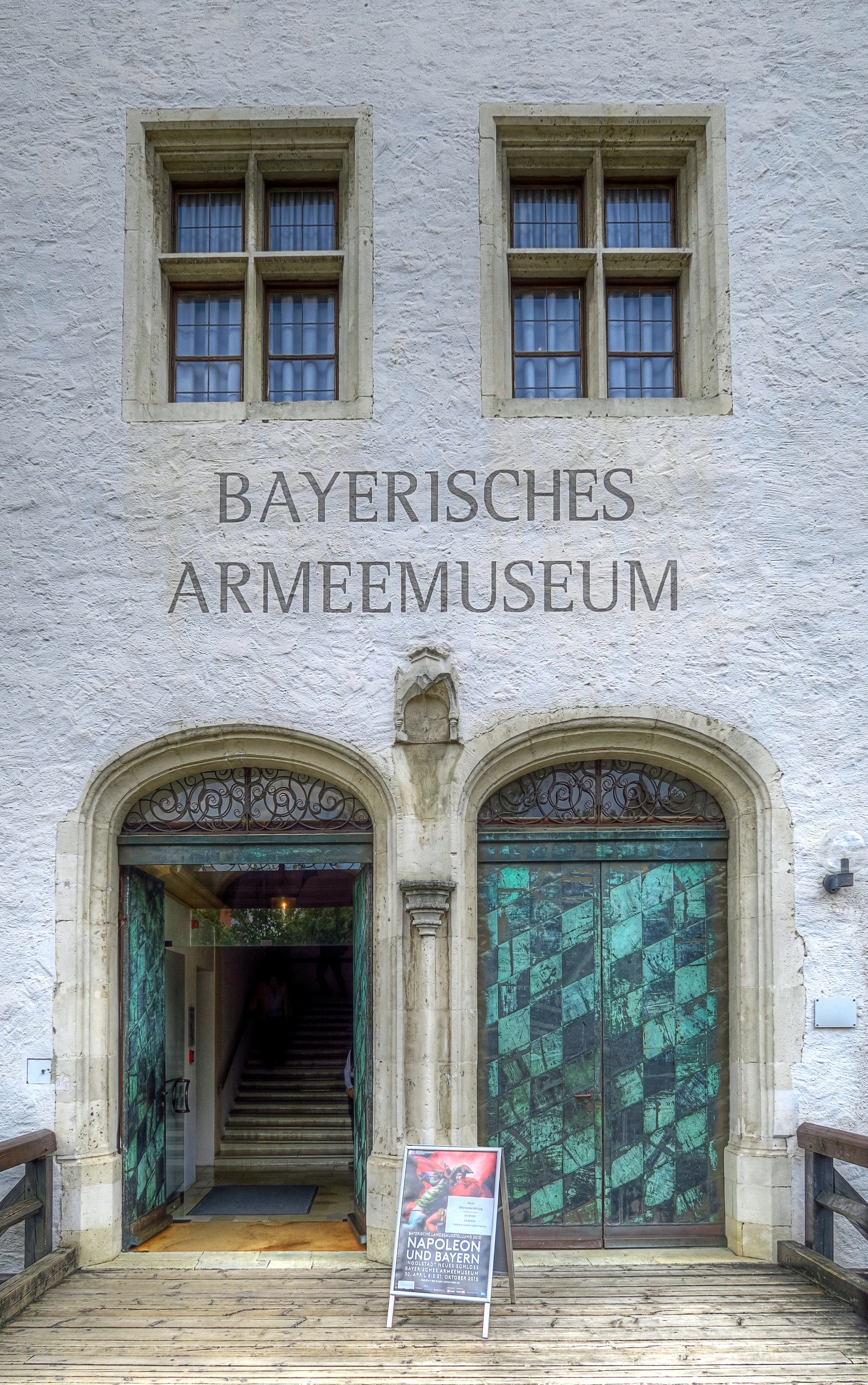
Bayerisches Armeemuseum im Neuen Schloß

### Museen

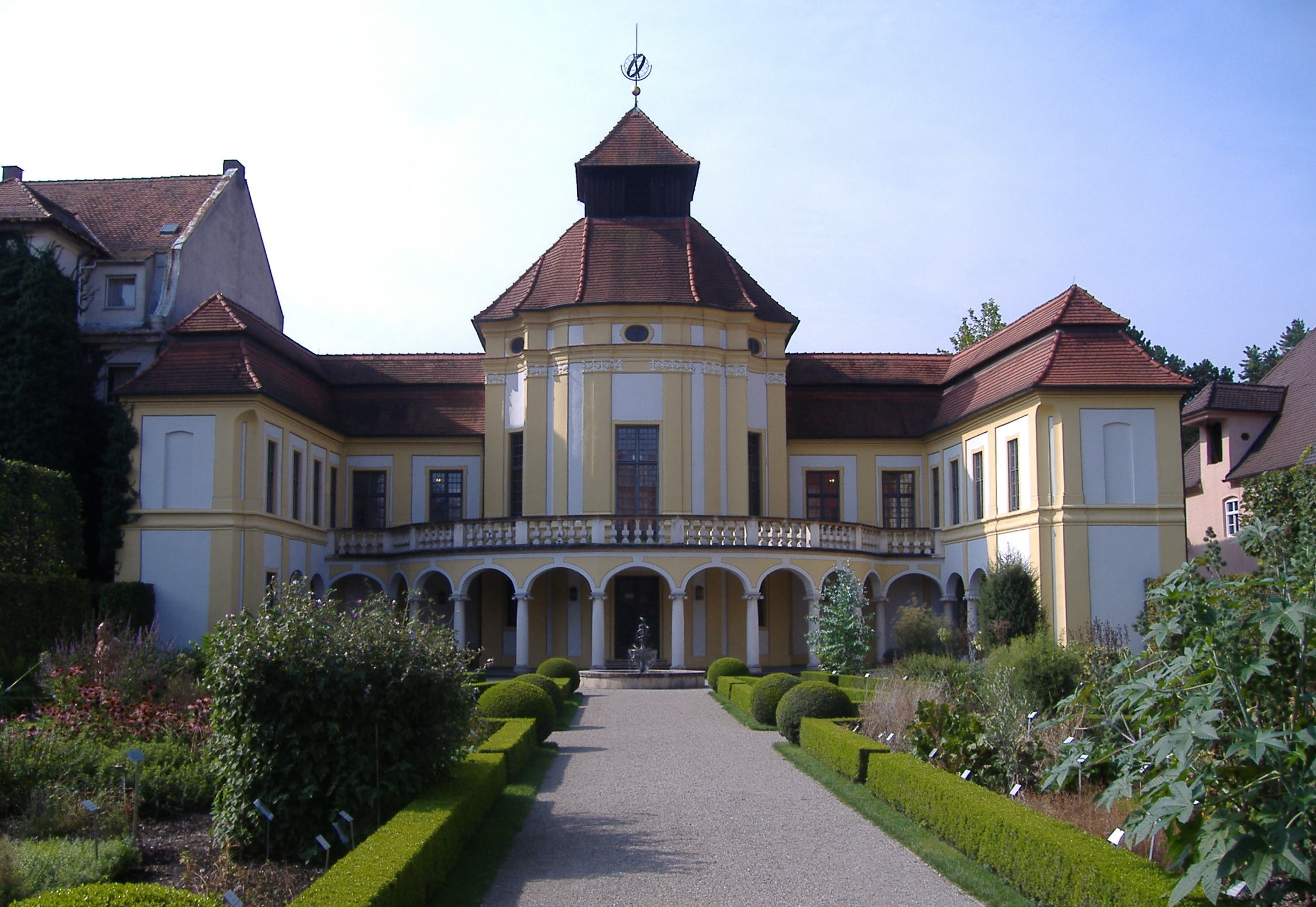
Das Medizinhistorische Museum in der Alten Anatomie

Ingolstadt verfügt über 13 Museen unterschiedlicher Träger.
Größtes und ältestes Museum in der Stadt ist das Bayerische Armeemuseum mit einer Sammlung von Waffen, Ausrüstungsgegenständen, Uniformen, Fahnen, Standarten, Gemälden und Orden mit dem Schwerpunkt auf der Bayerischen Armee sowie der Bayerischen Armeebibliothek. Das Museum ist im Neuen Schloss und im Reduit Tilly untergebracht und deckt die Militärgeschichte bis einschließlich des Ersten Weltkriegs ab.
Das 1973 eröffnete Deutsche Medizinhistorische Museum, das in der „Alten Anatomie“ untergebracht ist, zeigt die Entwicklung der Medizin seit der Zeit des Alten Ägyptens und ist das einzige Museum dieser Art in Deutschland. Neben Gegenständen der Chirurgie verfügt das Museum über einen botanischen Garten mit einer Fülle von Arzneipflanzen.
Im Stadtmuseum Ingolstadt werden zahlreiche Exponate gezeigt, die die Entwicklung der Stadt und der Region von der Frühzeit bis in die jüngste Gegenwart darstellen. So ist im Kavalier Hepp neben dem Bernsteincollier und einer Kopie des Stadtmodells von Jakob Sandtner auch der Schimmel des Schwedenkönigs Gustav Adolf ausgestellt. Seit 1998 ist im Kavalier Hepp darüber hinaus das Spielzeugmuseum eingerichtet. Ebenfalls zum Stadtmuseum gehört das Bauerngerätemuseum im Stadtteil Hundszell.
Von den Museen unter privater Trägerschaft ist besonders das Audi museum mobile der Audi AG im Audi Forum hervorzuheben. Es zeigt die Unternehmensgeschichte beispielsweise in Form von über 50 Autos und mehr als 30 Fahr- und Motorrädern.
Die Moderne Kunst ist in Ingolstadt museal vor allem durch das Museum für Konkrete Kunst mit der umfassendsten Sammlung in ganz Europa vertreten. Daneben existiert noch das Museum des Bildhauers Alf Lechner.
Kleinere Museen und Dokumentationsstätten sind das Heimatmuseum Niemes-Prachatiz, das die Heimatsammlung der Stadt Niemes und des Landkreises Prachatitz in Böhmen zeigt, die Dokumentationsstätte Marieluise Fleißer, die in Fleißers Elternhaus untergebracht ist, das Heinrich-Stiefel–Schulmuseum am Brückenkopf und das Europäische Donaumuseum Ingolstadt mit einem Ausstellungsraum im Stadtmuseum und dem alten Messpegelhaus am Brückenkopf.
Jüngstes Museum in Ingolstadt ist das Bayerische Polizeimuseum im Turm Triva im Klenzepark, das 2011 eröffnet wurde. Es ist eine Außenstelle des Bayerischen Armeemuseums. Darin wird die Entwicklung der Polizei in Bayern seit dem Jahr 1918/19 dokumentiert.

### Musik
Ingolstadt ist der Heimatort einiger, teilweise deutschlandweit bekannter Musikinterpreten und -bands. Hierzu zählen insbesondere die Hard-Rock-Band Bonfire und das Dance-Projekt Groove Coverage. Weitere bekannte Bands sind Slut, Hotwire, Blues Lick, The Scandal Rock Band, Vectom und Kevins Campfire.
Seit 1990 hat das Georgische Kammerorchester seinen Sitz in Ingolstadt als Exilorchester. Auch sind in der Stadt zahlreiche Chöre aktiv, beispielsweise die Ingolstädter Nachtigallen, der Jugendkammerchor Ingolstadt, der Kammerchor „incanto corale“, der Schanzer Kosaken-Chor und der Motettenchor Ingolstadt e. V.

### Bauwerke

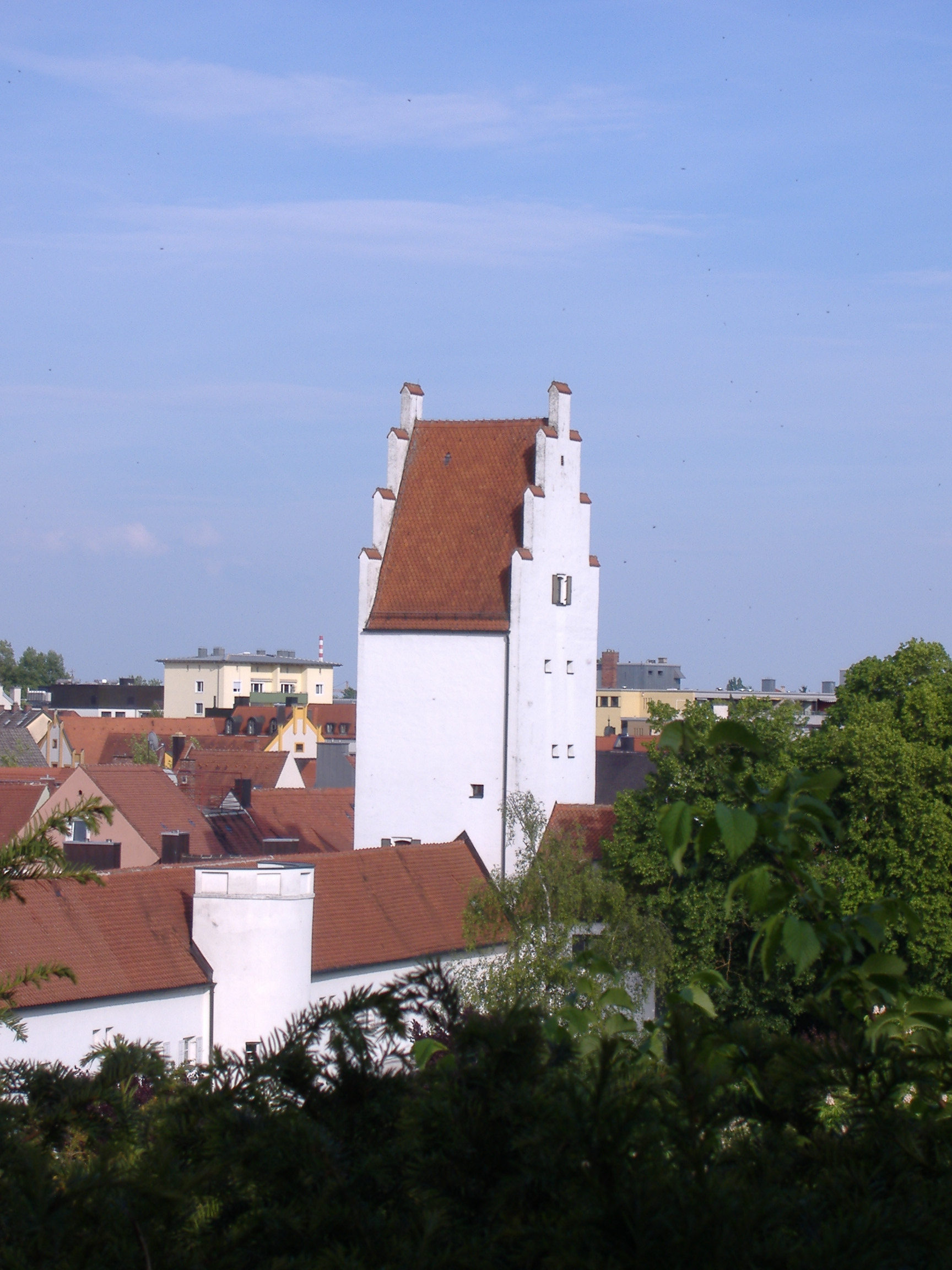
Taschenturm mit Stadtmauer

Ingolstadt zeichnet sich durch eine weitgehend erhaltene historische Altstadt mit Bauwerken aus allen Epochen der Stadtgeschichte aus. Nach Angaben des Bayerischen Landesamtes für Denkmalpflege gibt es in der Stadt 582 Baudenkmäler. Der Scherbelberg, ein historischer Trümmerberg aus den napoleonischen Kriegen, sowie der Pfeifturm, ein ehemaliger Wachturm der Stadt aus dem 14. Jahrhundert, gewähren einen Überblick über die Altstadt.

#### Mittelalter
Aus der Zeit der ersten Stadtumwallung und Stadtwerdung sind unmittelbar neben dem jüngeren Pfeifturm die Moritzkirche (auch Untere Pfarr) aus dem Jahr 1234, eine dreischiffige gotische Basilika, die auch noch romanische Bauteile aufweist, erhalten, sowie der Herzogskasten, das Alte Herzogsschloss. Ebenfalls aus dem 13. Jahrhundert stammen die frühesten Bestände der beiden Ingolstädter Klöster, des Gnadenthalklosters und des Franziskanerklosters mit der Franziskanerkirche. Von der zweiten Stadtumwallung aus dem 14. Jahrhundert sind weite Teile der Stadtmauer sowie das Kreuztor – eines der vier Haupttore – erhalten. Teil der Stadtmauer sind auch die beiden Nebentore Taschenturm und Münzbergtor aus dem Jahr 1390. Ebenfalls aus dem 14. Jahrhundert stammen das Spital von 1319 und die Spitalkirche Heilig Geist sowie das Alte Rathaus. Erstmals wurde dieses bereits im 16. Jahrhundert umgebaut, letztmals 1882.
Aus der Zeit des souveränen Herzogtums Bayern-Ingolstadt stammen das Neue Schloss und das Münster Zur Schönen Unserer Lieben Frau, die „Obere Pfarr“. Beide Bauwerke, die von Ludwig dem Gebarteten in Auftrag gegeben wurden, sind eindrucksvolle Beispiele der Spätgotik. Auf den Ingolstädter Herzog geht das 1429 gestiftete Pfründnerhaus zurück, die Hohe Schule, in der ab 1472 die Universität untergebracht war. Der Bau von St. Johann im Gnadenthal entstammt ebenfalls noch der späten Gotik, ebenso wie das Georgianum und die Sebastianskirche, aus der Zeit der Landshuter Herzöge.
Neben diesen repräsentativen Bauten finden sich in Ingolstadt viele sehenswerte Bürgerhäuser. Das älteste ist das Birnbaumhäusl aus der Zeit um 1470. Daneben das Haus des Theologen Johannes Eck und zahlreiche weitere Wohnhäuser von Ingolstädter Professoren.

#### Neuzeit

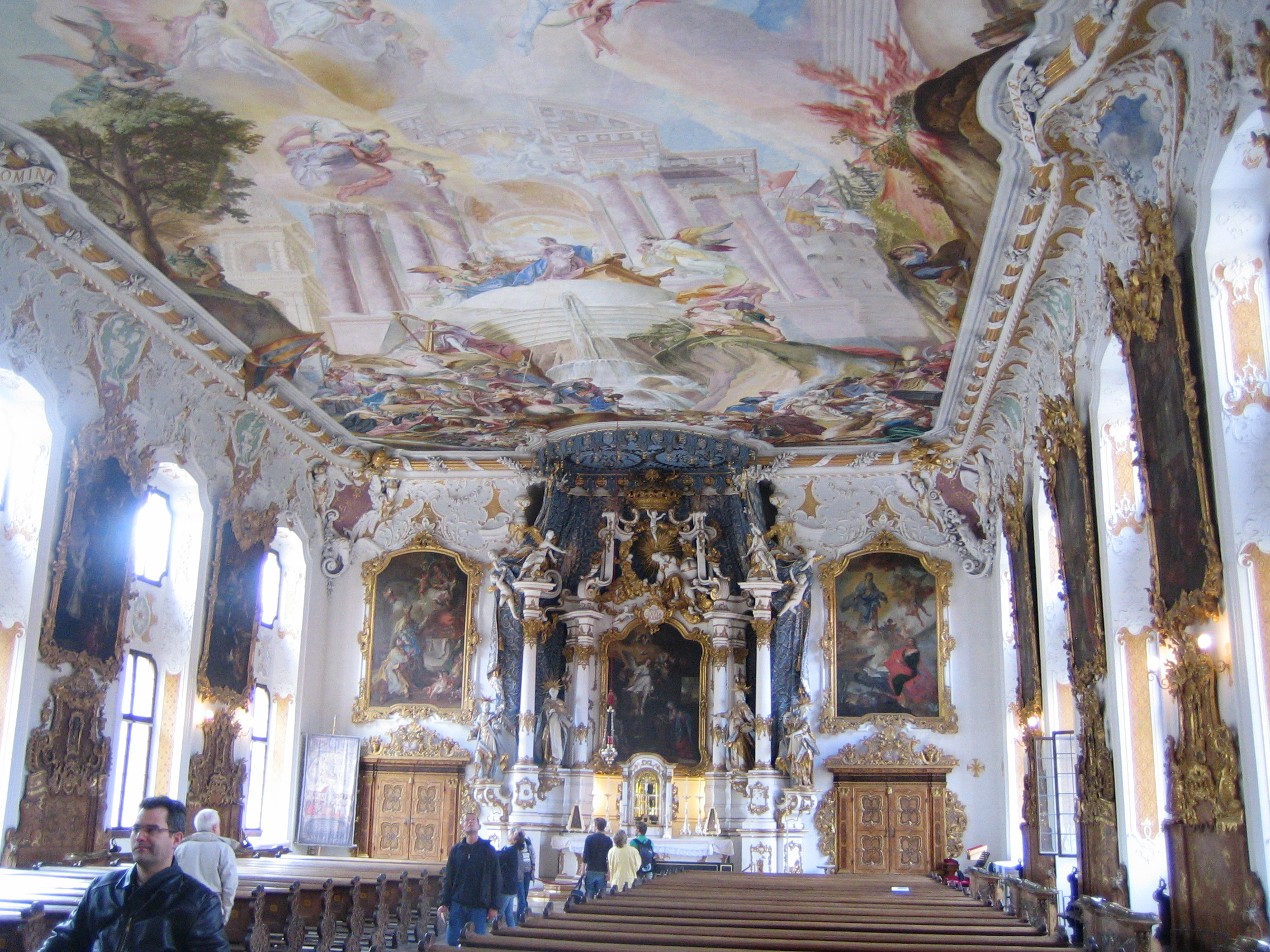
Das Innere der Asamkirche

Einige der gotischen Häuser wurden in späteren Zeiten umgebaut. Hervorzuheben sind auch das Tillyhaus, das Kaisheimer Haus, ursprünglich eine Renaissancebau, sowie das Ickstatthaus, das durch die höchste Fassade des Barock in Süddeutschlands besticht. In den Außenbezirken der heutigen Stadt wurde die Kirche Mariä Geburt in Pettenhofen sowie St. Salvator in Unsernherrn in barocker Zeit umgestaltet.

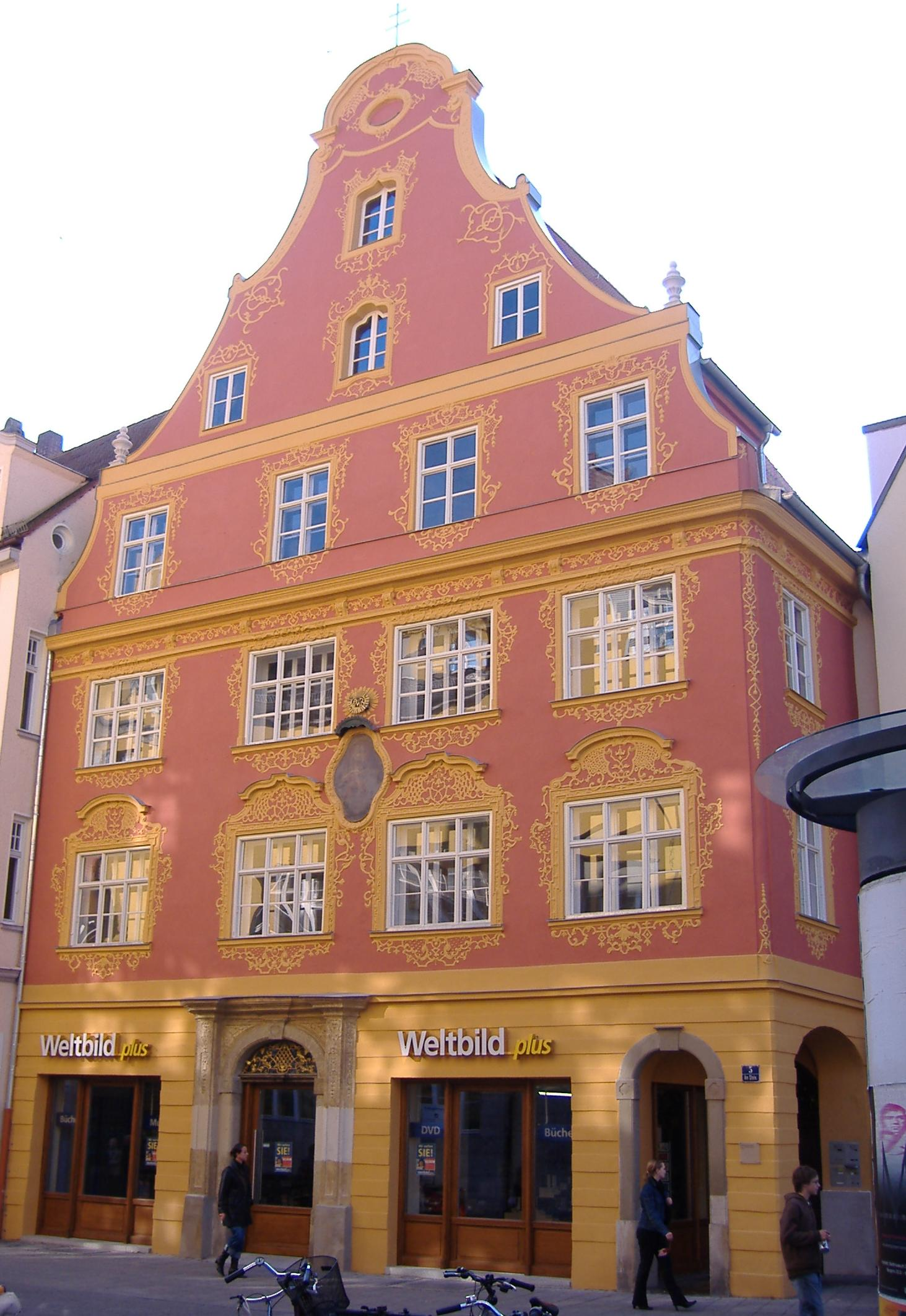
Die ehemalige Jesuitenbibliothek Ingolstadt

Ebenfalls aus der Zeit als Universitätsstadt stammt die Alte Anatomie, ein spätbarocker Prachtbau aus dem Jahr 1723 im Stil einer Orangerie, in dem die medizinische Fakultät der Universität untergebracht war. Um 1730 entstand die Jesuitenbibliothek. Die Kirche Maria de Victoria (Asamkirche) wurde zwischen 1732 und 1736 als Oratorium der marianischen Studentenkongregation erbaut und gilt mit ihrem monumentalen Deckenfresko und ihrer Ausstattung als Höhepunkt des Schaffens der Brüder Asam. Mit der Lepanto-Monstranz besitzt die Asamkirche eine der wertvollsten Monstranzen der Welt. Ein Opfer des Zweiten Weltkrieges wurde die Augustinerkirche aus der Rokokozeit, erbaut von Johann Michael Fischer. Das Amtsgebäude der bayerischen Landschaft entstand ab 1771.
Von der klassizistischen Festungsanlage des 19. Jahrhunderts sind ebenfalls große Teile erhalten. Hierzu zählen die Bauten am sogenannten Brückenkopf, dem Reduit Tilly und den Türmen Baur und Triva, an deren künstlerischer Ausgestaltung Leo von Klenze mitwirkte. Darüber hinaus sind vier Kavaliere, darunter Kavalier Hepp und Kavalier Zweibrücken sowie eine der Fronten sowie mehrere Batteriestellungen und Flankenbatterien erhalten. Von den großen Militärbauten aus späterer Zeit existieren unter anderen noch die Friedenskaserne und das Kriegsspital.
Sehenswert ist darüber hinaus die Dampflokomotive 98 507 (Bayerische D XI), die 1968 vor dem Hauptbahnhof als Denkmal aufgestellt wurde. Diese wurde 1903 von Krauss gebaut und ist die letzte Vertreterin von 147 Exemplaren der Baureihe „98.4–5“. 1960 wurde diese Lokalbahnlokomotive im Bahnbetriebswerk Nürnberg Rbf ausgemustert.
Die 1993 entstandene Wohnsiedlung Permoserstraße im Auftrag der Bayerischen Staatsregierung wurde von namhaften Vertreter der Moderne, teilweise unter Verwendung experimenteller Materialien, errichtet.
Das von Gunter Henn gestaltete Audi Forum ist neben dem IN-Tower ein Beispiel für moderne Architektur in Ingolstadt. Die Kocatepe-Moschee ist die größte Moschee Bayerns. Mit dem Theater Ingolstadt hat Ingolstadt zudem das jüngste Baudenkmal Bayerns. Der Nordfriedhof entstand 1979.

### Parks und Naturräume

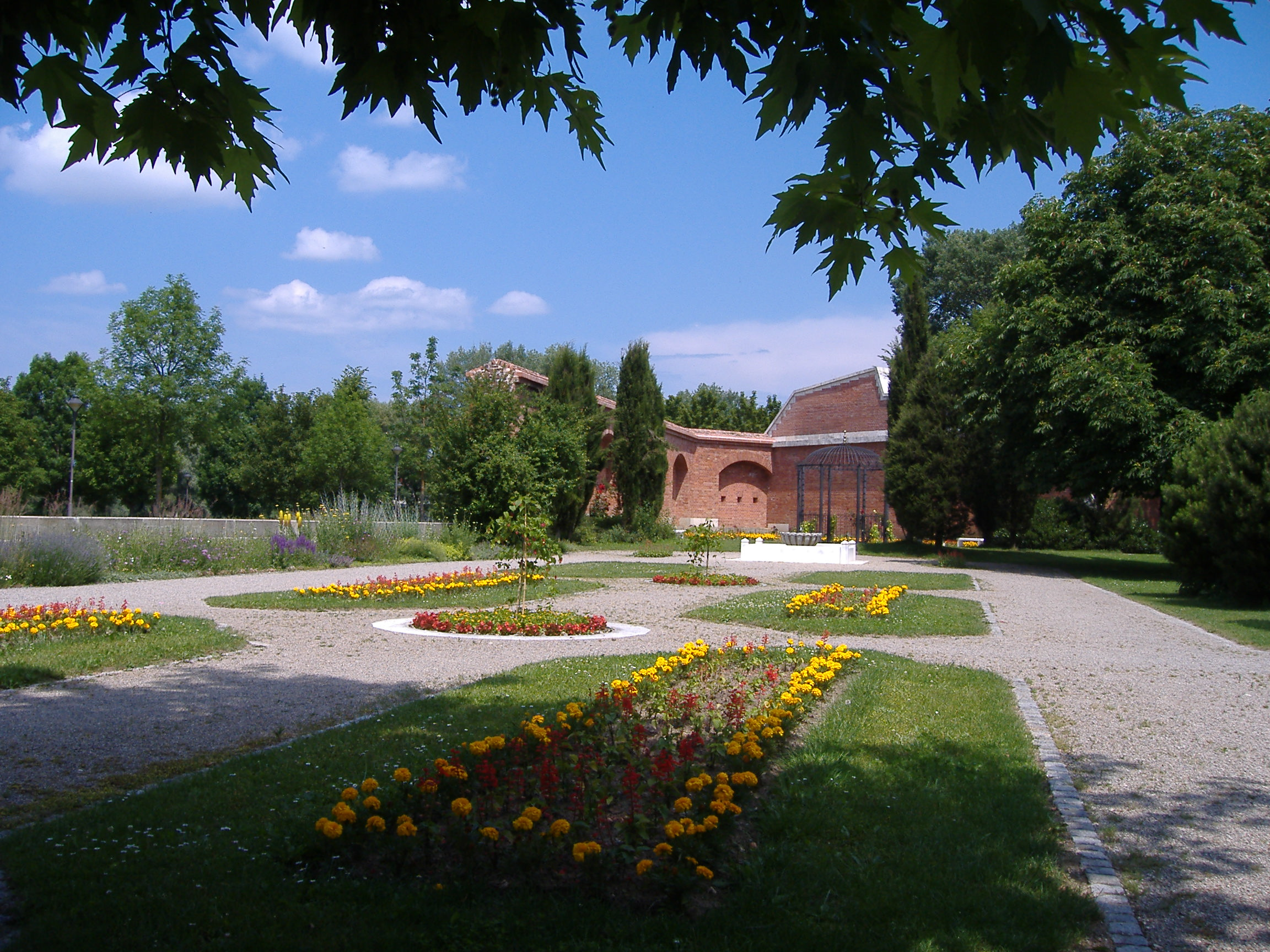
Im Klenzepark Ingolstadt

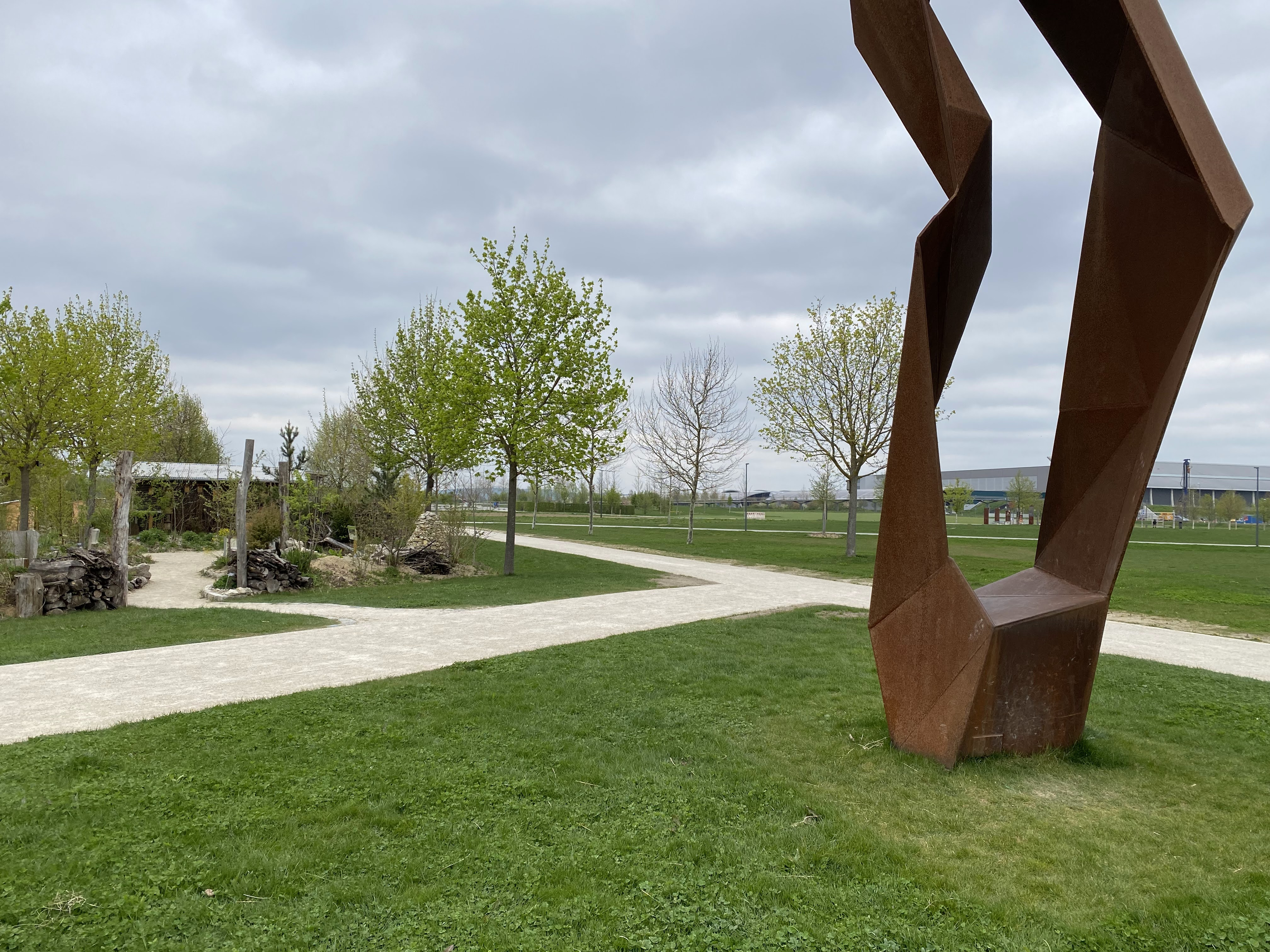
Der Piuspark

Ingolstadt ist eine grüne Stadt mit zahlreichen Parks, Grünanlagen und Wäldern. Am prägendsten ist das Glacis, das Vorfeld des ehemaligen Festungsgürtels rund um die eigentliche Innenstadt. Sie ist heute der innere Grüngürtel und damit grüne Lunge und Pufferfläche zwischen Autoverkehr und Wohnbebauung und Schulen. Durchzogen wird sie von weitläufigen Fuß- und Radwegen mit guter Sicht auf einige der ehemaligen Festungsbauten inklusive eines gut erhaltenen Stücks am Künettegraben. Auch der Klenzepark, das Gelände der Landesgartenschau von 1992 am ehemaligen Brückenkopf der klassizistischen Festung, ist Teil des Glacis. Der Übergang vom Park zum Wald wird im Luitpoldpark deutlich, der am Brückenkopf als Teil des Glacis beginnt und im Westteil zunehmend waldähnlichen Charakter annimmt. Der größte Park der Stadt ist seit 2022 der 23 Hektar große Piuspark im Nordwesten der Stadt, der auf dem Gelände der Landesgartenschau 2021 entstand.
Der äußere Grüngürtel verläuft im Bereich der ehemaligen Vorwerke der Festung. Zu ihm gehören unter anderem der Spielpark Fort Peyerl, der Fort-Haslang-Park und der Stadtteilpark Am Augraben.
Größter Wald in Ingolstadt ist der Auwald (Schüttel) am nördlichen und südlichen Donauufer. Es ist eines der größten durchgängig erhaltenen Auwaldstücke in Deutschland, größtenteils gelegen zwischen Neuburg und Ingolstadt mit Ausläufern bis ins Stadtgebiet und darüber hinaus. Der Auwald dient als Naturreservat mit in der Region zum Teil einzigartiger Vegetation und Tiervorkommen, zudem als grüne Lunge und (naturnahes) Naherholungsgebiet. Auch der Zucheringer Wald, das Naherholungsgebiet Am Auwaldsee sowie das Naherholungsgebiet Irgertsheim mit seinen zahlreichen Weihern und Seen sind Reste des Auwalds.
Der Westfriedhof ist ein weiterer Naturraum, der vielen Vögeln als Nist- und Futtermöglichkeit dient.

### Sport

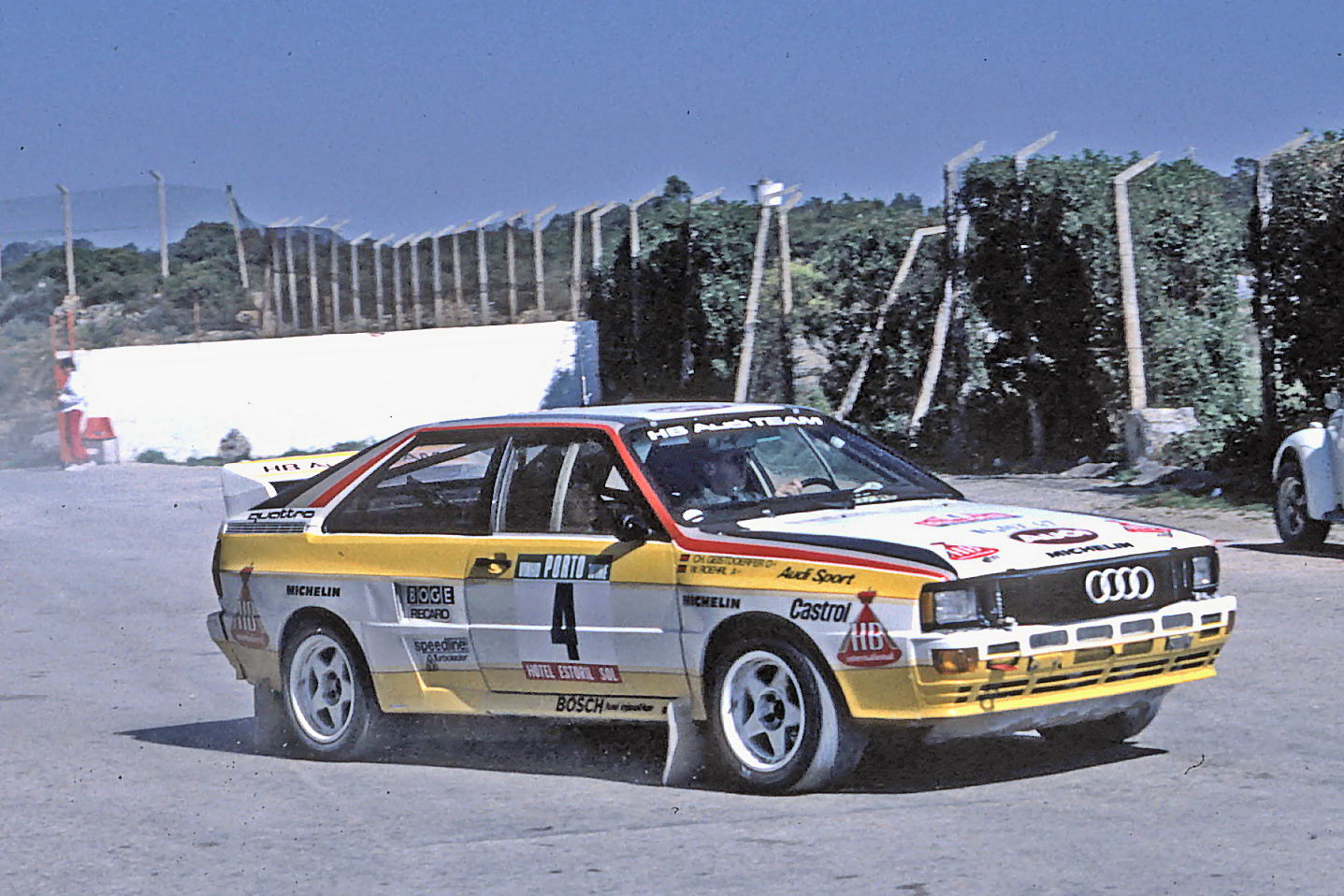
Audi quattro mit Walter Röhrl während der Rallye Portugal 1984

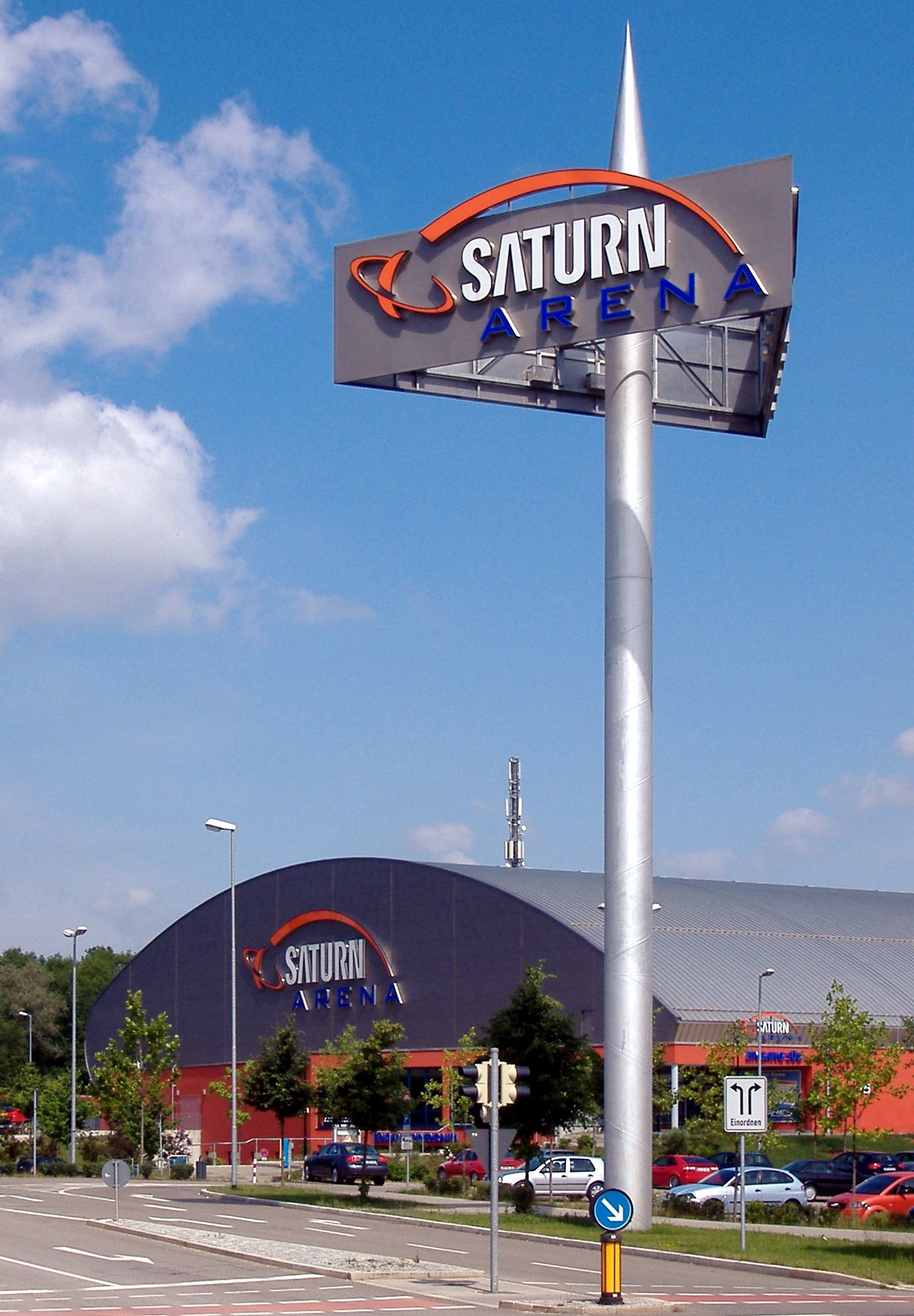
Die Saturn-Arena, Spielstätte des ERC Ingolstadt

Das Sportleben in der Stadt wird vor allem von den 83 eingetragenen Sportvereinen getragen. Größter Verein ist der MTV 1881 Ingolstadt mit über 3000 Mitgliedern in 16 Abteilungen. Insgesamt zählen die Ingolstädter Sportvereine etwa 41.000 Mitglieder. Ingolstadt ist besonders durch den Fußballsport und Eishockey bekannt.
Der 1964 gegründete ERC Ingolstadt spielt seit der Saison 2002/2003 in der DEL. Mit Ausnahme der Aufstiegssaison und des Spieljahres 2007/2008 hat die Mannschaft jedes Jahr die Play-offs erreicht, davon bereits sechsmal das Halbfinale und sogar dreimal das Finale der Play-offs. Die beste Vorrundenplatzierung erreichte der ERC in der Saison 2005/2006 mit Platz zwei. In der Saison 2013/2014 wurde der ERC Ingolstadt in seinem 50. Gründungsjahr Deutscher Meister. In der Saison 2022/2023 wurde der ERC Vizemeister.
Der Fußballverein FC Ingolstadt 04 entstand 2004 durch die Fusion der Fußballabteilungen der Sportvereine MTV Ingolstadt und ESV Ingolstadt. In der Saison 2007/08 stieg er von der damals dritthöchsten Spielklasse, der Regionalliga Süd, in die 2. Bundesliga auf. Nach der Saison 2008/2009 stieg der Verein jedoch als Vorletzter wieder ab. Ab der Saison 2010/11 spielte der FC Ingolstadt erneut in der 2. Liga. 2015/16 und 2016/17 spielte der FC Ingolstadt in der Bundesliga. 2019 und erneut 2022 stieg der Verein in die Dritte Liga ab.
Im Motorsport erzielten Werksteams und Fahrer von DKW bzw. Audi zahlreiche Erfolge. Nach Ende des Zweiten Weltkrieges traten zunächst einige ehemalige Werksfahrer privat auf DKW-Vorkriegsmaschinen an. So wurde Hermann Paul Müller 1947, 1948 und 1950 Deutscher Motorradmeister, wobei er den letzten Titel wieder als Werksfahrer errang. 1954 gewann DKW die Rallye-Europameisterschaft. Zu Beginn der 1980er dominierte der Audi Quattro die Rallye-Szene und holte 1982 und 1984 den Herstellerweltmeistertitel nach Ingolstadt. 1990 und 1991 gewann Audi die Deutsche Tourenwagen-Meisterschaft und 2004, 2007, 2011, 2014, 2016 sowie 2017 den Titel der Nachfolgeserie DTM.
2007 wurden mit den Ingolstadt Dukes ein American-Football-Team gegründet. Diese spielten nach dem Aufstieg 2016 bis 2019 in der GFL. Aktuell spielt man in der Regionalliga.
Das 1985 gegründete Baseball-Team Ingolstadt Schanzer spielte zwischenzeitlich erstklassig und tritt nun in der 2. Bundesliga an.
Das 1999 gegründete Rugby-Team Ingolstadt Baboons stieg 2009 mit den Ex-Nationalspielern Felix Martin und Miguel Burgaleta als Trainer in die Regionalliga auf.
Mit dem Team Panthers Lacrosse des TSV Ingolstadt Nord gibt es seit Ende 2008 eine Lacrosse-Mannschaft. Gegenwärtig wird die Mannschaft durch den langjährigen Nationalspieler Florian Klaus trainiert.
Seit einigen Jahren ist auch Floorball in Ingolstadt durch mehrere Vereine vertreten. Der bekannteste und bislang erfolgreichste ist der ESV Ingolstadt, der seit der Saison 2007/08 in der 2. Bundesliga spielt und dort auf Anhieb die Playoffs um den Aufstieg in die 1. Liga erreichte.
Wichtigster Schwimmverein Ingolstadts ist der SC Delphin, unter anderem der Heimatverein der derzeitigen Europarekordhalterin Janine Pietsch (50 Meter Rücken) und der deutschen Meisterin Raphaela Piehler (200 Meter Rücken). Die Wasserballmannschaft des SC Delphin Ingolstadt spielt in der Oberliga Bayern.
Der jährlich im Mai ausgetragene „Ingolstädter Halbmarathon“ ist mit mehr als 3.000 Startern die teilnehmerstärkste, regelmäßig stattfindende, Sportveranstaltung in Ingolstadt. Die 21,1 Kilometer lange Route führt vorwiegend durch die Altstadt und den Klenze- sowie den Luitpoldpark südlich der Donau. Seit 2010 findet am Baggersee neben dem Donau-Stausee jährlich der Ingolstadt Triathlon statt, mit 2.500 Teilnehmern und 15.000 Zuschauern der fünftgrößte Triathlon Deutschlands.
In Ingolstadt startet seit 1969 jährlich Ende Juni die Tour International Danubien (TID), die mit 2.080 km längste Kanu- und Ruderwanderfahrt der Welt.
Die im Jahr 2003 errichtete Saturn-Arena ist die größte Sporthalle in Ingolstadt. Sie ist Austragungsort der Heimspiele des ERC Ingolstadt und bietet 4816 Zuschauern Platz. Für Trainingszwecke wurde eine weitere Eissporthalle in direkter Nachbarschaft zur Saturn-Arena gebaut. Bis zum Abriss im Frühjahr 2014 war ferner das nicht mehr überdachte Eisstadion an der Jahnstraße, der sogenannte Pantherkäfig, vorhanden.
Das größte Fußballstadion in Ingolstadt ist der Audi-Sportpark, der am 24. Juli 2010 seiner Bestimmung übergeben wurde und etwa 15.000 Zuschauern Platz bietet. Der Audi-Sportpark löst somit das Tuja-Stadion (ehem. ESV) im Stadtteil Ringsee als Austragungsort der Heimspiele des FC Ingolstadt 04 ab. Im alten ESV-Stadion wurden während der Olympischen Sommerspiele 1972 mehrere Vorrundenspiele im Fußball ausgetragen. Das Stadion war darüber hinaus jahrelang Austragungsort des „Ingolstädter Leichtathletik Meetings“, das 2001 letztmals stattfand. Daneben existieren drei weitere Bezirkssportanlagen in den Stadtbezirken Südwest, Nordwest und Nordost. Für Hallensportarten stehen insgesamt sechs Dreifach- und vier Doppelsporthallen im Stadtgebiet zur Verfügung.
Der Poolbillardverein BSC Ingolstadt wurde 1995 und 1996 Deutscher Mannschaftsmeister.
2021 bewarb sich die Stadt als Host Town für die Gestaltung eines viertägigen Programms für eine internationale Delegation der Special Olympics World Summer Games 2023 in Berlin. 2022 wurde sie als Gastgeberin für Special Olympics San Marino ausgewählt. Damit wurde sie Teil des größten kommunalen Inklusionsprojekts in der Geschichte der Bundesrepublik mit mehr als 200 Host Towns.

### Veranstaltungsorte
Ingolstadt verfügt über eine Vielzahl verschiedener Veranstaltungsorte für unterschiedlichsten Zwecke. Größter Veranstaltungsraum ist die Saturn-Arena, eine Multifunktionshalle für Konzerte und kleinere Messen. Für größere Messen wurde das Messegelände Ost nördlich von Mailing errichtet. Für musikalische Veranstaltungen wird auch die Kleinkunstbühne Neue Welt, die neun und die Eventhalle Westpark als Austragungsort genutzt. Weitere Veranstaltungsorte für verschiedene Anlässe sind das Audi Forum und der Große Festsaal im Ingolstädter Stadttheater.

### Regelmäßige Veranstaltungen

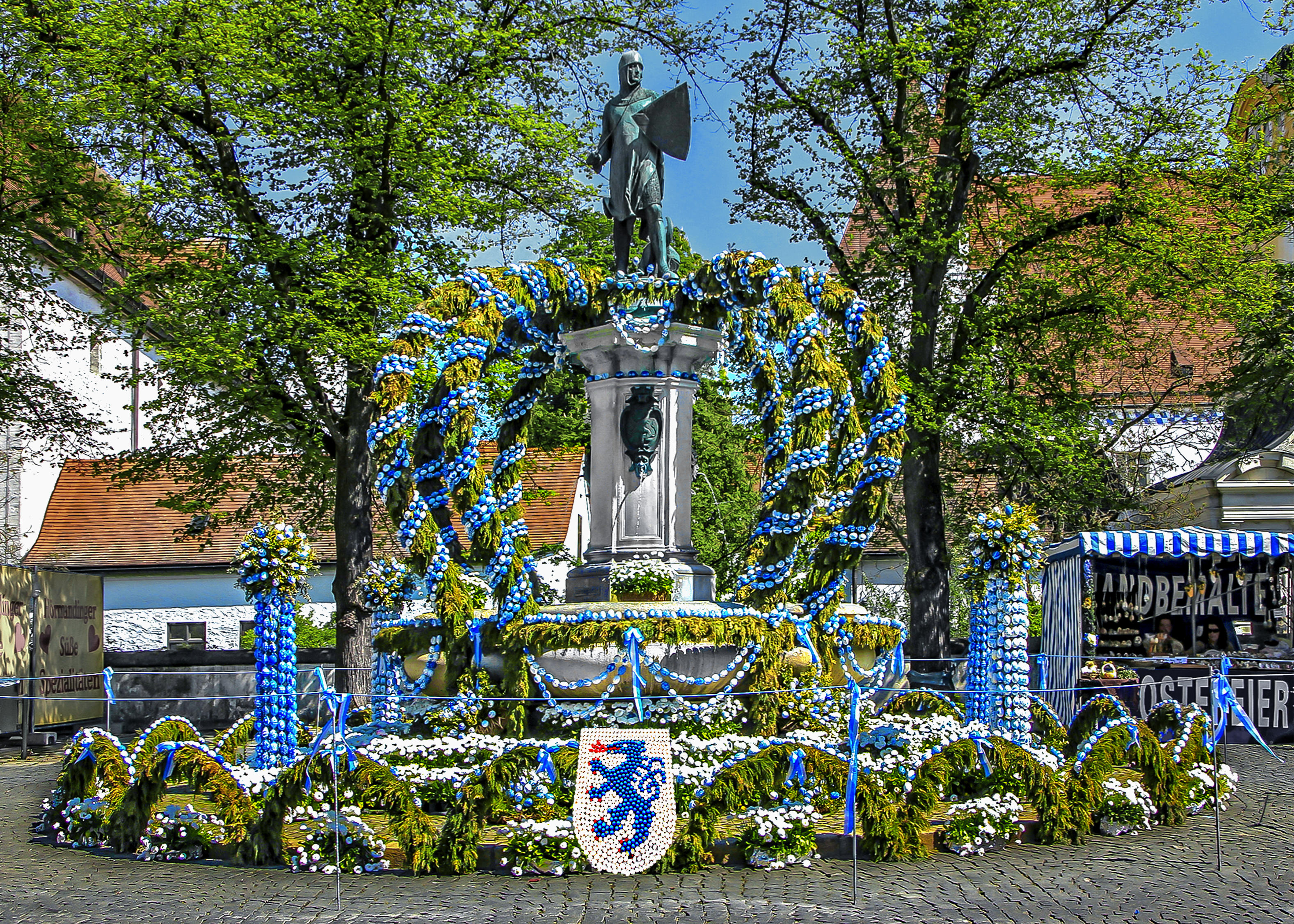
Der geschmückte Ludwigsbrunnen während des österlichen Brunnenfests

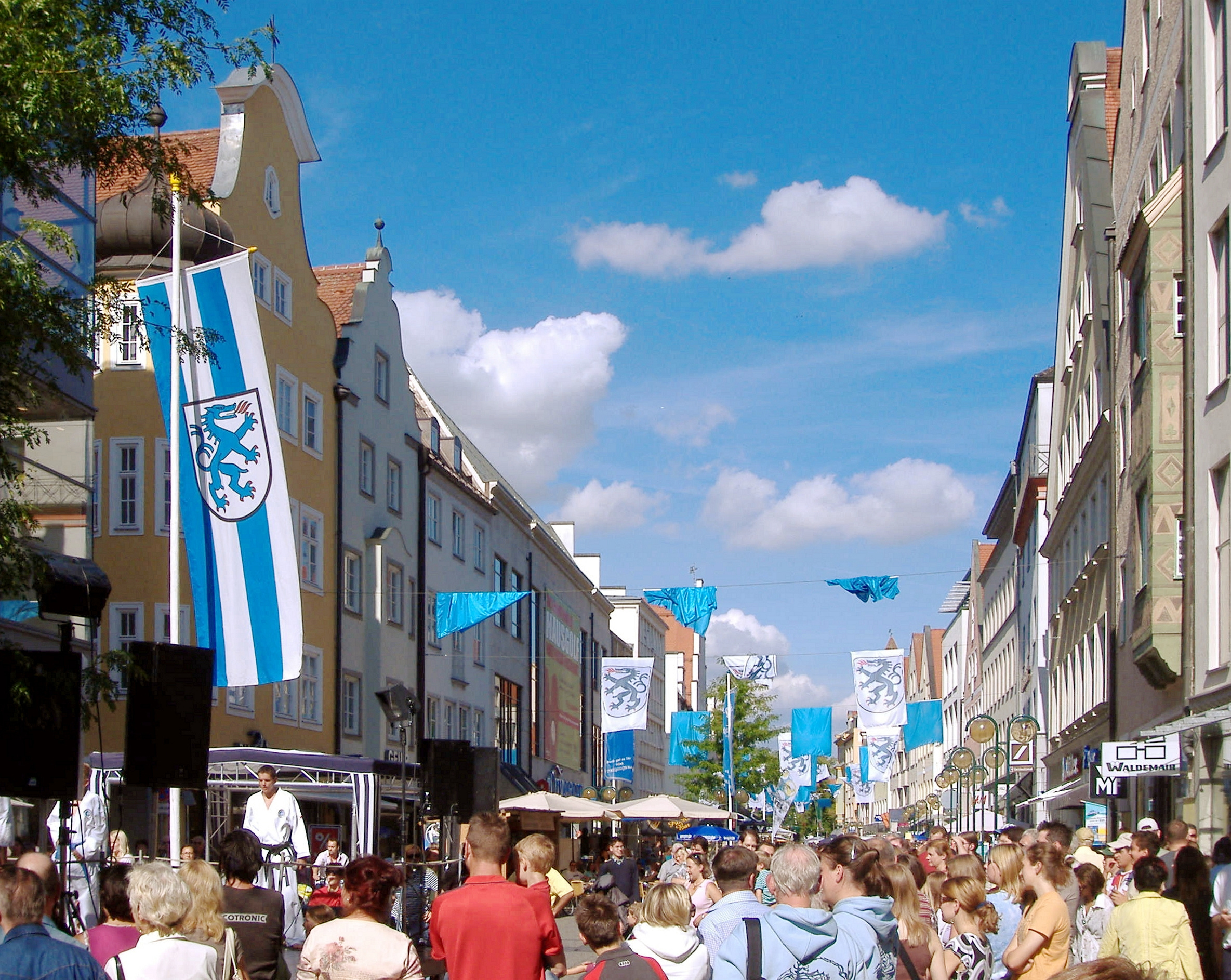
Die Ludwigstraße während des Bürgerfests 2007

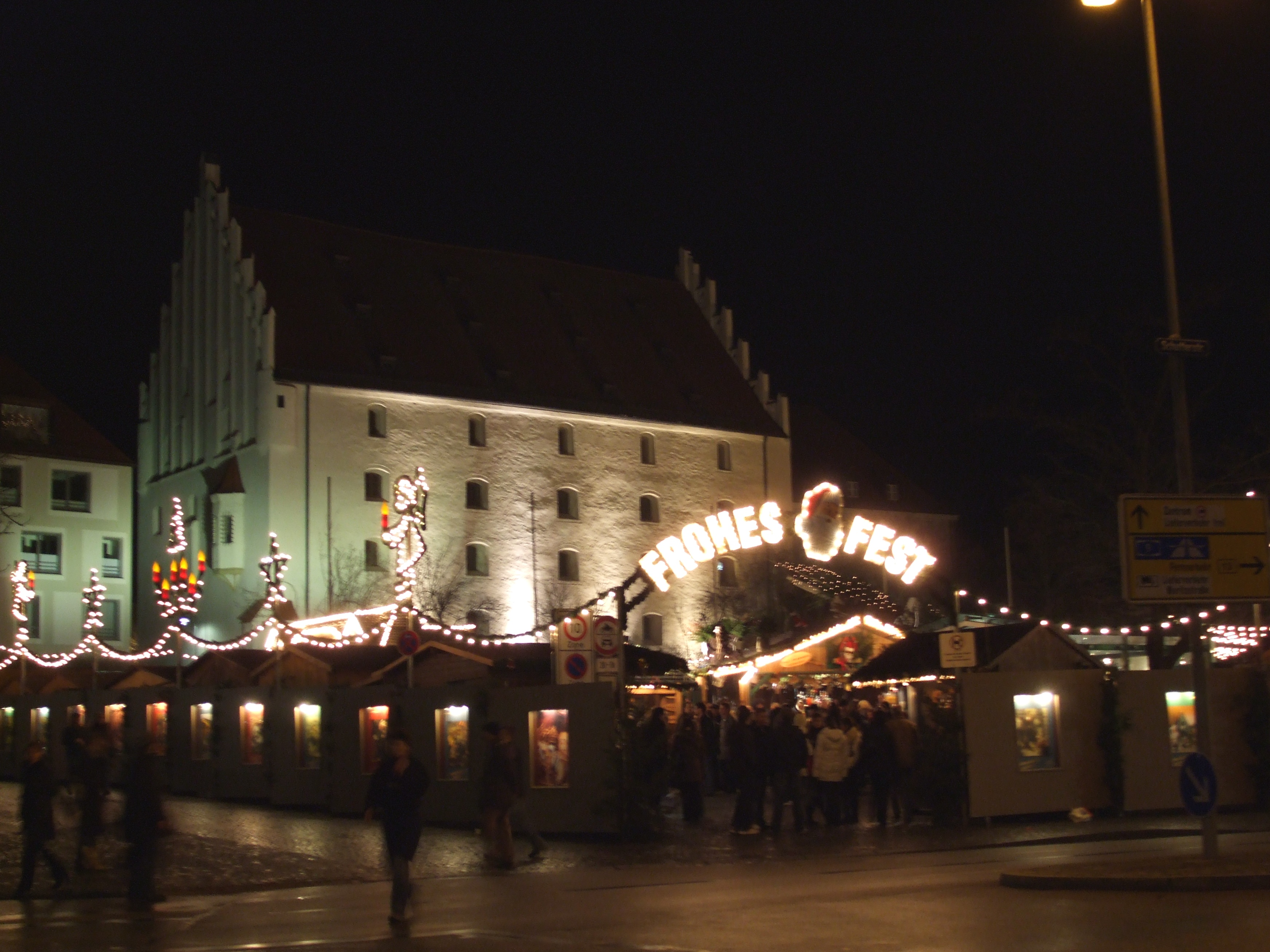
Der Christkindlmarkt in Ingolstadt vor dem Herzogskasten

Die ersten größeren kulturellen Veranstaltungen des Jahres in Ingolstadt sind die Ingolstädter Kabarett-Tage und die Ingolstädter Literaturtage. Im April folgt das Fest zum reinen Bier anlässlich der Verkündung des Reinheitsgebots für Bier in Ingolstadt im Jahr 1516.
Vor Ostern findet seit dem Jahr 2000 auf dem Paradeplatz vor dem Neuen Schloss das Brunnenfest statt. Im Zentrum steht der mit über 3000 Ostereiern, Thujen- und Buchszweigen geschmückte Brunnen mit dem Denkmal Kaiser Ludwigs des Bayern, um den sich etwa 30 Verkaufsstände gruppieren.
Die Anfänge des „Pfingstfestes“ gehen auf die Verleihung eines ewigen freien dreiwöchigen Markts durch Kaiser Ludwig den Bayern zurück, der alljährlich 14 Tage nach Pfingsten stattfinden soll. Seine heutige Form hat das Pfingstfest seit 1946. Seit 1972 wurde es vom alten Volksfestplatz vor dem Taschenturm auf den neuen, etwa 40.000 Quadratmeter großen Volksfestplatz verlegt. Das Volksfest dauert heute 10 Tage und verfügt über zwei Bierzelte und einen Warenmarkt.
Seit 1985 fand alljährlich am ersten Wochenende im Juli das große Bürgerfest statt. Im Jahr 2006 beschloss der Stadtrat, dieses nur noch jedes zweite Jahr, im Wechsel mit dem erstmals 2006 anlässlich des 1200-jährigen Stadtjubiläums veranstalteten Historischen Fest, abzuhalten. Seit 2008 heißt das Historische Fest nun Ingolstädter Herzogsfest.
Weitere Veranstaltungen im Sommer sind der Ingolstädter Kultursommer sowie das Kurzfilmfestival 20 min/max und das bereits im Juni stattfindende Carrara-Weinfest der Partnerstadt Carrara auf dem Paradeplatz.
Am letzten Wochenende im August findet im benachbarten Oberstimm (direkt hinter der Stadtgrenze, zu Manching gehörend) der Barthelmarkt statt, das größte und älteste Volksfest der Region.
Im September stehen zwei größere Feste auf dem Veranstaltungskalender. Diese sind die Septemberdult auf dem Paradeplatz sowie das „Herbstfest“, das zweite Ingolstädter Volksfest.
Am ersten September-Wochenende findet alle zwei Jahre das Open Flair Festival im Klenzepark statt. Es wird seit 1978 veranstaltet.
Der Spätherbst ist in Ingolstadt von zahlreichen kulturellen Veranstaltungen, wie den „Ingolstädter Jazztagen“ oder den „Der Oktober ist eine Frau Künstlerinnentage“ geprägt.
Im Dezember findet auf dem Platz zwischen Stadttheater und Herzogskasten der Ingolstädter Christkindlmarkt statt. Er wurde bereits im Jahr 1570 von Herzog Albrecht V. als „Jahrmarkt an Nicolai“ gewährt, womit er zu den ältesten Weihnachtsmärkten in Bayern gehört. Neben den über 50 Buden ist ein historisches Holzkarussell Bestandteil des Christkindlmarkts. Ehe er an seinen jetzigen Platz verlegt wurde, fand der Weihnachtsmarkt auf dem Rathausplatz statt.

### Bibliotheken
In Ingolstadt gibt es zahlreiche Bibliotheken und Büchereien. Hauptstelle der Stadtbücherei, der „Marie-Luise-Fleißer-Bücherei“ ist der Herzogskasten. Daneben existiert mit der Stadtteilbücherei Südwest eine Filiale und mit dem Bücherbus, der 39 Haltepunkte anfährt, wird das gesamte Stadtgebiet abgedeckt. Von der Stadt werden in ihren Bibliotheken 180.000 Medien angeboten.
Die Katholische Universität Eichstätt-Ingolstadt unterhält in Ingolstadt eine „Teilbibliothek der Wirtschaftswissenschaftlichen Fakultät“. Weitere wissenschaftliche Bibliotheken sind die Bibliothek der Technischen Hochschule und die „Wissenschaftliche Bibliothek des Stadtmuseums“. Darüber hinaus bietet die „Bayerische Armeebibliothek“ 130.000 Bücher an.
Überdies existieren diverse Schulbibliotheken, Pfarrbüchereien, aber auch die Patientenbibliothek im Klinikum Ingolstadt und die Werksbibliothek des Audi-Werkes.

### Die Stadt als literarische Kulisse

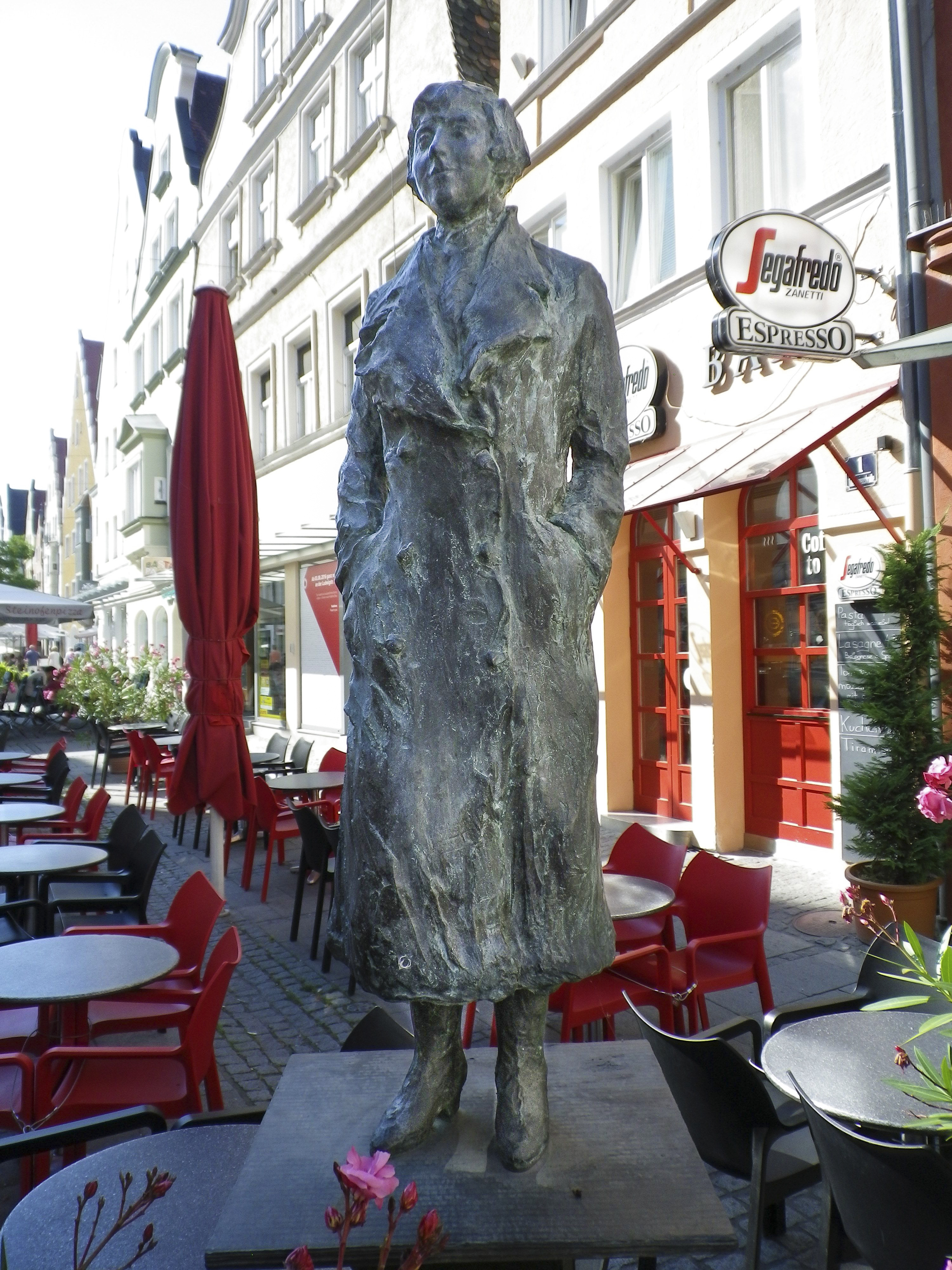
Statue von Marieluise Fleißer in der Theresienstraße

Der Nachhall der medizinischen Experimente an der Ingolstädter Universität war so groß, dass sie noch 18 Jahre nach ihrem Ende Mary Shelley zu ihrem Erstlingsroman Victor Frankenstein oder der moderne Prometheus inspirierten. Sie lässt darin ihren tragischen Helden im Ingolstadt des 18. Jahrhunderts studieren und forschen und hier seine legendäre Kreatur erschaffen. Noch heute erinnert eine nächtliche Gruselführung durch die Altstadt daran.
Die Heimatstadt Ingolstadt spielt im Werk Marieluise Fleißers eine zentrale Rolle. In Ingolstadt verbrachte sie über 60 ihrer 72 Lebensjahre, hier spielen ihre bekanntesten Stücke, ihr Roman und mehrere Erzählungen. Die Provinz mit ihren Menschen, die kleinbürgerliche Welt der Handwerker, Soldaten, Schüler und Dienstmädchen ist Thema und Nährboden für viele ihrer Stücke. Aus ihrer bayerischen Verwurzelung kommt die Kraft ihrer Sprache. Pioniere in Ingolstadt wurde von Rainer Werner Fassbinder für das ZDF verfilmt.
Robert Shea und Robert Anton Wilson ließen einige Teile der Handlung ihrer Romantrilogie Illuminatus!, die das Genre der belletristischen Verschwörungsliteratur begründete, in Ingolstadt stattfinden. Fiktiv ist allerdings der bei Ingolstadt gelegene Totenkopfsee, an dessen Ufer sich das Finale abspielt.

## Wirtschaft und Infrastruktur

### Wirtschaftliche Situation und Struktur
Die Stadt Ingolstadt gehört zu den wirtschaftlich am stärksten wachsenden Gebietskörperschaften Deutschlands. Dazu trägt neben der allgemein günstigen Lage in Bayern die gute Verkehrsanbindung bei. Diese starke Position wird der Stadt regelmäßig in verschiedenen voneinander unabhängigen Studien eingeräumt, so etwa im Zukunftsatlas 2016, wo sie Platz 3 belegte und damit zu den Orten mit „Top Zukunftschancen“ zählt. Dieser Rang wurde vom Zukunftsatlas 2019 bestätigt.
Im Jahre 2016 erbrachte Ingolstadt, innerhalb der Stadtgrenzen, ein Bruttoinlandsprodukt von 16,965 Milliarden € und belegte damit Platz 22 innerhalb der Rangliste der deutschen Städte nach Wirtschaftsleistung. Das BIP pro Kopf lag im selben Jahr bei 127.523 € (Bayern: 44.215 €, Deutschland 38.180 €). Ingolstadt weist damit unter allen kreisfreien Städten in Deutschland das zweithöchste Bruttoinlandsprodukt je Einwohner auf. In der Stadt gibt es 2016 ca. 125.000 erwerbstätige Personen.
Die Arbeitslosenquote hatte 1997 mit knapp über 8 % ihren Höchststand erreicht und sank seitdem auf 2,7 % im September 2010, womit sie den niedrigsten Wert einer deutschen Großstadt erreichte. Zudem hat Ingolstadt eine hohe Arbeitsplatzdichte, was durch das positive Pendlersaldo von 31.078 Pendlern dokumentiert wird.
Ingolstadt ist stark vom produzierenden Gewerbe geprägt, was sein hoher Anteil von 59,0 % (Stand 2004) an der Bruttowertschöpfung zeigt. Die Dienstleistungsbereiche kommen zusammen auf einen Wert von 40,8 %, während die Land- und Forstwirtschaft mit 0,2 % der kleinste Wirtschaftsbereich ist. Die Anzahl der Handwerksbetriebe ist mit 1.190 im Verhältnis zur Größe der Stadt relativ gering; ihre Umsätze liegen jedoch über dem bayerischen Durchschnitt.
Obwohl sich die Anzahl an Übernachtungen seit 1994 verdoppelte, liegt Ingolstadt im Vergleich zu anderen bayerischen Großstädten in der Bedeutung des Fremdenverkehrs zurück. 2006 wurden in Ingolstadt in 42 Beherbergungsbetrieben (inklusive Jugendherbergen) 2475 Gästebetten angeboten, die 295.674 Übernachtungen, davon 115.163 von ausländischen Gästen, aufzuweisen hatten. 2019 lagen die Gästeübernachtungen bei 558.567, davon 166.083 Auslandsgäste.

### Unternehmen

#### Automobilindustrie

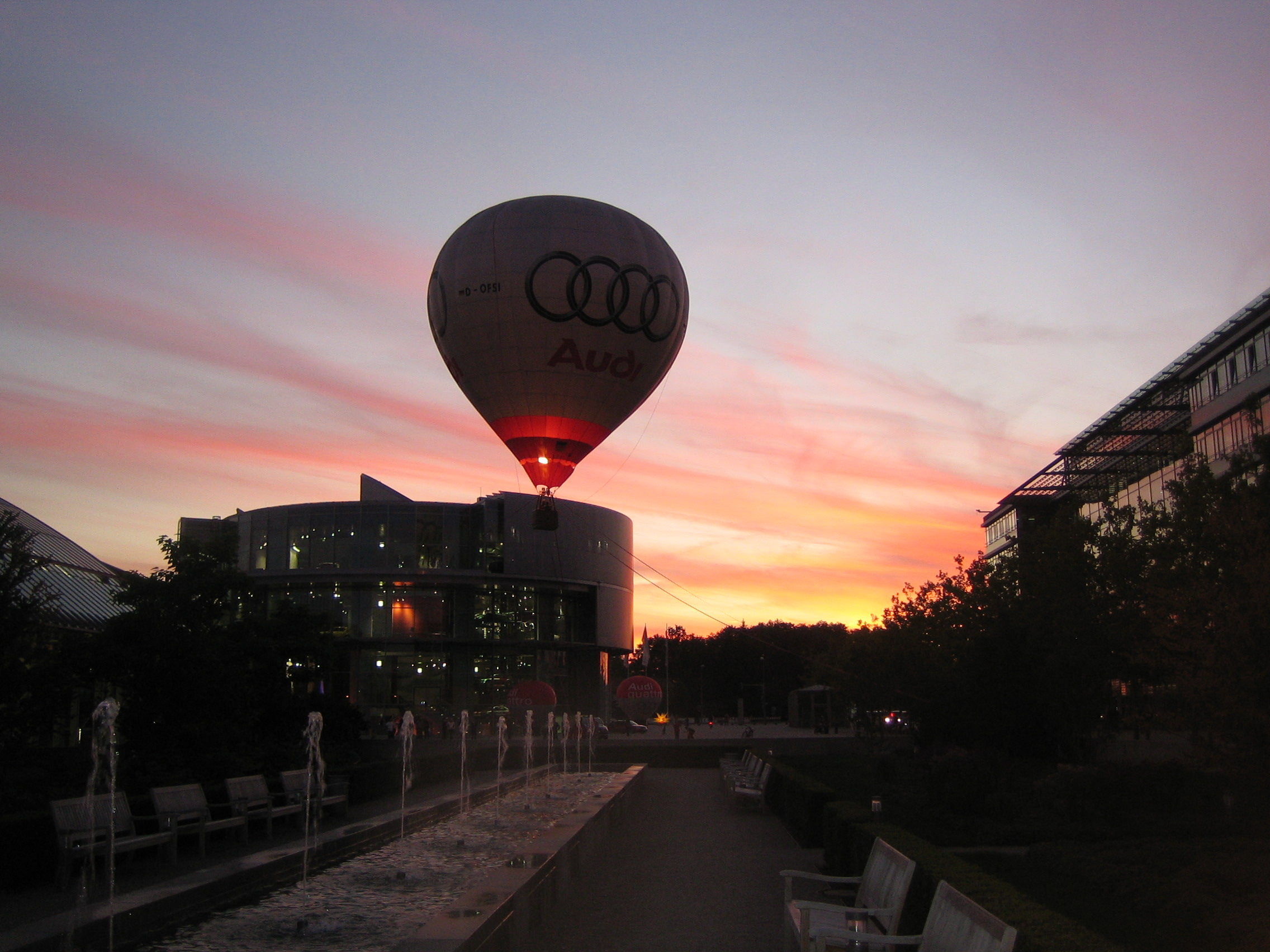
Das Audi Forum Ingolstadt

Ingolstadt, ein wichtiger Standort der deutschen Automobilindustrie, ist Unternehmenssitz und größter Produktionsstandort des Automobilherstellers Audi AG, eines Tochterunternehmens von Volkswagen. Audi war ursprünglich ein Kraftfahrzeughersteller, der 1909 im westsächsischen Zwickau gegründet wurde und seit 1932 zur Auto Union AG in Chemnitz gehörte. Die ehemals im sächsischen Staatsbesitz befindliche Aktiengesellschaft wurde in der Sowjetischen Besatzungszone durch die russische Besatzungsmacht demontiert und nach dem Willen der Siegermächte des Zweiten Weltkrieges entschädigungslos enteignet. Im August 1948 erfolgte die Löschung des Konzerns im Chemnitzer Handelsregister. Die in die damalige Trizone vertriebenen Konzernführungskräfte der Auto Union, allen voran Richard Bruhn und Carl Hahn, erreichten danach mit Krediten der bayerischen Staatsregierung und Marshallplan-Hilfen in Ingolstadt die Neugründung der Auto Union. Aus der Fusion der Auto Union GmbH mit der NSU Motorenwerke AG ging 1969 die Audi NSU Auto Union AG Neckarsulm hervor. 1985 kam der Firmensitz verbunden mit der Umbenennung in Audi AG nach Ingolstadt. Audi beschäftigt (Stand 1. Januar 2008) in Ingolstadt 31.337 Mitarbeiter, davon 19.995 Arbeiter, 9.903 Angestellte und 1.439 Auszubildende aus 72 Ländern der Erde.
Infolge dieser Firmenansiedlung haben sich hier zahlreiche Zulieferunternehmen, wie EDAG, Samvardhana Motherson Peguform, Semcon, Dräxlmaier oder Continental Automotive Systems (zuvor TEMIC, ehemals Telefunken und AEG) mit einem Standort zur Entwicklung und Produktion von Automobilelektronik, niedergelassen. Ein Großteil dieser Betriebe hat seinen Sitz im Güterverkehrszentrum Ingolstadt (GVZ-I) im Nordwesten Ingolstadts. Audi hat zusammen mit den Zulieferbetrieben große wirtschaftliche Bedeutung für die Stadt und die Region.

#### Ölindustrie

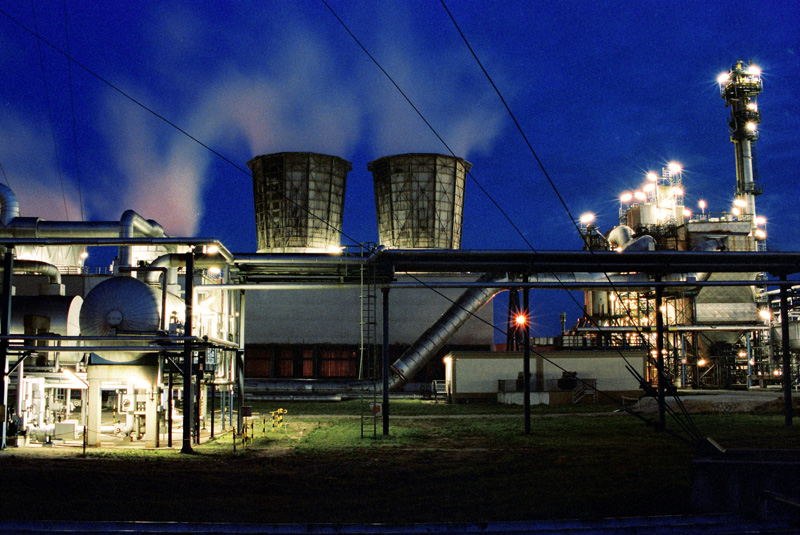
Die Gunvorraffinerie (ehemals Petroplus, Esso) in Ingolstadt

Ingolstadt und seine Umgebung sind überdies ein wichtiges Zentrum der Erdölindustrie, das neben Burghausen das zweite und größte in Bayern ist. In den 1960er Jahren setzte sich der damalige bayerische Wirtschaftsminister Otto Schedl für Bayern als Zentrum der Ölverarbeitung ein. In Ingolstadt und unmittelbarer Nähe wurden in der Folge drei Raffinerien errichtet, zwei weitere im benachbarten Vohburg an der Donau und Neustadt an der Donau. Alle Anlagen wurden und werden ausschließlich von den Pipelines CEL (stillgelegt) und TAL (Umschlagplatz bei Lenting) mit Rohmaterial versorgt.
Die Entwicklung der ölverarbeitenden Industrie, die unter anderem zu Überkapazitäten in Europa geführt hat, wirkt sich auch auf den Raffineriestandort Ingolstadt aus. Nach den Stilllegungen der Raffinerien von Shell (1982) und Bayernoil (2008) ist nur noch eine Anlage im Nordosten der Stadt verblieben. Diese war in Besitz von Esso, bis sie im Jahr 2007 durch die Schweizer Mineralölgesellschaft Petroplus erworben wurde. Nachdem die Betreibergesellschaft im Januar 2012 Insolvenz anmelden musste, wurde die Raffinerie im Mai 2012 vom Rohstoffhändler Gunvor übernommen. Die ehemalige Shell-Raffinerie auf dem Gebiet der Ingolstädter Nachbargemeinden Kösching und Großmehring ist mittlerweile in das Gewerbegebiet Interpark umgewandelt. Der Betriebsteil Ingolstadt der Bayernoil wurde 2008 stillgelegt. Im Gegenzug wurden die Standorte Vohburg und Neustadt östlich von Ingolstadt ausgebaut. Auf dem freiwerdenden Gelände im Südosten Ingolstadts wurde 2010 der Audi-Sportpark (Fußballstadion des FC Ingolstadt 04) eröffnet. Für die restliche Fläche wurde 2011 ein städtebaulicher Wettbewerb (Europan) durchgeführt. Dessen Siegerentwurf sieht neben einer Erweiterung des Sportparks die Schaffung von Gewerbeflächen, Bildungseinrichtungen und Wohnraum vor.

#### Weitere Branchen
Die Airbus Group ist in der Nachbargemeinde Manching mit der Tochter Airbus Defence and Space und mehreren Tausend Mitarbeitern stark vertreten. Hier wird unter anderem der Eurofighter gebaut, getestet und erweitert.
Von Bedeutung für Ingolstadt ist die Bekleidungsindustrie, die mit den Firmen Rosner und Bäumler vertreten war.
In Ingolstadt befindet sich außerdem der Hauptsitz der Metro-Tochtergesellschaft Media-Saturn-Holding als Obergesellschaft der Media-Markt- und Saturn-Elektronik-Handelshäuser. Im Mai 2010 wurde der europäische Hauptsitz der Kaspersky Labs GmbH, einer Tochter der Russischen Kaspersky ZAO, eröffnet. Auch Schubert & Salzer hat seinen Hauptsitz in Ingolstadt. Von der allgemeinen Kaufhauskrise ist die Stadt dennoch betroffen.
In Ingolstadt, der „Stadt des Bayerischen Reinheitsgebots“, haben überdies sieben Bierbrauereien – Nordbräu, Herrnbräu, Westparkbräu 1516, Yankee & Kraut, Danielbräu, Schwalbenbräu und Griesmüllers Altstadtbrauerei – ihren Standort. Die Brauerei Ingobräu hat ihren Betrieb 2007 eingestellt.
Das Klinikum Ingolstadt ist das viertgrößte Krankenhaus in Bayern und mit über 3000 Mitarbeitern der zweitgrößte lokale Arbeitgeber.

### Verkehr

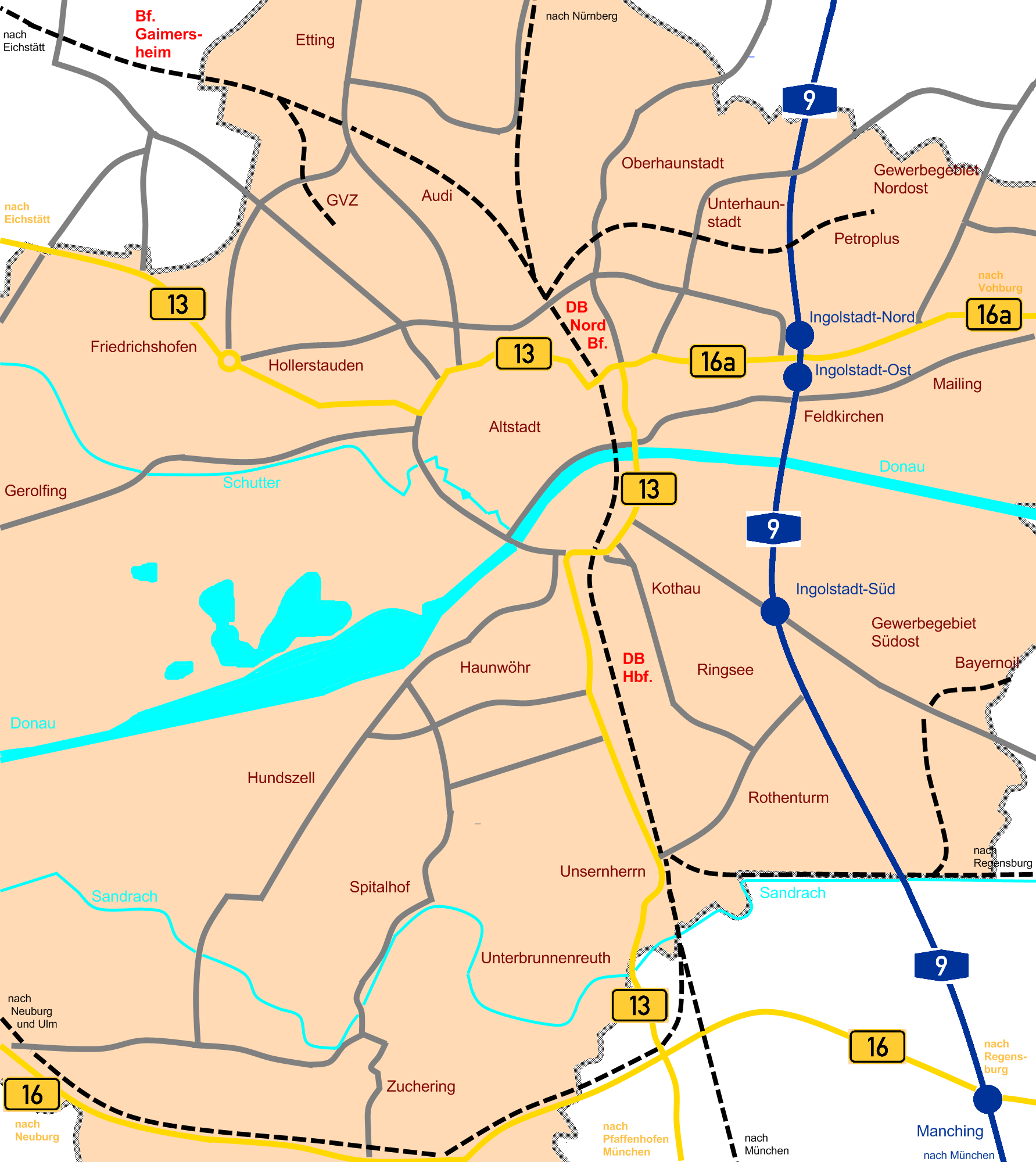
Übersicht zur Verkehrsinfrastruktur

Ingolstadt ist ein wichtiger Verkehrsknotenpunkt in Bayern und hatte durch seine Donau-Furt über Jahrhunderte hinweg eine wichtige strategische Bedeutung.

#### Straßenverkehr

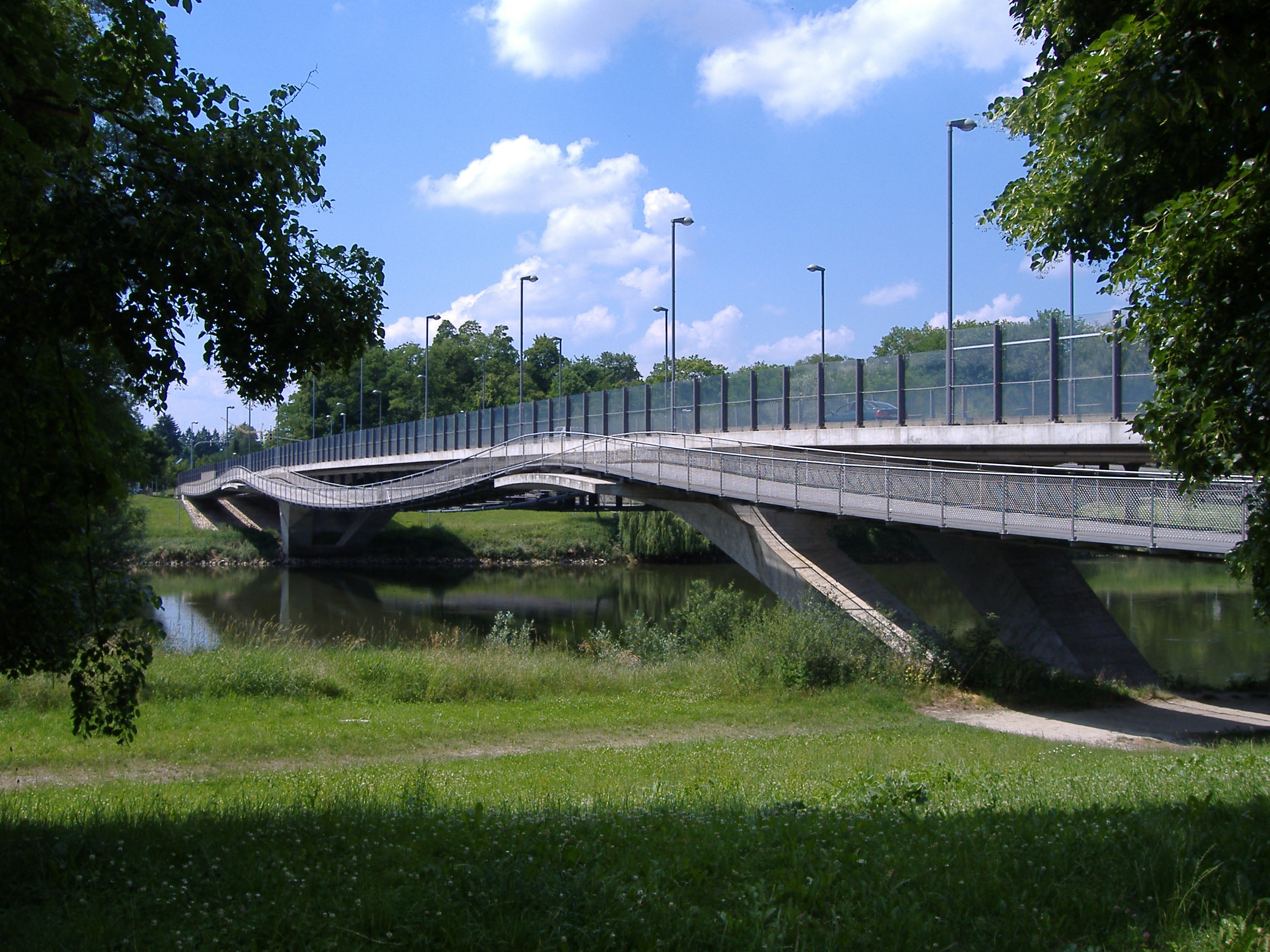
Die 1998 erbaute Glacisbrücke

Die bedeutsamste Straßenanbindung von Ingolstadt ist die sechsspurig ausgebaute Bundesautobahn 9 (A 9). Die Stadt ist an diese durch die Anschlussstellen Ingolstadt Süd (frühere Bezeichnung „Auwaldsee“) und Ingolstadt Nord/Ost (frühere Beschilderung „Autobahnkreuz IN-Nord“) angeschlossen. Darüber hinaus verlaufen mehrere Bundesstraßen durch das Stadtgebiet von Ingolstadt. Die B 16a, die Ingolstadt mit Vohburg verbindet, kreuzt die A 9 im Bereich der Autobahnanschlussstelle Ingolstadt Nord/Ingolstadt Ost (frühere Beschilderung: Kreuz Ingolstadt-Nord) und endet in Ingolstadt. Im Stadtgebiet ist diese durchgehend vierspurig ausgebaut. Ebenso wie die B 16a, durchquert die B 16 die Stadt in Ost-West-Richtung. Sie ist eine wichtige Verbindungsstraße nach Donauwörth und Regensburg. Von Norden nach Süden verläuft die vorwiegend im Stadtgebiet vierspurig ausgebaute B 13, die Ingolstadt nach Norden mit Eichstätt, beziehungsweise nach Süden mit Pfaffenhofen und München verbindet. Weiter südlich von Ingolstadt verläuft die B 300 Augsburg-Ingolstadt, die eine wichtige Verbindungsachse zwischen den beiden Oberzentren Augsburg und Ingolstadt darstellt. Verkehrstechnisch von Bedeutung sind darüber hinaus die vier für den Straßenverkehr bestimmten Brücken über die Donau (siehe auch: Liste von Brücken in Ingolstadt). Dies sind neben der Autobahnbrücke die Schillerbrücke, die Konrad-Adenauer-Brücke und die Glacisbrücke (Aufzählung von Ost nach West).
Die Autodichte der Stadt liegt bei 707 PKW auf 1000 Einwohner (der bundesweite Durchschnitt liegt bei 692 PKW auf 1000 Einwohner). Der hohe Wert erklärt sich nicht zuletzt dadurch, dass viele Werksangehörige von Audi, die in den umliegenden Landkreisen wohnen, Leasingwagen von Audi fahren, die in Ingolstadt zugelassen sind. Am 1. Januar 2019 waren 98760 PKW zugelassen, was einer Zunahme von 3200 gegenüber dem Vorjahr entspricht. Davon rund 60 Prozent mit Benzin- und 37 Prozent mit Dieselmotor. Die restlichen 5 Prozente fielen auf Gas- sowie Elektromotoren und Hybridantriebe. Die Autodichte hat auf 707 pro 1000 Einwohner leicht abgenommen, hingegen haben die PKWs im Vergleich mit 2008 um rund 21000 zugenommen.

#### Schienenverkehr

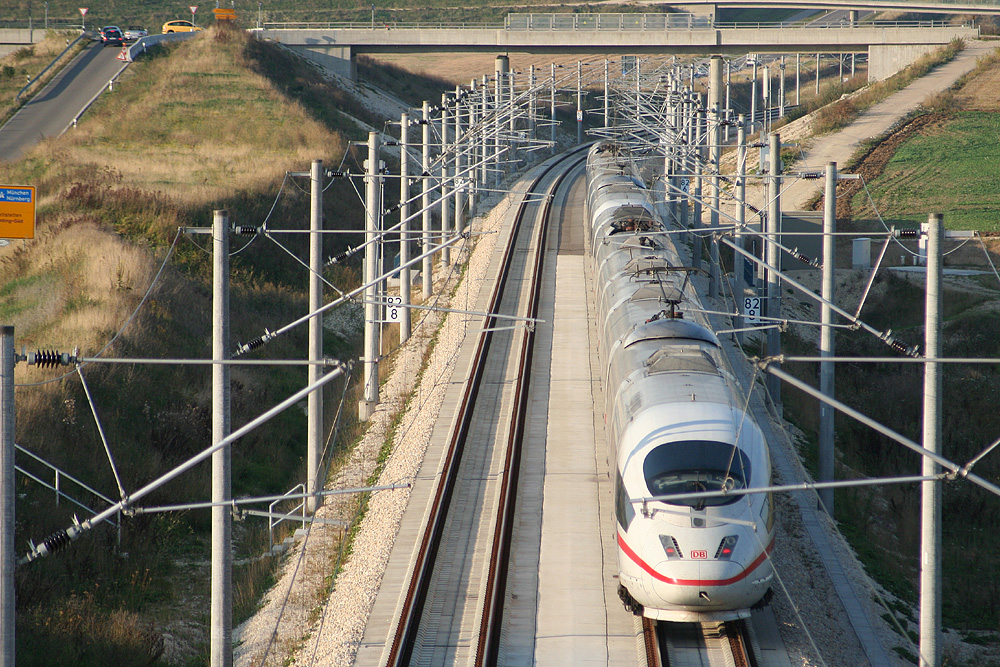
Ein ICE 3 auf der Schnellfahrstrecke Nürnberg–Ingolstadt kurz vor Ingolstadt

An das Bahnnetz ist Ingolstadt mit dem Hauptbahnhof Ingolstadt und dem Bahnhof Ingolstadt Nord für den Personenverkehr sowie mit drei Rangierbahnhöfen für den Güterverkehr angeschlossen.
Am 21. Juli 2016 unterzeichneten Vertreter des Freistaats Bayern, der Deutschen Bahn, der Stadt Ingolstadt sowie der Audi AG den Finanzierungsvertrag für den Haltepunkt Ingolstadt Audi. Dieser ging zum Fahrplanwechsel im Dezember 2019 in Betrieb. Auch Nicht-Audi-Mitarbeiter können diesen Bahnhof nutzen, etwa zur Landesgartenschau 2020.
Im Fernverkehr wird Ingolstadt über die Schnellfahrstrecke Nürnberg–Ingolstadt zweistündlich von ICE-Zügen der Relation München–Nürnberg–Berlin–Hamburg und München–Nürnberg–Kassel–Hannover–Hamburg/Bremen angefahren. Im Abschnitt Nürnberg–Ingolstadt–München überlagern sich diese zu einem Stundentakt. Zusätzlich halten in der Hauptverkehrszeit ICE-Züge der Linie München–Nürnberg–Frankfurt/M.–Köln(–Dortmund), die zusammen mit den anderen ICE-Zügen in den Morgen- und Abendstunden einen Halbstundentakt bilden.
Im Regionalverkehr verkehren an Werktagen stündlich Regionalbahnen nach München, Treuchtlingen, Donauwörth/Ulm, Regensburg und Augsburg. Darüber hinaus verkehren stündlich Züge des München-Nürnberg-Express sowie in der Hauptverkehrszeit zusätzliche Züge zwischen München und Ingolstadt. Durch Regionalbahn und München-Nürnberg-Express ergibt sich auf der Bahnstrecke Ingolstadt-München ein Halbstundentakt, wie auch in die Nachbargemeinden Pfaffenhofen an der Ilm und Rohrbach.

#### Nahverkehr

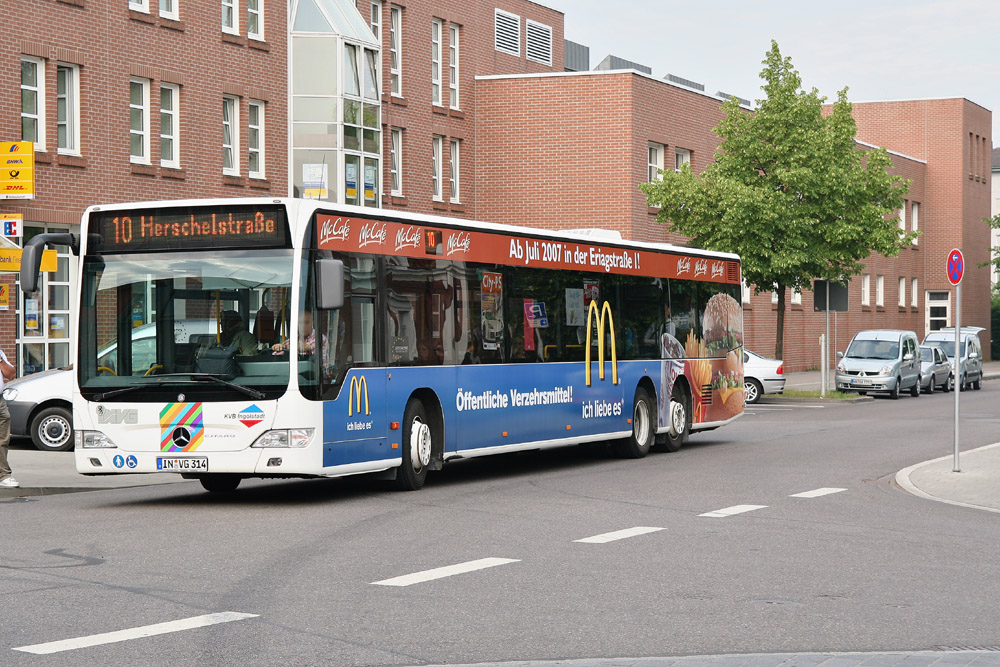
Bus der Stadtbus Ingolstadt GmbH am Hauptbahnhof Ingolstadt

Der öffentliche Personennahverkehr in Ingolstadt geht auf die Errichtung einer Pferdebahn zurück, die 1878 zwischen dem Hauptbahnhof und der Altstadt betrieben wurde. Diese Straßenbahn Ingolstadt wurde ab März 1921 durch Omnibusse ersetzt, wobei Pläne für die Errichtung eines Straßenbahnnetzes erst in den 1960er Jahren verworfen wurden. Seit 1988 wird der öffentliche Personennahverkehr durch die Ingolstädter Verkehrsgesellschaft (INVG) durchgeführt, die 56 Buslinien mit einer Gesamtstreckenlänge von 791 km über das städtische Busunternehmen Stadtbus Ingolstadt GmbH und weitere Subunternehmer betreibt.
Zum 1. September 2018 gründen die Landkreise Landkreis Eichstätt, Landkreis Neuburg-Schrobenhausen, Landkreis Pfaffenhofen an der Ilm und die Stadt Ingolstadt den Zweckverband Verkehrsverbund Großraum Ingolstadt (VGI). Im Gebiet des VGI gilt ein einheitlicher Tarif.

#### Flugverkehr
Der ursprünglich nur militärisch genutzte Flugplatz Ingolstadt-Manching befindet sich acht Kilometer von der Stadtgrenze entfernt an der Bundesstraße 16. Dieser wird seit einigen Jahren vor allem von den ortsansässigen Unternehmen Audi und Airbus Defence and Space auch zivil genutzt sowie von der Fluggesellschaft Private Wings bedient, seit dem Sommerflugplan 2019 auch für regelmäßige Linienflüge. Nahegelegene Flughäfen für den internationalen Linienverkehr sind der 70 Kilometer entfernte Flughafen München bei Erding und der Flughafen Nürnberg.
Etwa fünf Kilometer nördlich des Zentrums, im Stadtteil Etting, liegt das Segelfluggelände Ingolstadt-Etting.

#### Schifffahrt
Über viele Jahrhunderte war die Donau für Ingolstadt ein zentraler Verkehrsweg. Mit der Eröffnung der Bahnstrecken Regensburg–Ingolstadt und Ingolstadt–Neuoffingen entlang der Donau sank jedoch die Bedeutung der Schifffahrt für die Stadt und führte 1874 zur gänzlichen Einstellung der Donaudampfschifffahrt in Ingolstadt. Dennoch gab es bis in die 1950er Jahre noch Ausflugsschiffe, die in Ingolstadt in unregelmäßigen Abständen anlegten. Die einstige Hafenanlage lag im Bereich des Stadttheaters. Während des Zweiten Weltkriegs wurden zahlreiche Kriegsschiffe, darunter sechs U-Boote Typ II, per Schwertransport über die Autobahn nach Ingolstadt transportiert, im Bereich der heutigen Schillerbrücke zu Wasser gelassen und ins Schwarze Meer überführt. Heute ist die Donau bei Ingolstadt eine Landeswasserstraße und mit motorisierten Fahrzeugen nur mit Sondergenehmigung zu befahren.
Ingolstadt ist Ausgangspunkt der Bootsfernwanderfahrt TID (siehe Abschnitt Sport).

#### Fernradweg
Ingolstadt liegt am Donauradweg, der von der Donauquelle über Passau, Wien und Budapest bis zur Mündung in das Schwarze Meer führt sowie am teils parallel verlaufenden europäischen Fernradweg Flüsseroute EuroVelo 6, die vom Atlantik bis zum Schwarzen Meer entlang von sechs Flüssen verläuft.

### Medien

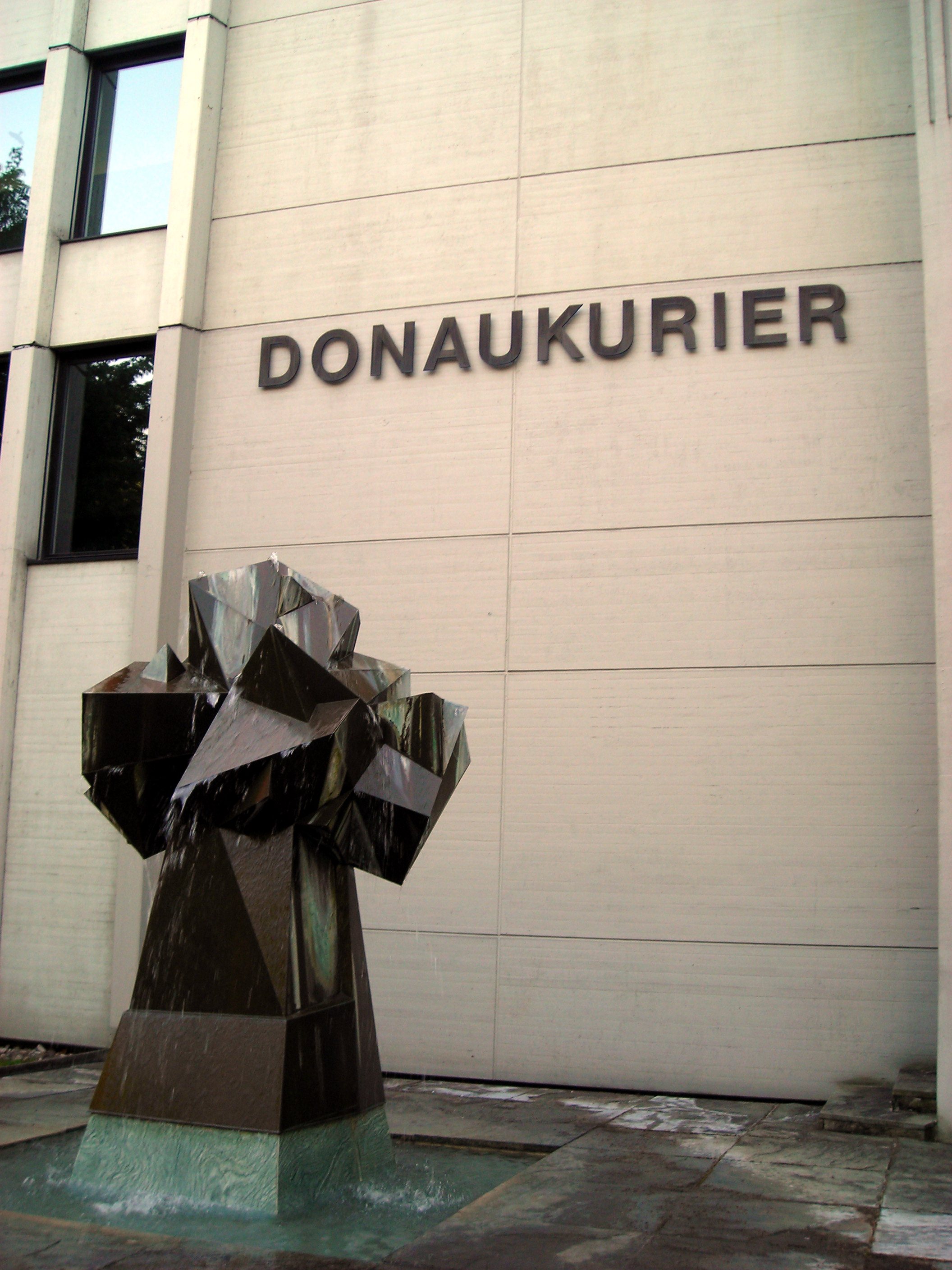
Verlagsgebäude des Donaukuriers

Die einzige lokale Tageszeitung für Ingolstadt ist der Donaukurier. Das Blatt erscheint bei der Donaukurier Verlags GmbH & Co. KG und erreicht eine Auflage von etwa 90.000 Exemplaren. Zusammen mit den Heimatzeitungen (zum Beispiel Eichstätter Kurier für den Landkreis Eichstätt), die in einem gemeinsamen Mantelteil einen eigenen Lokalteil platzieren, erreicht er täglich die gesamte Planungsregion Ingolstadt. Daneben informiert täglich die Augsburger Allgemeine in ihrer Regionalausgabe Neuburger Rundschau über Ingolstadt und die Region.
Wöchentlich erscheinen die Anzeigenblätter IZ-Regional (ein Tochterunternehmen des Donaukurier), Blickpunkt Wochenende, Schanzer Zeitung und tip – Das Wochenblatt.
Monatlich werden die Stadtmagazine espresso Magazin, megazin, INVG Haltestelle, Wirtschaft10plus aus Wettstetten, 60plus (ein Tochterunternehmen der IZ-Regional) und ERCI-Panther publiziert. Alle zwei Monate wird das Familienmagazin Family by megazin aufgelegt.
Als Online-Portale erscheinen das Bürgerforum von bingo-ev, dem Bürgernetz Ingolstadt e. V. sowie die Webportale megazin, ingolstadt-today, regionalreporter.de (vormals ingolstadt-reporter.de), stattzeitung.in, das Bilderportal kbumm, Schanzer-leben.de. nra aus Vohburg (netradioactive), bei-uns aus Beilngries (partys-bei-uns), shootyou, kidnetting, nightlifemagazine aus Altmannstein (Kurzform nlm).
Das Funkhaus Ingolstadt ist der lokale Rundfunkanbieter für Ingolstadt und die gesamte Region. Von dort wird der Sender Radio IN mit dem Kulturkanal-Ingolstadt, Radio K1, einem kirchlichen Programm und Radio Pegasus, der Welle der Universität Eichstätt-Ingolstadt ausgestrahlt. Daneben existiert noch Radio Galaxy. An Radio IN und Radio Galaxy ist der Donaukurier beteiligt.
Außerdem gab es bis 2019 den TV-Lokalsender intv, seit dessen Einstellung sendet tv.ingolstadt.
Am Bayernwerk bei Ingolstadt steht ein Sender der Deutschen Telekom (48° 45′ 43,4″ N, 11° 30′ 11,7″ O), von dem aus Ingolstadt mit Radioprogrammen versorgt wird. Zudem strahlt Deutschlandradio seine beiden Hörfunkprogramme von einem Senderstandort bei Stammham (48° 52′ 3,6″ N, 11° 26′ 51,5″ O) ab.

### Bildung

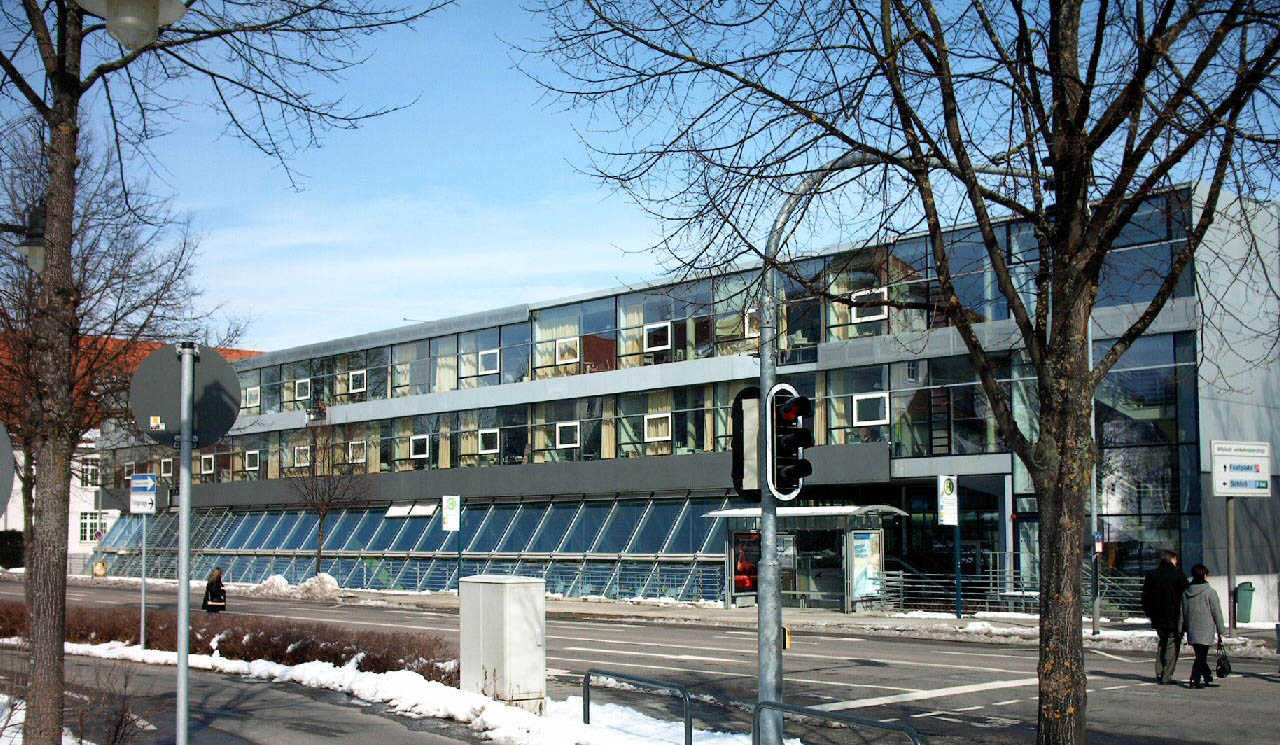
Die Technische Hochschule Ingolstadt

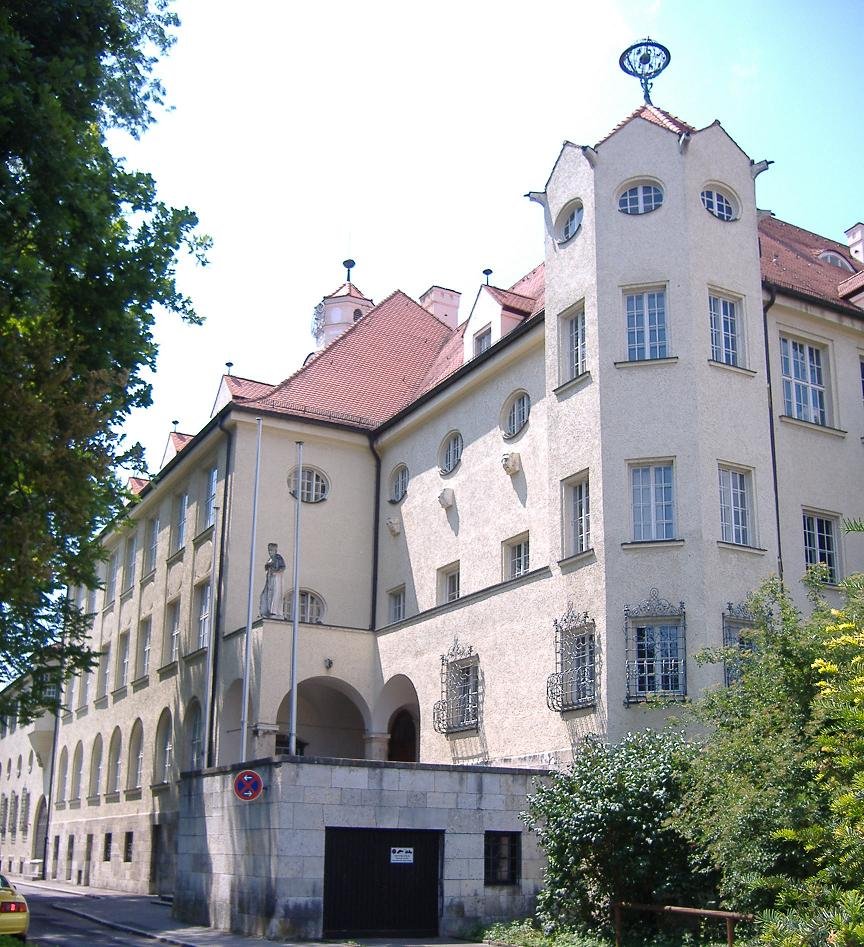
Christoph-Scheiner-Gymnasium

In Ingolstadt wurde 1472 die erste Bayerische Landesuniversität, die Universität Ingolstadt gegründet, jedoch musste Ingolstadt nach der Verlegung der Universität im Jahr 1800 bis 1989 warten, bis es durch die Eröffnung der Wirtschaftswissenschaftlichen Fakultät Ingolstadt der Katholischen Universität Eichstätt-Ingolstadt (KU) wieder Universitätsstadt wurde. Die Wirtschaftswissenschaftliche Fakultät (WFI) bietet Studiengänge in Betriebswirtschaftslehre und Wirtschaftsprüfung an. Im Jahr 1994 wurde mit der Hochschule Ingolstadt die zweite Hochschule in Ingolstadt gegründet (seit 2013 Technische Hochschule Ingolstadt). Sie ist deutschlandweit bekannt für den BWL- und Wirtschaftsingenieurstudiengang. Derzeit studieren an den Ingolstädter Hochschulen etwa 5000 Studenten, wobei eine Vergrößerung der Einrichtungen angestrebt wird. Seit 2004 befindet sich das Zentrum für Hochschuldidaktik in Ingolstadt in der Hohen Schule.
Ingolstadt verfügt mit dem Apian-Gymnasium (naturwissenschaftlich-technologisch, sprachlich und wirtschaftswissenschaftlich), dem Christoph-Scheiner-Gymnasium (naturwissenschaftlich-technologisch und sprachlich), dem Gnadenthal-Gymnasium (musisch), dem Katharinen-Gymnasium (sprachlich, wirtschafts- und sozialwissenschaftlich und naturwissenschaftlich-technologisch) und dem Reuchlin-Gymnasium (sprachlich, humanistisch und naturwissenschaftlich-technologisch) über fünf Gymnasien, die alle in Bayern möglichen Zweige anbieten. Von den Ingolstädter Gymnasien befinden sich vier in der Innenstadt.
Ingolstadt hat ferner 17 Grundschulen, zwölf Hauptschulen, davon drei Teilhauptschulen, fünf Förder- und Sonderschulen und drei Realschulen. Darüber hinaus verfügt die Stadt über mehrere berufliche Schulen, darunter zwei Berufsschulen, eine Wirtschaftsschule, die Staatliche Fachoberschule und Berufsoberschule Ingolstadt mit Fachoberschule und Berufsoberschule sowie 14 Berufsfachschulen. Hinzu kommen weitere Bildungseinrichtungen privater und öffentlicher Träger. Hierzu zählen beispielsweise die Volkshochschule Ingolstadt, die EURO Ingolstadt als staatlich anerkannte Fachakademie für Übersetzen & Dolmetschen sowie die David-Oistrach-Akademie, die städtische Simon-Mayr-Sing- und Musikschule und die private Musikschule im Lukashaus, die Berufsbildungszentren der Handwerkskammer und der Industrie- und Handelskammer sowie die Beruflichen Fortbildungszentren der Bayerischen Wirtschaft (bfz) GmbH.
Bezogen auf die Schülerzahlen führen die Berufsschulen, gefolgt von den Gymnasien und Grundschulen.

### Gesundheitswesen
Ingolstadt besitzt mit dem Klinikum Ingolstadt ein Krankenhaus der Schwerpunktversorgung der dritten Versorgungsstufe mit 1073 Betten. Es ist das viertgrößte kommunale Krankenhaus Bayerns und verfügt über 55 Stationen. Mit Christoph 32 ist ein Rettungshubschrauber des ADAC am Klinikum stationiert. Daneben bestehen drei Privatkliniken, die Klinik Dr. Maul und die Klinik Dr. Reiser (mittlerweile vom Klinikum Ingolstadt übernommen) mit zusammen 112 Betten sowie die Danuvius-Klinik für Psychiatrie mit 87 Plätzen. In der Stadt praktizieren 151 Fachärzte, 95 Zahnärzte und 64 praktische Ärzte. Seit 1996 gibt es in Ingolstadt ein städtisches Gesundheitsamt.